# Streitkräfte Russlands

Flagge, Vorderseite

Flagge, Rückseite

Die Streitkräfte der Russischen Föderation (Вооружённые силы Российской Федерации, inoffizielle Abkürzung ВС РФ oder WSRF) bestehen aus den drei Teilstreitkräften
- Landstreitkräfte (Heer) – ru. Сухопутные войска (СВ),
- Luft- und Weltraumkräfte – ru. Воздушно-космические силы (ВКС),
- Seestreitkräfte / Seekriegsflotte (Marine) – ru. Военно-морской флот (ВМФ)

sowie den selbstständigen (strategischen) Truppengattungen (ru. Рода войск)
- Strategische Raketentruppen – ru. Ракетные войска стратегического назначения (РВСН) und
- Luftlandetruppen – ru. Воздушно-десантные войска (ВДВ).[5]

Sie stehen in direkter Nachfolge zu den Streitkräften der Sowjetunion (UdSSR). Der Präsident der Russischen Föderation ist ihr Oberster Befehlshaber (ru. Верховный Главнокомандующий Вооружёнными силами Российской Федерации).
In Russland herrscht seit 2008 eine zwölfmonatige Wehrpflicht, das Land unterhält zudem Militärbasen im Ausland und das derzeit weltweit größte Kernwaffenarsenal. Russland belegte 2020 den zehnten Rang unter 151 Ländern im Globalen Militarisierungsindex (GMI). Laut Global-Firepower-Index von 2022 besitzt Russland die zweitstärksten Streitkräfte und das stärkste Heer weltweit.
Seit dem Beginn des Angriffskriegs Russlands gegen die Ukraine und dem dortigen militärischen Scheitern hat der Ruf der russischen Streitkräfte weltweit massiv gelitten. Das russische Militär zeigte im Kampf gegen ukrainische Truppen nach einer Einschätzung des International Institute for Strategic Studies von Anfang 2023 zahlreiche Mängel in Bezug auf taktische Fähigkeiten, Führung, Ausbildung, Aufklärung und Logistik, die von der russischen Führung im Vorfeld nicht erwartet worden waren. Die seit 2008 erfolgte Modernisierung des russischen Militärs war insofern offenbar nicht erfolgreich, allein artilleristisch entsprachen die gezeigten Möglichkeiten eher den Erwartungen. Ein Drittel des Haushaltsbudgets fließt mittlerweile in die Rüstung. Dadurch kann Russland zur Zeit laut Schätzung des Royal United Services Institute (RUSI) im Jahr 2024 circa 1500 Kampfpanzer herstellen, die allerdings größtenteils aus instandgesetztem und modernisiertem Material bestehen. Dieser Vorrat und weitere Ressourcen werden Russland dann bis 2026 bei ausreichender westlicher Unterstützung der ukrainischen Streitkräfte zur Neige gehen. Das ist allerdings nur dann wahrscheinlich, wenn es gelingt, die westlichen Wirtschaftssanktionen gegen Russland weitgehend durchzusetzen.

## Historische Rahmenbedingungen

### Herkunft der Streitkräfte Russlands – 1991/92
Im Zuge der von Michail Gorbatschow ab Anfang 1986 eingeleiteten Perestroika und infolge der Unabhängigkeitserklärungen verschiedener Sowjetrepubliken im Laufe des Jahres 1991 wurde vom 21. bis zum 25. Dezember 1991 die Union der Sozialistischen Sowjetrepubliken (UdSSR, russisch СССР) offiziell aufgelöst.
Die gesamte Struktur der sowjetischen Streitkräfte bis hin zur Zusammensetzung der einzelnen Truppen wurde zunächst nicht nach den neuen nationalen Kriterien getrennt. So unterstanden die Streitkräfte der ehemaligen UdSSR mit ihrem Militärpotenzial anfangs der Kontrolle durch die Militärbefehlshaber der Gemeinschaft Unabhängiger Staaten (GUS).

Das Siegesbanner – unter anderem von der Russischen Armee bei Paraden verwendetes offizielles „Symbol des Sieges“

Nach diesem Zerfall der Sowjetunion unterzeichnete am 7. Mai 1992 der Präsident Russlands, Boris Jelzin, ein Dekret über die Schaffung des Verteidigungsministeriums Russlands und stellte zugleich alle ehemaligen sowjetischen Streitkräfte auf dem Territorium der RSFSR unter die Kontrolle der Russischen Föderation.
Im Mai 1992 schuf Russland jedoch seine eigene Militärstruktur.
Das militärische Kommando der GUS blieb noch für ein weiteres Jahr aktiv, obwohl seine Macht schon stark eingeschränkt war. Im Juni 1993 wurde das Kommando abgeschafft; die meisten seiner Funktionen wurden auf die Streitkräfte Russlands übertragen.

### Streitkräfte Russlands in der Verfassungskrise – 1993

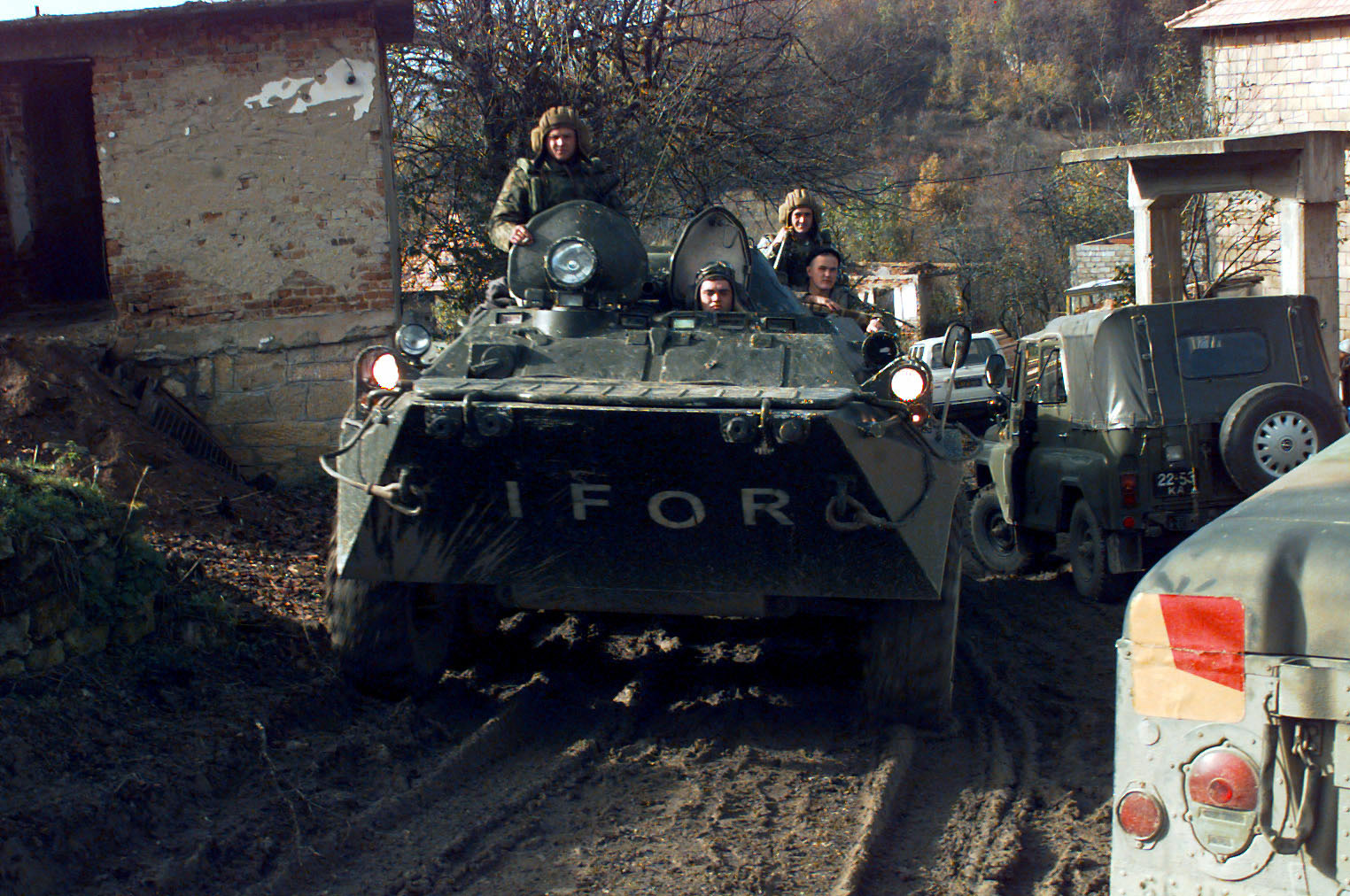
Russische Soldaten auf Schützenpanzerwagen BTR-80 im Rahmen des IFOR-Einsatzes, November 1996

Während der Jelzin-Ära (1992 bis 1999) erlebten die russischen Streitkräfte ihre bislang schwierigste Phase. Im Oktober 1993 wurden im Zuge der Verfassungskrise Teile der Streitkräfte in den Konflikt zwischen Präsident Jelzin und dem Obersten Sowjet hineingezogen. Russland befand sich am Rande eines Bürgerkrieges. Die höheren Kommandoebenen der Sicherheitsdienste und des Militärs unterstützten Jelzin. Soldaten beendeten die Krise gewaltsam, indem sie das Parlamentsgebäude belagerten und beschossen. Für den Preis von fast 200 Toten und mehreren hundert Verletzten brach der bewaffnete Widerstand gegen Jelzin zusammen. Es handelte sich um die schwersten Unruhen in Moskau seit dem Revolutionsjahr 1917.
Aufgrund „bilateraler Vereinbarungen“ verblieben seit dem Jahr 1992 Truppenkontingente der Russischen Föderation in Transnistrien und in Südossetien. In beiden Fällen stützt deren Anwesenheit die dortigen „stabilisierten De-facto-Regime“.

## Sicherheitspolitische Entwicklung Russlands – ab 1993

### Konzeptionen zur Außen- und Militärpolitik
In den ersten 22 Monaten nach der Auflösung der Sowjetunion verfügte Russland über keine eigenständige sicherheitspolitische Konzeption oder nationale Militärdoktrin. Stattdessen wurde nahezu dieselbe Doktrin wie zur Zeit des Kalten Krieges aufrechterhalten. In den 1990er-Jahren wurde jedoch eine Vielzahl solcher Konzeptionen ausgearbeitet und öffentlich diskutiert. Die beschlossenen Konzeptionen zur Außen- und Militärpolitik wie auch zur nationalen Sicherheit geben einen Einblick in das strategische Denken der russischen Führung.
Nach dem russischen Verfassungskonflikt von 1993 wurden auf dem Gebiet der Militärpolitik die Grundsätze der Militärdoktrin (vom 2. November 1993) vom Präsidenten erlassen.
Diese Grundsätze bezogen sich auf die Gefahr eines möglichen weltweiten Konfliktes und dass innere und lokale Konflikte den Fortbestand des Friedens gefährden könnten. Die Doktrin stand dabei noch in der Tradition des Kalten Krieges und enthielt Gründe, die den russischen Staat legitimierten, in benachbarten Ländern und Republiken militärisch zu intervenieren. Das Fehlen einer klaren Vision und Linie führte in den Folgejahren zu verschiedenen Fehlannahmen. So gingen die Ersteller dieser Doktrin von den Verhältnissen vor 1987 aus, in denen die Streitkräfte der UdSSR nahezu unbegrenzt über Ressourcen verfügen konnten. Deshalb durchlief die Militärdoktrin in den Folgejahren weitere Fassungen, den Entwurf vom Oktober 1999, die Erlasse vom April 2000 und vom Februar 2010 sowie zuletzt im Dezember 2014.
Die militärisch-maritimen Richtlinien Russlands wurden, kurz nach der jeweiligen Militärdoktrin, in die Form einer separaten Marinedoktrin gefasst mit den Grundlagen der Politik der RF auf dem Gebiet der militärisch-maritimen Tätigkeit in der Periode bis zum Jahre 2010 als Vorläufer (März 2000) sowie der Marinedoktrin der RF (Juli 2001) und der Marinedoktrin der RF (Juli 2015).
Daneben wurden mehrere Dokumente Konzeption der Außenpolitik der Russischen Föderation veröffentlicht, erstmals 1993 (Präsident B. Jelzin), danach im Juni 2000 (Präsident W. Putin), und im Juli 2008 (Präsident D. Medwedjew) sowie im Dezember 2016 (Präsident W. Putin). Die Konzeption der Außenpolitik der Russischen Föderation (März 2023) hat, wie schon die Reihe der Vorgängerdokumente, die Funktion eines strategischen Planungsdokumentes. Sie erhielt die staatsrechtlich bedeutsame Zuordnung zur Verfassung der RF und zur Nationalen Sicherheitsstrategie der RF (2021) durch ihre Bestätigung mit Erlass № 229 des Präsidenten Russlands W. Putin am 31. März 2023.
Ein durchgängiges Problem der russischen Streitkräfte der 1990er Jahre war das vom Vorgängerstaat übernommene Mobilisierungskonzept, das eine volle Kampfbereitschaft von Verbänden erst nach einem Mobilisierungsbefehl vorsah, durch den Reservisten eingezogen und eingelagertes Material einsatzbereit gemacht wurde. Dieses schwerfällige System war bereits in der späten Sowjetunion als Problem erkannt worden. Reformversuche scheiterten aber bis weit in die 1990er Jahre hinein. So war eine schnelle Schaffung von Verbänden für den Ersten Tschetschenienkrieg 1994 nur dadurch möglich, dass die stehenden Komponenten mehrerer teilmobilisierter Einheiten zusammengewürfelt wurden. Nach dem Ende des Krieges wurde daher das Konzept der kampfbereiten Formationen umgesetzt: Diese setzten sich ebenfalls durch Material- und Personalabgaben anderer Einheiten zusammen, blieben aber dauerhaft in dieser Aufstellung und mit hohem Bereitschaftsgrad zusammen. Kampfbereite Formationen waren zu diesem Zeitpunkt alle Luftlandedivisionen und alle strategischen Raketenregimenter sowie Flugabwehr- und Luftwaffenregimenter. Die Mannstärke dieser Einheiten war etwas kleiner als zuvor. Bei den Teilen der Streitkräfte, die nicht diesen Status besaßen, löste die Zusammenziehung jedoch teils erhebliche Mängel an Personal und Material aus. Im Zweiten Tschetschenienkrieg von 1999 an experimentierte Russland mit taktischen Bataillonsgruppen: Größere kampfbereite Formationen gingen nicht mehr in voller Stärke in den Einsatz, sondern entsendeten jeweils ein Panzer- oder mot. Schützenbataillon nebst unterstützenden Einheiten.

### Konzeptionen zur nationalen Sicherheit (1997–2008)
Ein überwölbendes, staatliches strategisches Konzept, das im Interesse der nationalen Sicherheit die innen-, außen- und militärpolitischen Bereiche zusammenführt, ist in Russland wohl erst im Jahr 1996/97 entstanden. Die Konzeption der nationalen Sicherheit der Russischen Föderation war im Mai 1997 vom Sicherheitsrat der RF, ohne vorherige Veröffentlichung, verabschiedet und anders als bisher „Nur für den Dienstgebrauch“ klassifiziert worden.
Der Präsident der Russischen Föderation, Boris Jelzin (im Amt von 1991 bis 1999), bestätigte am 17. Dezember 1997 die überarbeitete Konzeption, also nach Unterzeichnung der Grundsatzdokumente zwischen Russland und der NATO sowie des 1997 mit der Ukraine abgeschlossenen Vertrages über Freundschaft, Zusammenarbeit und Partnerschaft.
Angepasst an veränderte Lagebedingungen wurde im Sicherheitsrat der RF eine weitere, gleichnamige Konzeption der nationalen Sicherheit (Oktober 1999) bestätigt.
Nach der Amtsübernahme und während Wladimir Putins erster Amtszeit als Präsident Russlands (ab dem 31. Dezember 1999) wurden daraus ein nochmals verändertes Sicherheitskonzept und eine neue Militärdoktrin abgeleitet, mit dem Ziel, das Militär zu modernisieren. Damit wollte er wohl auch die frühere militärische Reputation wiederherstellen, die in den 1990er Jahren verloren gegangen war.
Konkrete Umstrukturierungen dieser Zeit betrafen die Unterstellung der Flugabwehrtruppe (1998) und der Heeresflieger (2003) unter die Luftstreitkräfte.
Putin setzte per Erlass die Konzeption der nationalen Sicherheit der Russischen Föderation (Januar 2000) in Kraft.
Danach folgte die Militärdoktrin der Russischen Föderation (April 2000).

### Strategie der nationalen Sicherheit (2009–2020)
Noch unter der Präsidentschaft von Dmitrij Medwedjew wurde eine Konzeption der Außenpolitik der Russischen Föderation (Juli 2008) veröffentlicht.
Im Folgejahr 2009 erschien das unter Putin inhaltlich völlig umgestaltete nationale Sicherheitskonzept, nun betitelt als Strategie der nationalen Sicherheit der Russischen Föderation bis zum Jahr 2020 (vom Mai 2009).
Dieser Neufassung der Sicherheitsstrategie folgte eine veränderte Militärdoktrin der Russischen Föderation (vom Februar 2010). Seit dem Jahreswechsel 2014/15 wurden auch diese Militärdoktrin und ab Ende Dezember 2015 die nationale Sicherheitsstrategie durch Folgedokumente ersetzt.
Nach öffentlichen Debatten und Beratungen in den politischen Gremien wurde die Strategie der nationalen Sicherheit der Russischen Föderation (2015) in Kraft gesetzt. Verglichen mit dem Vorgängerdokument von 2009 ist die Strategie-2015 zwar analog gegliedert, wurde jedoch inhaltlich erweitert und schlüssiger geordnet. Sie definiert die langfristigen nationalen Interessen und strategischen Prioritäten hinsichtlich der Außen-, Sicherheits- und Innenpolitik. Das Dokument lässt erkennen, dass das aktuelle strategische Denken der herrschenden politischen Elite Russlands von einem erweiterten Sicherheitsbegriff bestimmt wird. Er umfasst neun „strategische nationale Prioritäten“. Die Landesverteidigung wird zuerst genannt.

### Militärreform unter Serdjukow (ab 2008)
Die Serdjukow Reform (Russisch: Реформа Сердюкова), benannt nach dem seinerzeitigen Verteidigungsminister Anatoli Serdjukow, stellt eine größere strukturelle Reorganisation der russischen Streitkräfte dar und wurde ab 2009 umgesetzt.
Ziele waren die Reorganisation von Struktur und Befehlskette sowie die Verkleinerung der Streitkräfte.
Kernelemente
- Reduzierung der Gesamt-Mannschaftsstärke auf 1 Million bis 2012
- Reduzierung der Zahl der Offiziere
- Zentralisierung der Offiziers-Ausbildung von 65 auf 10 'systemische' Trainingszentren
- Schrumpfung des Zentralkommandos
- Einführung zusätzlicher ziviler Stellen für Logistik und Unterstützung
- Reorganisation der Reserve-Verbände sowie des Brigade-Systems
- Umstellung der Luftwaffe auf eine Basis-Struktur anstatt der bisherigen Regimenter

In diese Zeit fielen erhebliche Strukturreformen, die vor allem die undurchsichtigen und oft widersprüchlichen, vielschichtigen Kommandostrukturen bereinigen sollten. Diese organisatorische Schwachstelle war bereits seit Jahren bekannt und Anatoli Eduardowitsch Serdjukow hatte kurz nach seinem Amtsantritt als Verteidigungsminister Reformvorschläge vorgelegt. Den nötigen Schwung und eine ausreichende Finanzierung erhielt die Reform nach den schwachen Leistungen der russischen Streitkräfte im Kaukasuskrieg 2008. Das Reformprogramm, das Serdjukow am 14. Oktober 2008 vorstellte, umfasste eine Verkürzung der Wehrpflicht von 24 auf 12 Monate in zwei Schritten, Verbesserungen der Lebensbedingungen in den Kasernen und eine verstärkte Rekrutierung von Berufs- und Zeitsoldaten.
Ziel war es, kleinere, dafür aber professionellere Streitkräfte mit schneller Einsatzbereitschaft zu entwickeln. Die Kommandostrukturen wurden insofern verschlankt, dass die Befehlshaber der Militärbezirke die Befehlsgewalt über alle Truppen in ihrem geografischen Zuständigkeitsbereich erhielten, ausgenommen waren dabei Luftlandetruppen und die Strategische Raketentruppe. Zudem sollte das Heer bis 2015 von einer Divisions- auf eine Brigadestruktur umgestellt werden, was aber nie in Gänze stattfand.
Auch bei den Luftstreitkräften sollten die Kommandostrukturen verschlankt werden. Dabei sollte die „Luftwaffenbasis“ zur grundlegenden Organisationseinheit werden. Allerdings wurden die Strukturen in den folgenden Jahren immer wieder überarbeitet, die Zahl der landesweiten Basen wurde gesenkt, so dass schließlich eine Basis aus geografisch weit verstreuten Einheiten und Stützpunkten entstand, die sich nicht effizient führen ließen. Seestreitkräfte, Luftlandetruppe und die immer vergleichsweise gut ausgestattete und finanzierte Strategische Raketentruppe waren von den Reformen Serdjukows kaum betroffen.
2009 erschien das inhaltlich völlig umgestaltete nationale Sicherheitskonzept, nun betitelt als Strategie der nationalen Sicherheit der Russischen Föderation bis zum Jahr 2020.
Personalstärken
Die Schrumpfung der Personalstärken auf den verschiedenen Ebenen der militärischen Hierarchie war ein Kernelement der Reformen – von 1,13 Millionen zu Beginn auf 1 Million, überwiegend beim Offizierskorps.
| Dienstgrad       | September 2008 | Dezember 2009 | Geplant 2012 | Differenz |
| ---------------- | -------------- | ------------- | ------------ | --------- |
| General          | 1.107          | 780           | 866          | −22 %     |
| Oberst           | 15.365         |               | 3.114        | −80 %     |
| Oberstleutnant   | 19.300         |               | 7.500        | −61 %     |
| Major            | 99.550         |               | 30.000       | −70 %     |
| Hauptmann        | 90.000         |               | 40.000       | −56 %     |
| Oberleutnant     | 30.000         |               | 35.000       | +17 %     |
| Leutnant         | 20.000         |               | 26.000       | +30 %     |
| Offiziere gesamt | 365.000        |               | 142.000      | −61 %     |

### Modernisierungen unter Schoigu (ab 2010)
Dieser Neufassung der Sicherheitsstrategie folgte im Februar 2010 eine veränderte Militärdoktrin der Russischen Föderation. Seit dem Jahreswechsel 2014/15 sind auch diese Militärdoktrin und ab Ende Dezember 2015 die nationale Sicherheitsstrategie durch Folgedokumente ersetzt.
Unter Serdjukows Nachfolger Sergei Schoigu rückte neben der in den Vorjahren verbesserten Professionalität und Gefechtsbereitschaft auch ein höheres Tempo bei der technischen Modernisierung von Waffensystemen in den Blickpunkt. Andere Elemente der vorherigen Reform wurden aufgegeben. So gaben die Luftstreitkräfte von 2013 an das Basenkonzept auf und formierten sich wieder als Luft- und Luftverteidigungsarmeen und -divisionen. 2015 legte man die Luftstreitkräfte und die Weltraumstreitkräfte zusammen. Dem britischen Verteidigungsministerium zufolge wurden von 2005 bis 2018 die Verteidigungsausgaben der russischen Föderation verdoppelt.

### Militärdoktrin ab 2014
Am 25. Dezember 2014 trat mit Erlass Nr. 805 eine veränderte Militärdoktrin der Russischen Föderation (Präzisierte Redaktion 12/2014) in Kraft, die Putins Bedrohungsverständnis widerspiegelt.
Auf den Widerstand der ukrainischen Bevölkerung gegen den offen von Russland unterstützten Präsidenten Wiktor Janukowytsch und dessen Sturz im Februar 2014, reagierte Putin mit der Annexion der Krim sowie der Besetzung der Ostukraine. Hatten russische Militärplaner zuvor kurze, räumlich begrenzte Kriege im postsowjetischen Raum als wahrscheinlichstes Szenario angesehen, rückte mit den von ihm selbst ausgelösten Kämpfen in der Ukraine, für Putin die NATO als potenzieller Kriegsgegner erneut in den Blickpunkt und er entschied sich für eine Verschiebung der strategischen Planung. Das beinhaltete eine Wiedereingliederung von zuvor in die Zivilwirtschaft ausgelagerten Aufgaben in die Truppe, beispielsweise die Instandsetzung von Material. Auch wurde von 2013 an die fünf Jahre zuvor angelaufene Umstellung auf eine Brigadestruktur der Landstreitkräfte abgebrochen. Seitdem sind wieder verstärkt Divisionen in den Dienst gestellt worden, auch wenn weiterhin Brigaden existieren. Von 2015 an bot zudem der Syrienkrieg eine Gelegenheit, Waffensysteme zu erproben und vor allem das fliegende Personal der Luftwaffe im Realeinsatz zu schulen.

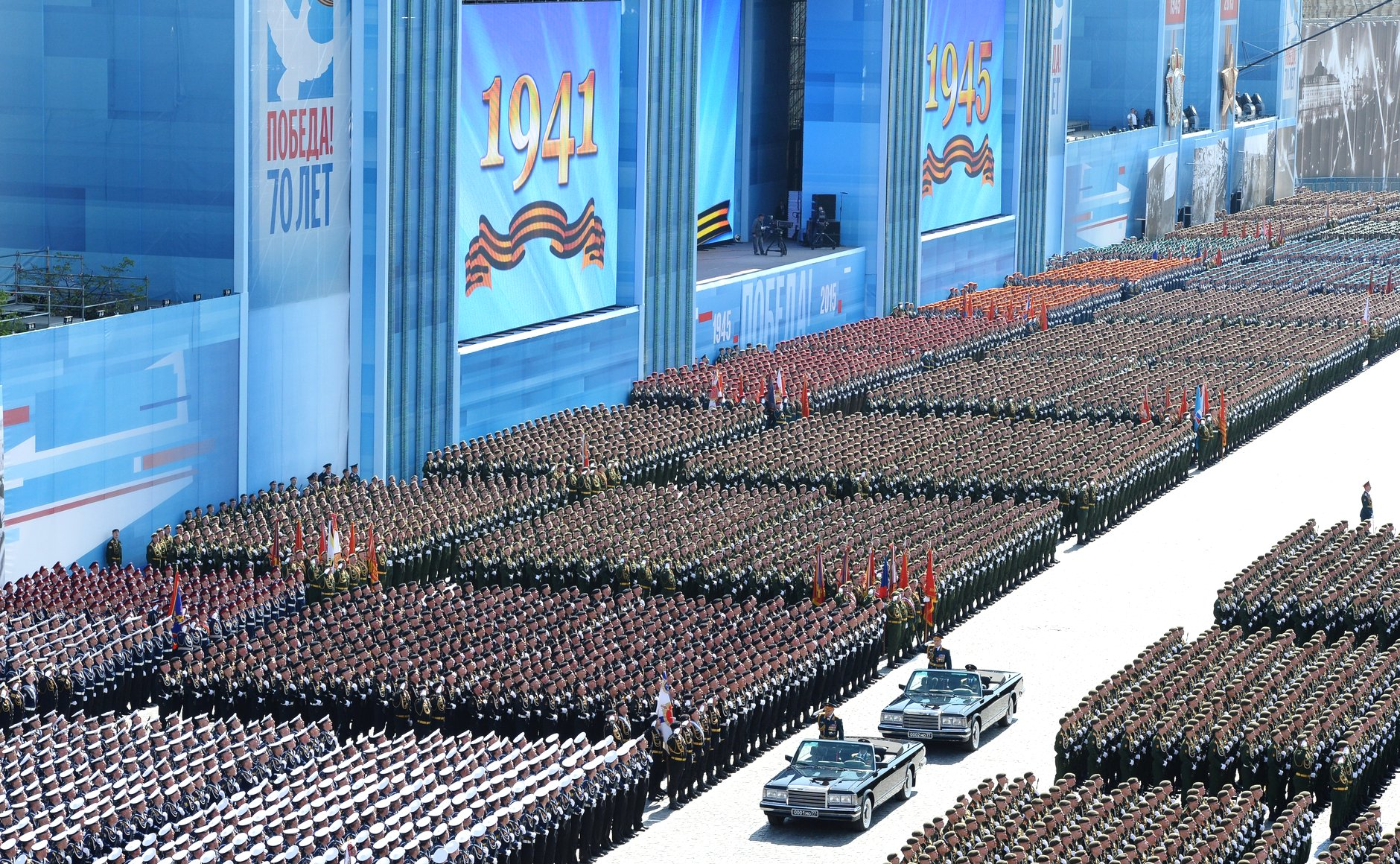
Parade anlässlich des Tag des Sieges im Jahr 2015.

Die Strategie-2015 benennt ausführlich die langfristigen nationalen Interessen und strategischen nationalen Prioritäten für die russische Außen-, Sicherheits- wie auch Innenpolitik zum Schutz vor inneren und äußeren Bedrohungen. Im Westen verstand man, dass Putin angesichts des Umsturzes in Kiew nicht als Verlierer in die Geschichte eingehen wollte und sich für den Bruch des Völkerrechts (Charta von Paris) entschieden hatte. Für Putin besaß laut Heinrich August Winkler „die Wiederherstellung der imperialen Stellung Russlands“ oberste Priorität. Er habe „2014 durch den Griff nach der Krim und der Ostukraine“ eine „Weltkrise“ ausgelöst.
Die Militärdoktrin (12/2014) wie auch die Strategie (2015) benennen zwar keine Staaten explizit als Feind oder Bedrohung Russlands. Jedoch werden aus dem Handeln nichtstaatlicher und staatlicher Akteure neue Bedrohungen für die nationale Sicherheit abgeleitet. Ein Papier des Bundestags nannte die so bezeichneten NATO und USA. Die Sicherheitsstrategie 2015 nannte so gesehen die NATO (speziell die USA) als Bedrohung.
Eingeschätzt wird darin, dass die USA und deren Bündnispartner die globale Dominanz anstrebten und mittels politischen, ökonomischen, militärischen und informationellen Drucks eine Politik der Eindämmung Russlands betrieben. Das fände seinen Ausdruck in der Zuweisung globaler Funktionen an die NATO, in dem Anwachsen des Kräftepotenzials und in einer befürchteten Ausdehnung der Allianz sowie in der Annäherung ihrer militärischen Infrastruktur an die russischen Grenzen. Die Stationierung von Komponenten der Raketenabwehr der USA in Europa, im Nahen Osten und in der asiatisch-pazifischen Region minderten aus russischer Sicht wesentlich die Möglichkeiten zur Aufrechterhaltung der globalen und regionalen Stabilität.
Zum Beginn der 2020er Jahre äußerten sowohl der russische Präsident Putin als auch der amerikanische Präsident ihre ernste Besorgnis über die Auszehrung des Rüstungskontrollsystems. Aufgrund einseitiger russischer Hochrüstung (nuklearfähige Marschflugkörper 9M729 und Iskander-Raketen in Kaliningrad) fiel der Vertrag über die Abschaffung von Mittel- und Kurzstreckenraketen (INF-Vertrag) dem begründeten westlichen Misstrauen zum Opfer. Auch die im November 2019 von den USA geäußerten Zweifel am Vertrag über den Offenen Himmel offenbarten eine zunehmende Unsicherheit. Ende Januar 2021 vereinbarten der russische Präsident und der amerikanische Präsident Joe Biden die Verlängerung des Vertrags über die Reduzierung strategischer Offensivwaffen (Strategic Arms Reduction Treaty New-START), dem letzten großen atomaren Abrüstungsvertrag der beiden Staaten, um fünf weitere Jahre.
Verteidigungsminister Schoigu verwies auf der Kollegiumstagung am 24. Dezember 2019 auf die von der NATO als Reaktion auf die russische Expansionspolitik begonnene Umsetzung der „Bereitschaftsinitiative 4X30“ (Nato Readiness Initiative, NRI), die klar gegen Russland ausgerichtet sei.

### Russlands Politik zur nuklearen Abschreckung (ab 2020)

#### Grundlagendokument zur Nuklearpolitik (2020)
Mit Erlass № 355 der Präsidialverwaltung vom 2. Juni 2020 hat Präsident Putin das offizielle Dokument „Grundlagen der staatlichen Politik der Russischen Föderation auf dem Gebiet der nuklearen Abschreckung“ bestätigt. Es ergänzt die geltende Militärdoktrin der Russischen Föderation.
Russland verfolge damit eine Politik der Minimalabschreckung, die auf ausgewählte qualitative Bereiche fokussiert sei und vor allem auf den Erhalt der nuklearen Zweitschlagfähigkeit abziele. Russland lehne einen frühen Einsatz von Kernwaffen ab und sei entschlossen, einen Kernwaffenkrieg zu verhindern und alle potenziellen Gegner davor abzuschrecken. Russland hält die Begrenzung eines Nuklearkriegs – zumal auf seinem eigenen Territorium – für eine sehr gefährliche Illusion und plädiert für den politischen Dialog. Mit Beginn seines Krieges gegen die Ukraine rückte Putin von der Doktrin einer Schutzrolle seines Atomarsenals ab. Er drohte offen mit dem Einsatz nuklearer Waffen mit dem Ziel, nicht nur die westlichen Regierungen davor abzuschrecken, die Ukraine noch substantieller zu unterstützen, sondern auch die Öffentlichkeit des Westens einzuschüchtern. Putin drohte denjenigen mit „nie dagewesenen Konsequenzen“, die versucht sein könnten, Russland in diesem Krieg zu „behindern.“

#### Verschärfung der Nukleardoktrin (2024)
Schon vor Veröffentlichung des Grundlagendokuments 2020 warnten Experten immer wieder davor, dass mit militärtechnologischen Entwicklungen die Unterscheidbarkeit von konventionellen (nichtnuklearen) und nuklearen Waffen aufgehoben würde. In Konsequenz dieser Politik verschärfte Putin am 19. November 2024 seine Nuklearwaffendoktrin. Unter anderem darf der Einsatz von Kernwaffen nun bereits als Reaktion auf einen Angriff mit konventionellen Waffen erfolgen, wenn dieser von einer Atommacht ausgeht. Angriffe einzelner Staaten werden neu auch als Angriffe der Bündnisse betrachtet, denen die jeweiligen Staaten angehören. Im Zusammenhang mit dem Beschuss der ukrainischen Großstadt Dnipro mit einer neuartigen russischen Hyperschall-Mittelstreckenrakete am 21. November 2024 erneuerte Putin seine Drohung mit dem Einsatz nuklearer Sprengköpfe.

#### Stationierung von Nuklearwaffen in Belarus (2023)
Die Zusammenarbeit der Streitkräfte Russlands und Belarus‘ basiert auf den Vereinbarungen über die „Wichtigsten Richtungen der Umsetzung der Punkte des Vertrages über die Schaffung des Unionsstaates 2021–2023“, insbesondere auf der Militärdoktrin des Unionsstaates (2021), die am 4. November 2021 auf einer Sitzung des Obersten Staatsrates des Unionsstaates Russland–Belarus gebilligt wurde.
Moskau und Minsk einigten sich Ende März 2023 darauf, taktische Kernwaffen auf dem Territorium von Belarus zu stationieren. US-Inspektionen in russischen Atomanlagen schließt Russland aus.
Der Bau eines speziellen Lagers auf dem Territorium von Belarus für taktische Kernwaffen (Gefechtsköpfe) Russlands wurde im Juli 2023 abgeschlossen, die laut der Militärdoktrin des Unionsstaates (2021) ausdrücklich in Russlands Hoheit bleiben.
Ab April 2023 wurden die Belarussischen Streitkräfte mit Trägermitteln für taktische Kernwaffen ausgestattet. Das umfasst die Übergabe der Raketenkomplexe ‘Iskander’ und der Zusatzausrüstung für Flugzeuge an die Streitkräfte Belarus‘ sowie die Ausbildung von deren Besatzungen.

## Auftrag für die Streitkräfte Russlands

### Militärisch-politischer Streitkräfteauftrag
Die Russische Föderation hält laut Militärdoktrin (12/2014) den Einsatz der Streitkräfte zur Abwehr einer gegen sie und (oder) ihre Verbündeten gerichteten Aggression sowie formal zur Erhaltung anderer Strukturen der kollektiven Sicherheit für rechtmäßig. Ebenso rechtmäßig sei der Einsatz der Streitkräfte für die Gewährleistung des Schutzes ihrer Bürger, die sich außerhalb der Grenzen der RF aufhalten. Der Einsatz der Streitkräfte erfolge in Friedenszeiten auf Entschluss des Präsidenten der Russischen Föderation. Dabei soll sich der Streitkräfteeinsatz entschlossen, zielgerichtet und komplex auf der Grundlage der rechtzeitigen und ständigen Analyse der sich entwickelnden militärpolitischen und militärstrategischen Lage vollziehen.
Im Dezember 2023 wurde im Verteidigungsministerium mit Putin der Stand der Umsetzung des Streitkräfteauftrags und die Streitkräfteentwicklung für das Folgejahr erörtert. Details zu den globalen militärisch-politischen Aktivitäten der Streitkräfte Russlands 2023/2024 ergänzte der Chef des Generalstabes beim darauffolgenden Briefing für ausländische Militärattachés am 21. Dezember 2023 in Moskau.

## Streitkräftegruppierungen Russlands im Einsatz

### Missionen in den Nachfolgestaaten der Sowjetunion (ab 1993)
Russland beteiligt sich an der Bekämpfung von Bürgerrechtsbewegungen in Tadschikistan (1993 zusammen mit kasachischen Einheiten) und in Südossetien und Abchasien (als einzige Beteiligte).

### Bewaffnete Konflikte im Kaukasus

#### Erster Tschetschenienkrieg (1994–1996)
Die russischen Streitkräfte waren führend im Ersten Tschetschenienkrieg (1994–1996) an dem größten inneren Konflikt seit dem Russischen Bürgerkrieg (1918–1920) beteiligt. Die Streitkräfte waren für diesen Krieg nicht vorbereitet, aufgrund der schwierigen Transformationsphase zwischen dem Ende des Kalten Krieges und der Errichtung der nationalen Streitkräfte.
Die Situation der Streitkräfte um 1994 stellte sich so dar, dass 37 Divisionen aus Mitteleuropa und dem Baltikum abgezogen wurden und 57 Divisionen an Belarus und die Ukraine abgegeben wurden. Weiterhin garantierten neue Bestimmungen tausenden Studenten die Befreiung vom Wehrdienst. Eine Anzahl von Divisionen wurden zu dem Zeitpunkt in unabhängige Brigaden umorganisiert oder aufgelöst. Gemäß dem Vertrag über Konventionelle Streitkräfte in Europa von 1990 wurden zudem tausende Panzer, Schützenpanzer und Artilleriewaffen abgerüstet. So waren die Einheiten der Streitkräfte weit von ihrer Sollstärke entfernt. Die Lebensbedingungen waren ebenfalls sehr schwierig und die Moral sehr niedrig.
Nach eineinhalb Jahren Krieg verhandelten die russische Zentralregierung und die tschetschenischen Rebellen einen Waffenstillstand, der den Rückzug der russischen Streitkräfte vom Territorium der Tschetschenischen Republik vorsah. Verbunden mit diesem Debakel verloren die Streitkräfte erheblich an Reputation und Rückhalt in der eigenen Bevölkerung. Die Probleme lagen vor allem in der unzureichenden Personalausstattung und dem schlechten Ausbildungsstand der Wehrpflichtigen. Der Krieg wirkte negativ auf die Reformbemühungen der Streitkräfte. Erstens wurden alle Anstrengungen auf den Konflikt gelenkt, zweitens zog der Krieg in Tschetschenien zusätzliche finanzielle Aufwendungen auf eine bereits unterfinanzierte Armee nach sich, womit teure Reformvorhaben nicht möglich waren, was sich auch moralisch auf die Angehörigen der Streitkräfte auswirkte.

#### Zweiter Tschetschenienkrieg (1999–2002)
Nach dem Dagestankrieg und den Sprengstoffanschlägen auf Wohnhäuser in Russland, bei denen 228 Zivilisten starben, erhöhte sich die Bereitschaft in der russischen Bevölkerung für einen neuen Waffengang in der abtrünnigen Republik. Nach Artillerie- und Luftschlägen auf tschetschenische Stellungen marschierte eine etwa 100.000 Mann starke russische Streitkraft im Oktober 1999 nach Tschetschenien ein. Der zweite Krieg unterschied sich erheblich vom Ersten Tschetschenienkrieg. Dieses Mal verwendeten die russischen Streitkräfte eine andere Taktik. Anstatt schlecht ausgebildete, leicht motorisierte Einheiten in den Häuserkampf zu schicken, wendeten die russischen Streitkräfte starke Artillerieschläge und Bombardements aus der Luft an, bevor die Infanterie die zerstörten Dörfer und Städte einnahmen. Bis März 2000 wurden alle größeren Besiedlungen eingenommen; die Hauptstadt Grosny wurde durch brutale Bombardierungen, ohne Rücksicht auf die Zivilbevölkerung größtenteils zerstört. Die Rebellen wurden in den gebirgigen Süden zurückgetrieben, aber blieben dennoch zur Guerillakriegsführung fähig, so dass sich jahrelange Attacken auf die russischen Streitkräfte anschlossen. Im Frühjahr 2001 kamen groß angelegte russische Militäroperationen zu einem Ende. Der Krieg trat damit in eine neue Phase ein, in denen die russischen Streitkräfte sich auf das Bekämpfen von Guerillaaktivitäten konzentrierten.
Der Zweite Tschetschenienkrieg ab 1999 erhöhte die Moral innerhalb der Armee. Durch den erfolgreichen Feldzug sicherte sich Präsident Wladimir Putin die russischen Streitkräfte als verlässliches Machtinstrument und in der sich anschließenden Präsidentenwahl seine eigene Machtposition. Die Streitkräfte beklagten in der Zeit vom September 1999 bis Dezember 2002, als die groß angelegten Operationen endeten, nach Angaben des russischen Verteidigungsministeriums 4572 gefallene und 15.549 verletzte Soldaten.

#### Krieg um das georgische Südossetien (2008)
Ausgangspunkt des Konflikts war der Wille Putins, eine privilegierte Interessenzone entlang der russischen Grenzen zu erhalten. Das Erwachen von Unabhängigkeitsbestrebungen innerhalb der georgischen Bevölkerung wurde von der russischen Regierung als Bedrohung eigener Interessen interpretiert. In Südossetien waren deshalb russische Truppen stationiert. Die Unabhängigkeit Georgiens von der früheren Sowjetunion in 1991 war die Konsequenz brutaler Übergriffe sowjetischer Truppen auf georgische Demonstranten am 9. April 1989. Diese demonstrierten gegen jahrzehntelange Unterdrückung und Terror durch das russisch dominierte sowjetische System. Als Erbe der sowjetischen Unterdrückung war Georgien auf drei Gebiete verteilt, neben dem Kerngebiet um die Hauptstadt Tiflis waren das Abchasien und Südossetien. Der mit, nach heutigen Kriterien, ungerechtfertigtem diplomatischem Blick auf die russische Regierung verfasste Bericht der EU zum Beginn des Krieges 2008 sprach von Kampfhandlungen „im großen Maßstab“ in der Nacht vom 7. zum 8. August durch georgische Streitkräfte, was jedoch nur die Kulmination eines längeren Zeitraums von zunehmenden Spannungen, Provokationen und Zwischenfällen gewesen sei. Zusätzlich seien außer den russischen Streitkräften auch russische Freischärler am 8. August vor 14:30 Uhr in dem Gebiet anwesend gewesen. Der Angriff Georgiens auf Südossetien und dort stationierte russische Truppen wurde als Verstoß gegen internationales Recht eingestuft. Auch der Einmarsch russischer Truppen in das georgische Kerngebiet verstieß gegen das Völkerrecht und wurde als sehr unverhältnismäßig bezeichnet. Der Konflikt wurde darüber hinaus durch die Besetzung Ober-Abchasiens durch russische und abchasische Truppen weiter aufgeheizt.
Der militärische Erfolg der russischen Streitkräfte war auf die große zahlenmäßige Überlegenheit von mindestens 3:1 zurückzuführen. Das Vorgehen der russischen Streitkräfte entsprach der Einsatzdoktrin aus der Sowjetzeit: Ein rascher und tiefer Vorstoß mit mechanisierten Verbänden um möglichst schnell eine übermächtige Konzentration aufzubauen. Der tiefe Vorstoß erfolgte sehr rasch und ohne große Feuerunterstützung oder Flankenschutz. Die angewandte Taktik der russischen Truppen und das verwendete Material brachte aber erhebliche Mängel zum Vorschein. Laut dem russischen Generalstabschef Nikolai Jegorowitsch Makarow waren zu Beginn der Feindseligkeiten nur rund 17 % der Bodentruppen, 5 der 150 Regimenter der Luftstreitkräfte und rund die Hälfte der Kriegsschiffe kampfbereit.
Während des Krieges gab es eklatante Mängel im Bereich der Führung und der Verbindungen zu den eingesetzten Armeeeinheiten. So war es aus verschiedensten Gründen dem Generalstab in Moskau nicht möglich, mit den in Georgien eingesetzten Verbänden eine sichere Verbindung aufzubauen. Daher wurden die Verbände z. T. mittels Mobiltelefonen über Netze georgischer Telefongesellschaften befehligt. Weiter standen weder das Satellitennavigationssystem GLONASS, Unbemannte Luftfahrzeuge oder Präzisionswaffen zur Verfügung. Ebenso standen keine Satellitenbilder zur Verfügung, so dass die Russen einen Tu-22M3 Backfire zur Aufklärung über Georgien einsetzten, welcher von einer georgischen 9K37 Buk abgeschossen wurde. Da die russischen Kampfhubschrauber über kein aktuelles Freund-Feind-Erkennungssystem verfügten und weil ihr Bordfunksystem nicht interoperabel mit dem der Bodentruppen war, konnten keine Kampfhubschrauber zur Luftnahunterstützung eingesetzt werden. Außerdem konnten die russischen Kampfflugzeuge keine Nachteinsätze fliegen und verfügten nur über limitierte Fähigkeiten zur Elektronischen Kampfführung. Von den sechs während der Kriegshandlungen verlorenen russischen Kampfflugzeuge wurden vier von den eigenen Truppen abgeschossen. Bei knapp 75 % der eingesetzten Kampfpanzer handelte es sich um ältere Modelle wie T-62M, T-72M und T-72BM. Diese Kampfpanzer verfügten über keine moderne Reaktivpanzerung, keine Nachtsichtgeräte und waren ohne moderne Feuerkontroll- und Funksysteme ausgerüstet. Die nach sowjetischer Einsatzdoktrin operierenden russischen Verbände erlitten bei Gefechten mit gut trainierten und mit modernen Waffen ausgerüsteten georgischen Verbänden z. T. schwere Verluste. So wurden bei einem Gefecht nahezu alle 30 Fahrzeuge der Kommandogruppe der 58. Armee vernichtet und dabei viele der Stabsoffiziere getötet oder verwundet.

### Annexion der Krim durch Russland 2014

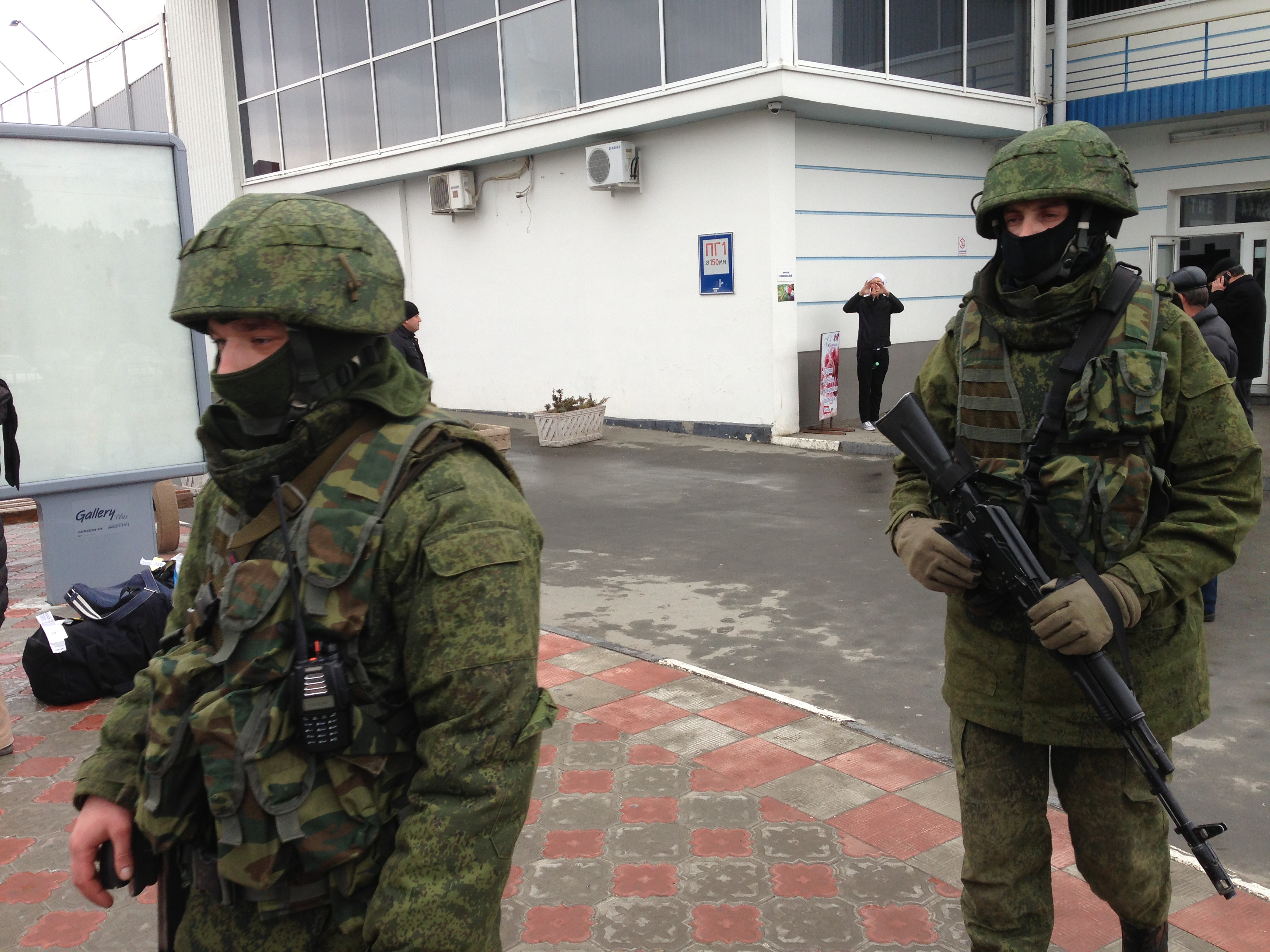
Soldaten ohne Hoheitszeichen am Flughafen Simferopol am 28. Februar 2014

Das russische Verteidigungsministerium nannte als Operationsbeginn zur Annexion der Krim den 20. Februar 2014. Das war während der von der autokratischen, prorussischen Regierung blutig bekämpften Demonstrationen der ukrainischen Opposition (Euromaidan) und zwei Tage vor der Absetzung des ukrainischen Präsidenten Wiktor Janukowytsch durch die Werchowna Rada.
Am 27. Februar 2014, als angebliche „Selbstverteidiger der russischsprachigen Bevölkerung der Krim“ das Parlament besetzten, wurden zusätzliche russische Soldaten auf die Krim geflogen. Am 28. Februar bat das ukrainische Parlament angesichts unmarkierter Soldaten auf der Krim den UN-Sicherheitsrat um Hilfe, um die „Aggression der Russischen Föderation“ zu stoppen.
Noch am 4. März 2014 behauptete Präsident Putin in einem TV-Interview, nicht russische Truppen, sondern „örtliche Selbstverteidigungskräfte“ hätten die Kontrolle auf der Krim übernommen. Verteidigungsminister Sergei Schoigu sprach auch noch am 5. März von einer ‚Provokation‘, als ihm Bilder russischen Kriegsgerätes der „unbekannten“ Soldaten vorgehalten wurden. Auf ein Video angesprochen, auf dem sich Uniformierte als Russen bezeichnen, äußerte er „Das ist reiner Quatsch“, und auf die Frage, woher die Panzerwagen „Tiger“ und „Luchs“ kämen, entgegnete er: „Ich habe keine Ahnung“.
Am 16. April 2014 räumte Russlands Präsident Putin in einer Fernsehfragestunde ein, dass es sich um russische Truppen gehandelt hatte. Damit beging Putins Russland einen klaren Bruch des Völkerrechts (KSZE-Schlussakte von Helsinki 1975, Charta von Paris 1990 und Budapester Memorandum vom 5. Dezember 1994). Erstmals seit 1945 hatte ein europäischer Staat seine Grenzen auf Kosten eines anderen europäischen Staates gewaltsam ausgedehnt.

### Russisch-Ukrainischer Krieg ab 2014
Neben russischen Truppenkonzentrationen und Manövern nahe der ukrainischen Grenze als Drohkulisse waren im August Angehörige regulärer russischer Truppen, trotz Einsatz von Kampfpanzern in der Ukraine getötet worden. Nach dem zuvor erfolgten Eingreifen der Streitkräfte Russlands in der Schlacht um Ilowajsk fuhr am 3. September ein großer Konvoi der russischen Truppen wieder zurück über die Grenze nach Russland. Ein erneuter Einsatz russischer Kampftruppen fand während des Kampfes um Debalzewe im Januar und Februar 2015 statt.
Den Komitees der Soldatenmütter Russlands wurde bekannt, dass Einsätze hierbei möglicherweise gegen den Willen von Soldaten durchgesetzt wurden und nicht auf freiwilliger Basis stattfanden. Auch zwei Soldaten, welche im Mai 2015 in der Ukraine gefangen genommen worden waren, bestätigten, auf Befehl ihrer Einheit dort gewesen zu sein.
Militärtechnik wie Panzir-Systeme oder neue IAI-Searcher-Feuerleit-Drohnen wiesen auch 2015 auf die Anwesenheit der Streitkräfte Russlands hin. Bis 2015 hatten laut RUSI 117 Einheiten der Streitkräfte Russlands mit insgesamt 42.000 Soldaten Rotationen in der Ukraine absolviert oder die Ukraine beschossen. Dabei waren laut dem während der Erstellung seines Reports in Russland getöteten Boris Nemzow rund 220 russische Soldaten ums Leben gekommen. Zum Erhalt einer Entschädigung durch den Staat mussten die Familien der getöteten Soldaten eine Stillhalteklausel unterschreiben.

### Russischer Überfall auf die Ukraine ab 2022
Am 24. Februar begann entlang der gesamten ukrainischen Grenze aus Russland sowie aus Belarus der großangelegte Angriff auf die Ukraine. Die russische Bodenoffensive wurde von Beginn an und sich steigernd bis ins Jahr 2024 von Luft- und Raketenschlägen gegen die zivile Infrastruktur begleitet, was international als Kriegsverbrechen gewertet wird. Das bisher in der Hauptsache verfehlte Ziel dieser Bombardierungen ist die terroristische Einschüchterung der Menschen in der Ukraine. Zahlreiche brutale Übergriffe der russischen Soldaten auf die zivile Bevölkerung wurden zudem dokumentiert. Der russische Angriff war offensichtlich als kurze „Spezialoperation“ geplant gewesen, deren prioritäres Kriegsziel die Einnahme Kiews innerhalb einiger Tage und der Sturz der ukrainischen Regierung war. Nach wochenlanger Umklammerung der Stadt von Norden, Westen und Osten mussten die russischen Streitkräfte das Vorhaben wegen des unerwartet heftigen Widerstands der ukrainischen Armee, begleitet von mutigen öffentlichen Stellungnahmen des ukrainischen Präsidenten Wolodymyr Selenskyj, Ende März aufgeben und sich zurückziehen.
Nach einer Beurteilung des britischen Verteidigungsministeriums haben neben dem tapferen Widerstand des ukrainischen Militärs strategische Fehler und Mängel innerhalb der russischen Invasionstruppen zu erheblichen Einbußen ihrer Kampfkraft geführt. So habe Russland zu Kriegsbeginn mit 120 Gefechtsverbänden etwa zwei Drittel seiner gesamten Landstreitkräfte eingesetzt. Stand Mai 2022 sei ein Viertel der eingesetzten Verbände kampfunfähig, wobei Spezialkräfte wie die Luftlandetruppen die höchsten Verluste erlitten hätten. Es würde Jahre dauern, diese Verbände wieder aufzubauen. Bereits Anfang Mai 2022 hatte die Militärverwaltung der russischen Streitkräfte Schwierigkeiten, neue Zeit- und Berufssoldaten zu gewinnen und bestehende Verträge zu verlängern. Bis Mai 2022 hatte das russische Militär durch den Krieg 15 bis 20 Prozent seiner Panzer und schweren gepanzerten Kampffahrzeuge verloren.
Beim Abzug der russischen Truppen aus allen zuvor eroberten Gebieten westlich von Charkiw offenbarten sich nach Kriegsrecht verbotene Plünderungen und ein Muster von Tötungen von Zivilisten, das auf Kriegsverbrechen hindeutet. Zu den von russischen Truppen verübten Kriegsverbrechen zählen unter anderem massenhafte systematische und als Kriegswaffe eingesetzte Vergewaltigungen von ukrainischen Frauen und Kindern, gezielte Bombardierungen von Krankenhäusern, Schulen, Kindergärten, Altersheimen, Wohnhäusern, Zivilschutzbunkern und Flüchtlingskonvois, massenhafte Folterung und Hinrichtung ukrainischer Zivilisten mit dem Ziel, den Durchhaltewillen der ukrainischen Bevölkerung zu brechen, Einsatz verbotener Waffen wie Streubomben, Phosphorbomben und thermobaren Waffen gegen zivile Ziele sowie Deportationen Zehntausender ukrainischer Zivilisten in den Fernen Osten Russlands. Der Ort Butscha erlangte weltweite Bekanntheit durch die dort von russischen Soldaten begangenen Gräueltaten. Ein Angriff auf die ukrainischen Gebiete am Schwarzen Meer um die größte Hafenstadt der Ukraine, Odessa, war noch gegen Ende März befürchtet worden.
Die Leistungen der Streitkräfte Russlands beim Krieg wurden als dilettantisch und blamabel beurteilt. Der Einsatz wurde durch gravierende Logistikfehler, Korruption und Führungschaos behindert. Erst ab dem 9. April 2022 stand der Angriff unter dem einheitlichen zentralen Kommando von Alexander Dwornikow. Vorher gab es Generäle, die ihr Vorgehen nicht abstimmten und keine gemeinsame Operationsführung hatten. In Massen schossen die Ukrainer russische Panzer und gepanzerte Fahrzeuge ab. Die Rasputiza, die Schlammperiode, führte dazu, dass die Bodentruppen ihren Vormarsch ausschließlich auf den Straßen durchführten. Wegen leerer Treibstofftanks oder Ersatzteilmangel blieben viele Fahrzeuge liegen, die dadurch andere Fahrzeuge blockierten und schließlich von den Ukrainern erbeutet oder zerstört wurden.
Die militärpolitischen Analysten Michael Kofman & Rob Lee kommentierten im US-amerikanischen Online-Portal ‘War on The Rocks’ die Streitkräftestruktur und Personalfragen der in der Ukraine eingesetzten Streitkräfte Russlands. Sie kommen zur Aussage, dass „in vielen der Situationen, mit denen das russländische Militär in der Ukraine konfrontiert war, … diesen Truppen insbesondere ausreichende leichte Infanteriekräfte [fehlten].“ Das hätte schließlich die Fähigkeit der russischen Landstreitkräfte bei der Anpassung an Kampfhandlungen und bei deren Fortsetzung eingeschränkt.
Nach einem Bericht vom britischen Verteidigungsministerium am 20. Juni wurde vom konsequenten Versagen der russischen Luftwaffe berichtet, was erheblich zum begrenzten Erfolg Russlands in der Ukraine beigetragen habe. Die russische Luftwaffe agiere unterdurchschnittlich und sei weitgehend risikoscheu gewesen. Sie habe versäumt die Luftüberlegenheit herzustellen und so den russischen Streitkräften einen entscheidenden Vorteil in der Ukraine zu verschaffen. Der Bericht unterstellte außerdem, dass die Ausbildungsverfahren für das Personal so gestaltet und konzipiert sind, dass sie hochrangige Beamte beeindrucke, aber nicht angemessen auf die Herausforderungen des aktiven Luftkampfes vorbereite. Das Institute for the Study of War veröffentlichte am 20. Juni eine Lagekarte zum Gefechtsverlauf in der Ukraine.
Nach Angaben russischer Kriegsgefangener sind mehrere verletzte russische Soldaten von eigenen Vorgesetzten erschossen worden. Andererseits ist ein russischer Kommandeur laut einem Bericht im Zuge eines Putsches von Soldaten schwer verletzt worden und in der Folge seinen Verletzungen erlegen.
Der Geheimdienst des ukrainischen Verteidigungsministeriums (HUR) meldete, dass es zwischen Einheiten der russischen Streitkräfte zu Schusswechseln mit Beteiligung von mehr als 100 Soldaten kam. Dem HUR zufolge habe es sich dabei zum einen um Verteilungskämpfe um geplünderte Kriegsbeute zwischen Kadyrowzy und burjatischen Soldaten gehandelt. Ein weiterer Grund für die Schusswechsel zwischen den zwei ethnisch verschiedenen Einheiten sei eine empfundene Ungleichbehandlung gewesen. So seien Kadyrowzy im Gegensatz zu burjatischen Soldaten nicht an der Front eingesetzt worden und außerdem dafür verantwortlich, die Frontsoldaten (notfalls mit Waffengewalt) von einem Rückzug bzw. von einer Frontflucht abzuhalten.
Das zweite Kriegsziel war die Erweiterung der Vasallenstaaten im Osten der Ukraine; vor Donezk konnten die ukrainischen Truppen ihre Stellungen den ganzen März hindurch halten, ebenso die nahe der russischen Grenze liegende Großstadt Charkiw, welche in der um sie geführten Schlacht um Charkiw erheblich beschädigt wurde. Die zwischen Donezk/Luhansk und Charkiw an der russischen Grenze liegenden Gebiete wurden hingegen von Russland besetzt. Im Süden der Ukraine, wo die ukrainischen Streitkräfte seit 2014 die Einnahme einer Landbrücke von Russland zur Krim verhindert hatten, wurde die Stadt Mariupol nach langer Bombardierung von Russland besetzt. In Cherson errichteten russischen Streitkräfte eine Blockade um die Stadt, während die Russische Nationalgarde die Stadt besetzen konnte.
Die russische Armee setzt bevorzugt und überproportional Soldaten aus den nichtrussischen Ethnien der Russischen Föderation ein. Deshalb sind die Verluste unter den nichtrussischen Soldaten (aus Nordossetien, Dagestan, Burjatien, aus der Jüdischen Autonomen Oblast und aus anderen Föderationssubjekten mit einem hohen nichtrussischen Bevölkerungsanteil) besonders hoch.
Aufgrund der personellen Einschränkungen der Armee wurden für den Krieg nicht nur Söldner oder in diesen Söldnereinheiten sogar Gefängnisinsassen rekrutiert, sondern auch mehr oder weniger erfolgreich Bataillone in Regionen der Russischen Föderation aufgestellt, wozu die Gouverneure aufgefordert worden waren – zum Beispiel begann im Juli die Bildung des „Sobyaninsky-Regiments“ in Moskau. Solche Bataillone auf teilweise ethnischer Basis wurden aber auch als problematisch angesehen. Am 21. September 2022 verfügte Präsident Putin die Teilmobilmachung Russlands.
Nach Ansicht des militärischen Beraters Christian Freuding von Bundesverteidigungsminister Boris Pistorius sind die russischen Verluste an Mensch und Material enorm. Bis einschließlich Ende 2023 vermutet er 300.000 getötete oder verwundete russische Soldaten und Verluste im hohen vierstelligen Bereich an Kampf- und Schützenpanzern. Laut ISW seien für Putin 50 Tote pro gewonnenen Quadratkilometer "gut verkraftbar". Für den Kreml sei das kein nennenswerter Nachteil.
Vertragssoldaten können ihren Vertrag während der Dauer des Krieges nicht auflösen. Bis zum Sommer 2024 starben 1426 namentlich bekannte unter 20-Jährige.
Die russischen Streitkräfte verbrauchten laut Schätzungen im Krieg mit der Ukraine bis Januar 2025 mehr als die Hälfte ihres Materials. Viel davon kam aus Lagern, die sich leerten. Die Neuproduktion könne die Verluste nicht ausgleichen.Es sei laut den Schätzungen mit einem kritischen Mangel an Gerät und dadurch einem Abflauen der Kampfhandlungen bis spätestens 2026 zu rechnen. Schon 2024 wurden aus der Not "unglaubliche" Fahrzeuge eingesetzt bis zu Elektrorollern.

### UN-Friedensmissionen
| Mission                                      | S   | MB | P  |
| -------------------------------------------- | --- | -- | -- |
| MINURSO (Westsahara)                         | –   | 18 | –  |
| MINUSTAH (Haiti)                             | –   | –  | 7  |
| MONUC (Dem. Rep. Kongo)                      | –   | 29 | 4  |
| UNIOSIL (Sierra Leone)                       | –   | 1  | –  |
| UNMEE (Äthiopien, Eritrea)                   | –   | 3  | –  |
| UNMIK (Kosovo)                               | –   | 1  | 39 |
| UNMIL (Liberia)                              | –   | 3  | 8  |
| UNMIN (Nepal)                                | –   | 8  | –  |
| UNMIS (Sudan)                                | 122 | 13 | 11 |
| UNMIT (Osttimor)                             | –   | –  | 5  |
| UNOCI (Elfenbeinküste)                       | –   | 11 | –  |
| UNOMIG (Georgien)                            | –   | 4  | 2  |
| UNTSO (Israel, Palästina)                    | –   | 4  | –  |
| P=Polizisten MB=Militärbeobachter S=Soldaten |     |    |    |

Russland beteiligte sich mehrfach in kleinerem Rahmen an UN-Friedensmissionen. So an der von der NATO geführten und durch UN-Mandat legitimierten Implementation Force (IFOR) und Stabilization Force (SFOR) in Bosnien-Herzegowina und an der Kosovo Force (KFOR) im Kosovo. Einen weiteren Einsatz bildete die im Dezember 2005 beendete United Nations Mission in Sierra Leone (UNAMSIL), an der sich Russland mit 113 Soldaten beteiligte.

### Russische Kampfeinsätze gegen die syrische Befreiungsbewegung (2015–2017)
Am 30. September 2015 gab der Sprecher des Verteidigungsministeriums der Russischen Föderation bekannt, dass Russland der Bitte der Regierung von Syrien um militärische Unterstützung entsprochen habe. Die USA wurden vorab über den Angriffsbeginn informiert.
Am 30. September 2015 hatte der Föderationsrat, das Oberhaus Russlands, Präsident Putin ermächtigt, eine Streitkräftegruppierung Russlands in Syrien einzusetzen. Das Ziel des Militäreinsatzes war die Unterstützung der syrischen Regierungstruppen gegen die syrischen Freiheitskämpfer, ein Einsatz von Bodentruppen wurde ausgeschlossen.
Kampfflugzeuge bombardierten Stellungen der syrischen Freiheitskämpfer und des Islamischen Staates im Irak und des ISIS in Syrien. Nach einer Auswertung der Nachrichtenagentur Reuters lagen allerdings 80 Prozent der Ziele von russischen Luftangriffen in Nicht-IS-Gebieten.
Vorausgegangen war eine Verlegung von Flugzeugen, Personal und anderer Militärtechnik aus Russland auf die Luftwaffenbasis Ḫumaymīm bei Latakia und die russische Marinebasis Tartus in Syrien.

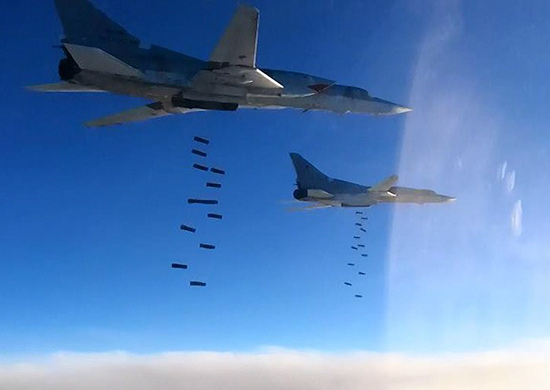
Tu-22M3 bombardieren Syrien, Januar 2017

Am 10. Oktober 2015 wurden als Reaktion auf die russischen Luftangriffe die „Demokratischen Kräfte Syriens“ gegründet. Zu diesem Zusammenschluss der separaten oppositionellen Kampfgruppen der YPG/YPJ, MFS und „Armee der Revolutionäre“ wurde ein Gründungsmanifest über seine politische Position und die politischen Ziele erstellt und am selben Tag bei einer Pressekonferenz öffentlich kommuniziert. Die „Demokratischen Kräfte Syriens“ waren somit eine Partei im Sinne der syrischen Verfassung von 2012.
Die Verluste von russischen Soldaten wurden im August 2016 offiziell mit 20 angegeben, die Hauptverluste trugen private Söldnerfirmen, wie die Gruppe Wagner; Russia Beyond the Headlines übersetzte einen Artikel von RBK mit: „Russia’s main losses in Syria were sustained by PMCs“ (Private Military Company).
Im Dezember 2016 wurde die russische Beteiligung an der Bombardierung und Zerstörung Aleppos von der internationalen Öffentlichkeit kritisiert. Da die massiven russischen Bombardements vor allem die Zivilbevölkerung trafen, handelt es sich um Kriegsverbrechen. Wegen der rücksichtslosen Bombardierungen und der brutalen Bekämpfung der Zivilbevölkerung durch die russischen Streitkräfte kam es in der Folge zu einer millionenfachen Flucht syrischer Menschen in die Europäische Union.
Der Syrienkonflikt ermöglichte den russischen Streitkräften auf mehreren Ebenen auch die Erprobung und Verbesserung ihrer Einsatzmöglichkeiten, insbesondere für Marine und Luftwaffe. So ließ sich, auch mangels wesentlicher Gegenwehr und Bewaffnung der demokratischen Befreiungskräfte, in organisatorischer und logistischer Hinsicht eine lang anhaltende militärische Kraftprojektion über weite Entfernungen aufrechterhalten. Verschiedene Waffensysteme wurden unter Realbedingungen gegen einen schlecht ausgerüsteten Gegner und die Zivilbevölkerung erprobt. Besonderen Wert legte die russische Militärführung auf die Personalrotation von Piloten, die nach ihrem Syrieneinsatz ihre Kriegserfahrung in möglichst weiten Teilen der Luftstreitkräfte einbringen sollen. Ähnlich wurden hohe Befehlshaber aller Truppenteile rotierend in den Syrieneinsatz geschickt. Die Marine erprobte insbesondere den Einsatz von Marschflugkörpern über weite Strecken vom Kaspischen Meer bis nach Syrien.

### Libyen
Im Februar und März 2017 nutzten russische Spezialkräfte ägyptische Flughäfen, was mit der Unterstützung Russlands für Chalifa Haftar in Zusammenhang gebracht wurde. Russland setzt sich für eine Machtbeteiligung Haftars ein.

### Zentralafrikanische Republik
Nach Angaben der russischen Botschaft in Bangui wurde die Anzahl der russischen Militärausbilder in Zentralafrika am 10. Mai 2021 auf 1200 Mann verstärkt, sie sollen sich dort aktiv im Verbund mit Wagner-Einheiten Kämpfe mit den dortigen Rebellen liefern.

## Führung, Leitung (Stand August 2019)

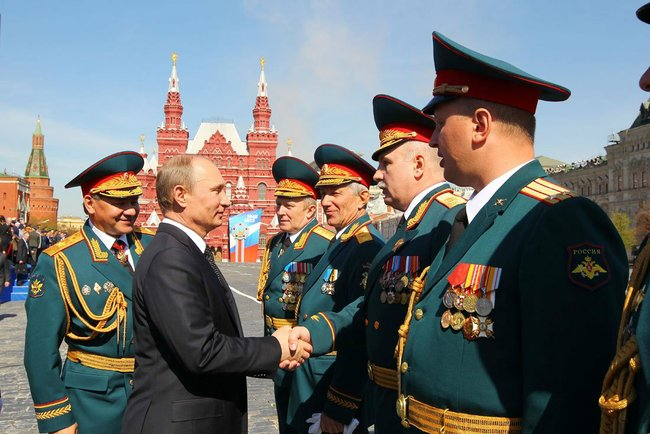
Der Präsident Russlands Wladimir Putin und Verteidigungsminister Sergei Schoigu bei der Parade zum Tag des Sieges in Moskau am 9. Mai 2013

### Politische Führung durch den Präsidenten
In Friedenszeit übernimmt das Staatsoberhaupt die allgemeine politische Führung über die Streitkräfte.
Der Präsident der Russischen Föderation ist Oberster Befehlshaber der Streitkräfte Russlands (russisch Верховный Главнокомандующий Вооружёнными силами Российской Федерации). Er verhängt den Kriegszustand für das Gesamtterritorium oder einzelne Gebiete Russlands, um Bedingungen zu schaffen, die den russischen geopolitischen Interessen vermeintlich von Nutzen sind. Darüber benachrichtigt er unverzüglich den Föderationsrat und die Staatsduma zur Bestätigung eines entsprechenden Erlasses. Zum möglichen Einsatz der Streitkräfte Russlands jenseits der Grenzen ist ein entsprechender Beschluss des Föderationsrates erforderlich. Der Präsident Russlands ernennt, entbindet und leitet den Sicherheitsrat der RF; er ernennt und entbindet das Oberkommando der Streitkräfte.
Als Oberster Befehlshaber bestätigt der Präsident die Strategie der nationalen Sicherheit der RF und die Militärdoktrin der RF, die Konzeption zum Aufbau der Streitkräfte, die Mobilmachungspläne für die Streitkräfte und die Wirtschaft, den Plan der Zivilverteidigung und andere Dokumente zum militärischen Aufbau.
Das Staatsoberhaupt bestätigt auch die allgemeinen militärischen Vorschriften, die Bestimmungen über das Verteidigungsministerium und den Generalstab.
Der Präsident verfügt jährlich über die Einberufung zum Wehrdienst sowie über die Versetzung aus den Streitkräften in die Reserve entsprechend den Altersgrenzen.
Als Staatsoberhaupt unterzeichnet er internationale Verträge zur gemeinsamen Verteidigung und militärischen Zusammenarbeit.

### Politische Leitung durch das Verteidigungsministerium
Das Ministerium der Verteidigung der Russischen Föderation (russisch Министерство обороны Российской Федерации), kurz das Verteidigungsministerium
(russisch Министерство обороны, Минобороны), ist das Führungsorgan für die Streitkräfte Russlands.
Zu den wichtigsten übertragenen Aufgaben gehören:
- die Ausarbeitung und Realisierung der Staatspolitik auf dem Verteidigungsgebiet und deren normativ-rechtliche Umsetzung;
- die Organisation des Einsatzes der Streitkräfte in Übereinstimmung mit dem föderalen Verfassungsrecht, dem föderalen Recht und den internationalen Verträgen Russlands;
- die Aufrechterhaltung der erforderlichen Bereitschaft und die Realisierung des Aufbaus der Streitkräfte;
- die Gewährleistung der sozialen Sicherheit der Militärangehörigen (Uniformträger, Zivilbeschäftigte, Reservisten) und ihrer Familienmitglieder;
- die Ausarbeitung und Realisierung der staatlichen Politik zur internationalen militärischen Zusammenarbeit.

Das Verteidigungsministerium ist für die Versorgung der Streitkräfte, die Personalverwaltung und die allgemeine Aufrechterhaltung der Kampffähigkeit zuständig.
Das Verteidigungsministerium führt unmittelbar und über die Führungsorgane der Militärbezirke, über die territorialen Organe und die Militärkommissariate.
Das Ministerium leitet der Verteidigungsminister der Russischen Föderation (russisch Министр обороны Российской Федерации) der auf Vorschlag des Ministerpräsidenten vom Präsidenten der RF ernannt und abberufen wird. Der Minister ist dem Präsidenten direkt unterstellt; jedoch in Fragen des Verfassungsrechts, der föderalen Gesetze und präsidialer Regierungserlasse – dem Ministerpräsidenten.
Der Minister trägt die persönliche Verantwortung für die Erfüllung der dem Ministerium und den Streitkräften übertragenen Aufgaben. Er verwirklicht das Prinzip der Einzelleitung. In Friedenszeiten ist der Verteidigungsminister zugleich der oberste militärische Befehlshaber.
Er arbeitet mit dem Kollegium des Ministeriums (russisch коллегия) im Bestand: der Minister, dessen Erste Stellvertreter und Stellvertreter, die Chefs der Dienste des Ministeriums und die Oberkommandierenden der Teilstreitkräfte.
Amtierender Verteidigungsminister ist der Held der Russischen Föderation Armeegeneral Sergei Schoigu. Traditionell handelte es sich bei den russischen (sowjetischen) Verteidigungsministern nicht um einen Zivilisten, sondern um einen hochrangigen General. Als eine Ausnahme war Sergei Iwanow von 2001 bis 2007 der erste Zivilist auf diesem Posten.
Zur geordneten Funktionserfüllung sind die Fachabteilungen im Verteidigungsministerium strukturell in Hauptverwaltungen, Verwaltungen, Departements (ministeriale Abteilungen), Abteilungen, Zentren und selbstständige Dienste (Dienstbereiche) gegliedert.
Aus diesen fachbezogenen Strukturelementen sind den Ersten Stellvertretern und den Stellvertretern des Verteidigungsministers im Zuge der Ressortbildung die nachfolgend aufgeführten, jeweiligen funktionsbezogenen Führungsorgane zugeordnet worden.

### Die Militärabteilung des FSB in den Streitkräften
Innerhalb des Geheimdienstes FSB ist die Abteilung DWKR (Department Wojeinnoi Kontrraswedki) für Spionageabwehr in den Streitkräften zuständig und übt über diesen Zusammenhang hinausgehend eine Kontrollfunktion über das Militär aus. Sie gilt als personalstark und dem Regime loyal ergeben, ihre Aktivitäten haben seit Beginn der Invasion in der Ukraine 2022 stark zugenommen und umfassen Teilnahme an militärischen und polizeilichen Maßnahmen in den besetzten Gebieten wie auch Aktivitäten in Russland selbst, wo Mitte 2024 ein Vize-Verteidigungsminister und mehrere Generäle vom FSB unter Beschuldigungen der Korruption verhaftet wurden, was als Machtdemonstration und Warnung gegenüber der Armee interpretiert wird. Dies ist kongruent mit ihrem Auftrag, die Loyalität des Militärs sicherzustellen, um dort die potentielle Bildung bewaffneter Formationen und Gruppierungen außerhalb politischer Kontrolle des Kremls gar nicht erst möglich werden zu lassen. Die Abteilung rekrutiert geeignete Offiziere innerhalb der Streitkräfte und hat das Recht, an hochrangigen Besprechungen innerhalb des Militärs teilzunehmen und dort Vorschläge einzubringen. Sie ist zuständig für Korruptionsermittlungen, die sie selektiv aus politischen Gründen im Interesse der Präsidialadministration führt.

### Nationales Führungszentrum der Verteidigung
Seit dem 19. Dezember 2014 arbeitet das Nationale Zentrum der Verteidigung als Bindeglied für Armee und Flotte. Das Zentrum soll die Kontrolle aller Arten der Streitkräftetätigkeit, von der täglichen Führung bis hin zur Gefechtsführung, ermöglichen.

### Generalstab der Streitkräfte Russlands

#### Stellung des Generalstabes

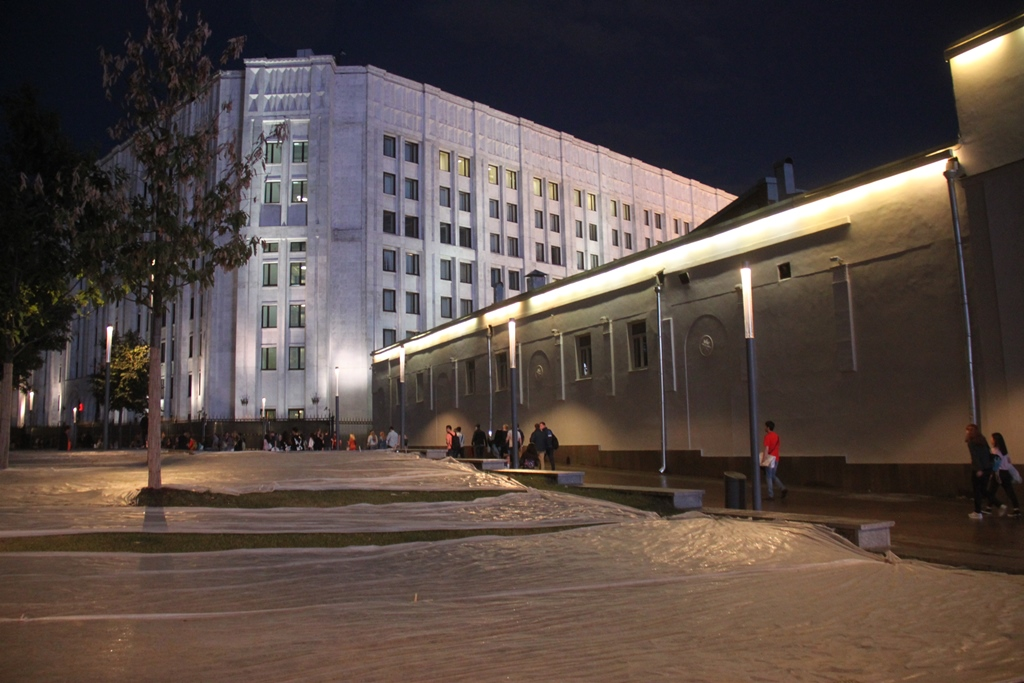
Gebäude des Generalstabs in Moskau

Der Generalstab der Streitkräfte der Russischen Föderation (russisch Генеральный штаб Вооружённых сил Российской Федерации) ist das zentrale Organ der Militärführung des Ministeriums und das grundlegende operative Führungsorgan der Streitkräfte.
Die Tätigkeit des Generalstabes wird vom Verteidigungsminister angeleitet. Der Generalstab ist Bestandteil der Struktur des Verteidigungsministeriums.
Der Generalstab koordiniert die Tätigkeit der Grenztruppen (russisch пограничные войска), der Organe des Föderalen Sicherheitsdienstes der RF, der Truppen der Nationalgarde, der Eisenbahntruppen, der föderalen Organe für Spezialnachrichtenverbindungen und Information, der Truppen der Zivilverteidigung, der ingenieur-technischen und Militärformationen für den Straßenbau, die Dienste der Auslandsaufklärung der RF (SWR), die föderalen Organe des Staatsschutzes, die föderalen Organe der Mobilmachungsvorbereitung der Staatsorgane, den Aufbau und die Entwicklung der Streitkräfte sowie deren Einsatz.

#### Hauptfunktionen des Generalstabes
Zu den Hauptfunktionen des Generalstabes laut Statut (2014) gehören:
- die Organisation der Führung der Streitkräfte;
- die Gewährleistung der strategischen Planung des Einsatzes der Streitkräfte und anderen Truppen und Organe;
- die Ausarbeitung von Vorschlägen zur staatlichen Verteidigungspolitik;
- die Koordinierung der Handlungen der Streitkräfte mit den anderen militärischen Formationen in Friedenszeit zu Maßnahmen der strategischen Zügelung (Abschreckung);
- Planung und Organisation der Maßnahmen zum Aufbau der Streitkräfte;
- die Überführung der Streitkräfte auf die Organisation und den Bestand im Kriegszustand;
- die Führung und Koordinierung der operativen und Mobilmachungsvorbereitung der Streitkräfte;
- die Organisation und Durchführung der Maßnahmen zur strategischen (operativen) Sicherstellung der Streitkräfte (darunter der topographisch-geodätischen, navigatorisch-hydrographische, hydrometeorologischen).
- die Organisation der Aufklärungstätigkeit im Interesse der Verteidigung und Sicherheit der Russlands;
- die Entwicklung des Systems der Nachrichtenverbindungen und des automatisierten Führungssystems der Streitkräfte;
- die Organisation personellen Auffüllung der Streitkräfte, der strategischen und Mobilmachungsentfaltung der Streitkräfte, anderen Truppen und Organe;
- die Planung der Sicherstellung der Streitkräfte mit den wichtigsten Arten der Waffensysteme, Ausrüstung und materiellen Mitteln sowie deren Einführung und Reservebildung;
- die Ausarbeitung einer einheitlichen militärtechnischen Politik;
- die Organisation des staatlichen Geheimnisschutzes in den Streitkräften und in den ministeriellen Behörden.

#### Führung des Generalstabes
Den Generalstab führt der Chef des Generalstabes der Streitkräfte der RF (russisch начальник Генерального штаба Вооружённых сил Российской Федерации); er ist zugleich Erster Stellvertreter des Verteidigungsministers der RF (russisch первый заместителъ Министра обороны РФ) und vertritt den Minister bei dessen Abwesenheit.
Der Generalstabschef untersteht unmittelbar dem Verteidigungsminister; er trägt die persönliche Verantwortung für die Erfüllung der dem Generalstab übertragenen Aufgaben. Der Generalstabschef legt die Verteilung der Ressortaufgaben für die Stellvertreter des Generalstabschefs fest.
Amtierender Generalstabschef ist Armeegeneral Waleri Gerassimow (seit 9. November 2012).

#### Führungsorgane des Generalstabschefs
Der Generalstab (Генеральный штаб Вооружённых Сил Российской Федерации) umfasst folgende dem Generalstabschef direkt unterstellte militärische Führungsorgane (Stand August 2019):
- Hauptverwaltung Operativ des Generalstabes (russ. Главное оперативное управление); Aufgabengebiet ist die Einsatz- und Operationsplanung.
- Hauptverwaltung des Generalstabes (ru. Главное управление Гш); ehemalige Zweite Hauptverwaltung des Generalstabes (russ. Второе Главное управление); – Organ der Auslandsaufklärung und der Aufklärung der Streitkräfte.
- Hauptverwaltung Organisation und Mobilmachung des Generalstabes (russ. Главное организационно-мобилизационное управление Гш); – Personelle Auffüllung und Mobilmachungsfragen.
- Hauptverwaltung Nachrichten(verbindungen) der Streitkräfte (russ. Главное управление связи ВС); – Nachrichtentechnische Sicherstellung der Streitkräfte.
- Nationales Führungszentrum zur Verteidigung der Russischen Föderation (russ. Национальный центр управления обороной Российской Федерации); – Koordinierung der Truppen, Kräfte und Organe; Organisation des Zusammenwirkens.
- Verwaltung des Chefs der Truppen des Funkelektronischen Kampfes (russ. Управление начальника войск радиоэлектронной борьбы ВС); – Planung, Organisation und Führung des Funkelektronischen Kampfes der Streitkräfte.
- Verwaltung Militärtopographie des Generalstabes (russ. Военно-топографическое управление Гш);– Planung, Organisation und Führung der topographisch-geodätischen und navigatorischen Sicherstellung der Streitkräfte.
- Achte Verwaltung des Generalstabes (russ. Восьмое управление Гш); – Sicherstellung der internen Information und Kommunikation des Verteidigungsministeriums sowie des staatlichen Geheimnisschutzes und der Informationssicherheit.
- Verwaltung Operative Ausbildung der Streitkräfte (russ. Управление оперативной подготовки ВС); – Vorbereitung und Durchführung von Maßnahmen der operativen Ausbildung unter Leitung des Verteidigungsministers und des Generalstabschefs.
- Verwaltung des Generalstabes (für den Bau und die Entwicklung von unbemannten Flugkörpern).[156] (russ. Управление строительства и развития системы беспилотных летательных аппаратов Гш).
- Verwaltung des Verteidigungsministeriums für geistiges Eigentum, militärtechnische Zusammenarbeit und Lieferexpertise für Bewaffnung und Militärtechnik. (russ. Управление интеллектуальной собственности, военно-технического сотрудничества и экспертизы поставок вооружения и военной техники Минобороны России);
- Archivdienst der Streitkräfte der Russische Föderation (russ. Архивная служба ВС РФ).
- Hauptverwaltung Militärpolizei des Verteidigungsministeriums (russ. Главное управление военной полиции Минобороны России).
- Verwaltung des Verteidigungsministeriums für die Kontrolle der nuklearen und Strahlungssicherheit (russ. Управление государственного надзора за ядерной и радиационной безопасностью Минобороны России).
- Militärorchester-Dienst der Streitkräfte der Russischen Föderation (russ. Военно-оркестровая служба ВС РФ).

### Führungsorgane des Ersten Stellvertreters des Verteidigungsministers
Ein Erster Stellvertreter des Verteidigungsministers (ru. Первый заместитель Министра обороны РФ) verantwortet die Justiz- und Rechtsangelegenheiten sowie die Finanzkontrolle. Er koordiniert Fragen der Informationspolitik und das Zusammenwirken mit den Organen der Rechtssicherheit.
Unterstellt sind diesem Ersten Stellvertreter des Verteidigungsministers folgende militärische Führungsorgane (Stand: August 2019):
- Departement (Abteilung) des Verteidigungsministeriums für Kontrolle und Audit der Finanzverwaltung (ru. Департамент ведомственного финансового контроля и аудита Минобороны России).
- Departement (Abteilung) des Verteidigungsministeriums für Information und Massenkommunikation. (ru. Департамент информации и массовых коммуникаций Минобороны России).
- Departement (Abteilung) des Verteidigungsministeriums für Rechtsfragen. (ru. Правовой департамент Минобороны России).
- Hauptverwaltung des Verteidigungsministeriums für Kontroll- und Inspektionstätigkeit (ru. Главное управление контрольной и надзорной деятельности МО РФ).
- Departement (Abteilung) des Verteidigungsministeriums für militärökonomische Analyse (ru. Департамент военно-экономического анализа Министерства обороны РФ).

### Führungsorgane weiterer Stellvertreter des Verteidigungsministers
Führungsorgane des Staatssekretärs
Ein Staatssekretär und Stellvertreter des Verteidigungsministers (ru. Статс-секратарь – заместитель Министра обороны РФ) organisiert die Gesetzgebungsangelegenheiten im Zusammenwirken mit den Kammern der Föderalen Versammlung. Er verantwortet die Sicherstellung des Kader-, Zeit- und Zivil-Personalbedarfes sowie die Finanzkontrolle. Er koordiniert Fragen der staatsbürgerlichen Arbeit mit dem Personalbestand und das System der militärischen Ausbildung. Außerdem organisiert er das Zusammenwirken mit den Streitkräften der GUS-Staaten.
Unterstellt sind diesem Staatssekretär und Stellvertreter des Verteidigungsministers folgende militärische Führungsorgane (Stand: August 2019):
- Hauptverwaltung des Verteidigungsministeriums für Kader (ru. Главное управление кадров Минобороны России).
- Verwaltung der Streitkräfte für Physische Ausbildung und Sport. (ru. Управление физической подготовки и спорта ВС РФ).

Führungsorgane zur Militärpolitischen Arbeit
Dem Stellvertreter des Verteidigungsministers und Chef der Militärpolitischen Hauptverwaltung (ru. начальник Главного военно-политического управления Вооруженных Сил Российской Федерации) sind folgende militärische Führungsorgane unterstellt (Stand: August 2019):
- Militärpolitische Hauptverwaltung (MPHV) der Streitkräfte der RF. (ru. Главное военно-политическое управление Вооруженных Сил Российской Федерации – ГВПУ ВС РФ).
- Departement (Abteilung) des Verteidigungsministeriums für Kultur. (ru. Департамент культуры Минобороны России).
- Verwaltung des Verteidigungsministeriums für die Arbeit mit Bürgeranliegen [Bürgerbüro des Verteidigungsministers] (ru. Управление Минобороны России по работе с обращениями граждан [общественная приёмная Министра обороны Российской Федерации]).
- Heraldischer Dienst der Streitkräfte der RF. (ru. Военно-геральдическая служба ВС РФ).

Die Militärpolitische Hauptverwaltung (MPHV) wurde durch Erlass des Präsidenten der Russischen Föderation vom 30. Juli 2018 eingerichtet und in die Dienststellung als Chef des neuen Führungsorgans und zugleich Stellvertreter des Verteidigungsministers der Generaloberst Andrej W. Kartapolow ernannt. Nach seinen Worten wurden von April bis November 2019 bisher etwa 300 Dienstposten in den Militärpolitischen Organen besetzt.
Nach Presseberichten wurde die MPHV auf Basis der „Hauptverwaltung zur Arbeit mit dem Personalbestand“ geschaffen, die seit dem Jahr 1991 die Nachfolge der nach dem Putsch aufgelösten Militärpolitischen Hauptverwaltung der Streitkräfte der UdSSR angetreten hatte.
Führungsorgane zur Materiell-technischen Sicherstellung
Ein Stellvertreter des Verteidigungsministers (ru. заместитель Министра обороны РФ) verantwortet die Organisation der materiell-technischen Sicherstellung (ru. материально-техническое обеспечение, МТО).
Diesem Stellvertreter des Verteidigungsministers sind folgende militärische Führungsorgane unterstellt (Stand: August 2019):
- Stab der materiell-technischen Sicherstellung der Streitkräfte der RF. (ru. Штаб материально-технического обеспечения Вооруженных Сил Российской Федерации).
- Departement (Abteilung) des Verteidigungsministeriums für Transportsicherstellung. (ru. Департамент транспортного обеспечения Минобороны России).
- Departement (Abteilung) des Verteidigungsministeriums für die Ressourcenbeschaffung. (ru. Департамент ресурсного обеспечения Минобороны России). – Beschaffung von Arbeits- und Dienstleistungs- und materiellen Ressourcen, Verfahren als staatlicher Bedarfsträger.
- Departement (Abteilung) des Verteidigungsministeriums für die Nutzung und Gewährleistung kommunaler Dienstleistungen durch die Truppenteile und Organisationen. (ru. Департамент эксплуатационного содержания и обеспечения коммунальными услугами воинских частей и организаций Минобороны России).
- Hauptverwaltung des Verteidigungsministeriums für Kfz.- und Panzertechnische Sicherstellung. (ru. Главное автобронетанковое управление Минобороны России).
- Hauptverwaltung des Verteidigungsministeriums für Raketen und Artillerie. (ru. Главное ракетно-артиллерийское управление Минобороны России) – Organisation der Raketentechnischen und Artillerietechnischen Sicherstellung.
- Hauptverwaltung des Verteidigungsministeriums für die Eisenbahntruppen. (ru. Главное управление начальника Железнодорожных войск Минобороны России).
- Verwaltung der Streitkräfte der RF für das Messwesen. (ru. Управление метрологии ВС РФ). – Organisation der Einheitlichkeit und Genauigkeit im militärischen Messwesen.
- Verwaltung des Verteidigungsministeriums für das ewige Andenken an die bei der Verteidigung des Vaterlandes Gefallenen. (ru. Управление Минобороны России по увековечению памяти погибших при защите Отечества).

Führungsorgane zur Gefechtsausbildung
Ein Stellvertreter des Verteidigungsministers (ru. заместитель Министра обороны РФ) verantwortet die Organisation der (Gefechts-) Ausbildung (ru. боевая подготовка) in den Streitkräften.
Diesem Stellvertreter des Verteidigungsministers sind folgende militärische Führungsorgane unterstellt (Stand: August 2019):
- Hauptverwaltung Gefechtsausbildung der Streitkräfte der RF. (ru. Главное управление боевой подготовки ВС РФ).
- Flugsicherungsdienst der Streitkräfte der RF. (ru. Служба безопасности полетов авиации ВС РФ).

Führungsorgane zur Unterbringung und Medizinischen Sicherstellung
Ein Stellvertreter des Verteidigungsministers (ru. заместитель Министра обороны РФ) verantwortet die Organisation der Verwaltung des Streitkräfteeigentums und der Unterbringung der Truppen / Kräfte. Zu seinem Ressort gehören die Sicherstellung mit Wohnraum und die medizinische Sicherstellung der Streitkräfte der RF.
Diesem Stellvertreter des Verteidigungsministers sind folgende militärische Führungsorgane unterstellt (Stand: August 2019):
- Departement (Abteilung) des Verteidigungsministeriums für Bauwesen. (ru. Департамент строительства Минобороны России).
- Departement (Abteilung) des Verteidigungsministeriums für Planung und Koordinierung der Umstrukturierung der Streitkräfte. (ru. Департамент планирования и координации обустройства войск (сил) Минобороны России).
- Departement (Abteilung) des Verteidigungsministeriums für Sicherstellung mit Wohnraum. (ru. Департамент жилищного обеспечения Минобороны России).
- Departement (Abteilung) des Verteidigungsministeriums für Eigentumsangelegenheiten. (ru. Департамент имущественных отношений Минобороны России)
- Departement (Abteilung) des Verteidigungsministeriums für staatliche Begutachtung / Zertifizierung. (ru. Государственная экспертиза Минобороны России).
- Hauptverwaltung des Verteidigungsministeriums für Militärmedizin. (ru. Главное военно-медицинское управление Минобороны России).
- Föderale Verwaltung für das Wohnungsbauspar-System der Militärangehörigen. (ru. Федеральное управление накопительно- ипотечной системы жилищного обеспечения военнослужащих).

Führungsorgane zur Sicherstellung mit Technik und Bewaffnung
Ein Stellvertreter des Verteidigungsministers (ru. заместитель Министра обороны РФ) verantwortet die Organisation der Militärtechnischen Sicherstellung der Streitkräfte der RF mit Militär- und Spezialtechnik. Zu seinem Ressort gehören die Festlegung einer einheitlichen militärtechnischen Politik, die staatlichen Aufträge/Bestellungen sowie die Erfinder- und Rationalisierungsvorhaben.
Diesem Stellvertreter des Verteidigungsministers sind folgende militärische Führungsorgane unterstellt (Stand: August 2019):
- Hauptverwaltung der Streitkräfte der RF für Bewaffnung. (ru. Главное управление вооружения Вооруженных Сил Российской Федерации).
- Departement (Abteilung) des Verteidigungsministeriums für die staatliche Beschaffung des Verteidigungsbedarfs. (ru. Департамент Минобороны России по обеспечению государственного оборонного заказа).
- Departement (Abteilung) des Verteidigungsministeriums für staatlichen Einkauf. (ru. Департамент государственных закупок Минобороны России).
- Verwaltung der Streitkräfte der RF für Beschaffung zur Vervollkommnung der technischen Basis des Führungssystems. (ru. Управление заказов по совершенствованию технической основы системы управления ВС РФ).
- Verwaltung des Verteidigungsministeriums für perspektive teilstreitkraftübergreifende Forschung und spezielle Projekte. (ru. Управление перспективных межвидовых исследований и специальных проектов Минобороны России).
- Departement (Abteilung) des Verteidigungsministeriums für Vertragsaudit. (ru. Департамент аудита государственных контрактов Министерства обороны Российской Федерации).
- Verwaltung des Verteidigungsministeriums der RF für Militärvertreter. (ru. Управление военных представительств Минобороны России). – Qualitätskontrolle und Empfang der Militär- und Spezialtechnik für den Export sowie ziviler Luftfahrzeuge und Weltraumsysteme.
- Zentrales wissenschaftliches Forschungsinstitut des Verteidigungsministeriums der RF. (ru. Центральный научно- исследовательский институт Министерства обороны Российской Федерации).
- Zentrum des Verteidigungsministeriums der RF für spezielle Entwicklungsarbeiten. (ru. Центр специальных разработок Министерства обороны Российской Федерации). – Entwicklungsarbeiten zur Sicherheit von Kommunikations- und Informationssystemen des Verteidigungsministeriums.

Führungsorgane zur wissenschaftlichen und Forschungstätigkeit
Ein Stellvertreter des Verteidigungsministers (ru. заместитель Министра обороны РФ) verantwortet die Organisation der wissenschaftlichen und Forschungstätigkeit auf den Gebieten der Spitzentechnologien sowie der Informations- und Robotertechnik.
Diesem Stellvertreter des Verteidigungsministers sind folgende militärische Führungsorgane unterstellt (Stand: August 2019):
- Hauptverwaltung des Verteidigungsministeriums für wissenschaftliche und Forschungstätigkeit und technologische Begleitung der Spitzentechnologien (Innovationsforschung). (ru. Главное управление научно-исследовательской деятельности и технологического сопровождения передовых технологий (инновационных исследований) Министерства обороны Российской Федерации).
- Departement (Abteilung) des Verteidigungsministeriums für IT-Systeme. (ru. Департамент информационных систем Министерства обороны Российской Федерации).
- Hauptzentrum des Verteidigungsministeriums für Forschung und Erprobung von Robotertechnik. (ru. Главный научно-исследовательский испытательный центр робототехники Министерства обороны Российской Федерации).

Führungsorgane für das Büro des Verteidigungsministers
Ein Stellvertreter des Verteidigungsministers (ru. заместитель Министра обороны РФ) verantwortet die Organisation der administrativen Tätigkeit des ministeriellen Büros (Apparates).
Diesem Stellvertreter des Verteidigungsministers sind folgende militärische Führungsorgane unterstellt (Stand: August 2019):
- Verwaltung des Verteidigungsministeriums der RF für Allgemeine Angelegenheiten. (ru. Управление делами Минобороны России).
- Departement (Abteilung) des Verteidigungsministeriums der RF für protokollarische Koordinierung. (ru. Протокольно-координационный департамент Минобороны России).
- Verwaltung des Verteidigungsministeriums der RF für Organisation. (ru. Организационное управление Минобороны России). – Allseitige Sicherstellung für die Dienstausübung des Ministers und der Führungskräfte.
- Verwaltung des Verteidigungsministeriums der RF für Kontrolle. (ru. Контрольное управление Минобороны России). – Innenrevision und Kontrolle im Ministerium und in den nachgeordneten Bereichen.

Führungsorgane zur internationalen Zusammenarbeit
Ein Stellvertreter des Verteidigungsministers (ru. заместитель Министра обороны РФ) verantwortet die Organisation der internationalen militärischen Zusammenarbeit, einschließlich der Erfüllung der internationalen Verträge der Russischen Föderation und des Verteidigungsministeriums.
Diesem Stellvertreter des Verteidigungsministers sind folgende militärische Führungsorgane unterstellt (Stand: August 2019):
- Hauptverwaltung des Verteidigungsministeriums der RF für internationale militärische Zusammenarbeit. (ru. Главное управление международного военного сотрудничества Минобороны России).
- Verwaltung des Verteidigungsministeriums für die Kontrolle der Vertragserfüllung. [Nationales Zentrum zur Verringerung der nuklearen Gefahren]. (ru. Управление Минобороны России по контролю за выполнением договоров [Национальный центр по уменьшению ядерной опасности]).

Führungsorgane zur finanzwirtschaftlichen Sicherstellung
Ein(e) Stellvertreter(in) des Verteidigungsministers (ru. заместитель Министра обороны РФ) verantwortet die Organisation der finanzwirtschaftlichen Sicherstellung der Streitkräfte der RF.
Dieser Stellvertreterin des Verteidigungsministers sind folgende militärische Führungsorgane unterstellt (Stand: August 2019):
- Departement (Abteilung) des Verteidigungsministeriums der RF für finanzwirtschaftliche Sicherstellung. (ru. Департамент финансового обеспечения Минобороны России).
- Departement (Abteilung) des Verteidigungsministeriums der RF für Finanzplanung. (ru. Департамент финансового планирования Министерства обороны Российской Федерации).
- Departement (Abteilung) des Verteidigungsministeriums der RF für Sozialgarantien. (ru. Департамент социальных гарантий Министерства обороны Российской Федерации).
- Departement (Abteilung) des Verteidigungsministeriums der RF für Finanzmonitoring des staatlichen Verteidigungsbedarfs. (ru. Департамент финансового мониторинга государственного оборонного заказа Минобороны России).
- Abteilung der Streitkräfte der RF zur Planung der Finanzwirtschaftlichen Sicherstellung der Mobilmachungsentfaltung. (ru. Отдел планирования финансового обеспечения мобилизационного развертывания Вооруженных Сил Российской Федерации).

### Führungsorgane der Dienste im Verteidigungsministerium
Den Chefs der Dienste im Verteidigungsministerium (ru. начальники службы Министерство обороны РФ) sind folgende militärische Führungsorgane unterstellt (Stand: August 2019):
- Verwaltung des Chefs der Truppen des KCB-Schutzes (Kernstrahlungs-, chemischen und biologischen Schutzes; dt. ABC-Abwehrtruppen) der Streitkräfte der RF. (ru. Управление начальника войск радиационной, химической и биологической защиты ВС РФ).
- Verwaltung des Chefs der Pioniertruppen der Streitkräfte der RF (ru. Управление начальника инженерных войск ВС РФ).

Außerdem gehören folgende Organe zur Führungsstruktur des Verteidigungsministeriums – in unbekannter Zuordnung (Stand August 2019):
- Pressesekretär (-in) des Verteidigungsministers der RF. (ru. Пресс-секретарь Министра обороны Российской Федерации).
- Hydrometeorlogischer Dienst der Streitkräfte der RF. (ru. Гидрометеорологическая служба ВС РФ).
- Militärwissenschaftliches Komitee der Streitkräfte der RF. (ru. Военно-научный комитет ВС РФ).

### Oberkommandos der Teilstreitkräfte und Kommandos der strategischen Truppen
Dem Verteidigungsminister der RF sind die Oberbefehlshaber der drei Teilstreitkräfte und die Befehlshaber der selbstständigen (strategischen) Truppen direkt unterstellt, die über die folgenden funktionalen Führungsorgane verfügen:
- Oberkommando der Landstreitkräfte (des Heeres). (russ. Главное командование Сухопутных войск).
- Oberkommando der Luft- und Kosmos-Streitkräfte. (russ. Главное командование Воздушно-космических сил).
- Oberkommando der Seekriegsflotte (Seestreitkräfte, Marine). (russ. Главное командование Военно-Морского Флота).
- Kommando der Strategischen Raketentruppen (Raketentruppen strategischer Bestimmung). (russ. Командование Ракетных войск стратегического назначения).
- Kommando der Luftlandetruppen. (russ. Командование Воздушно-десантных войск).

## Bestand und Struktur der Streitkräfte (Stand August 2019)

### Bestand der Streitkräfte Russlands
Die Streitkräfte der Russischen Föderation bestehen aus den drei Teilstreitkräften
- Landstreitkräfte (Heer) – ru. Сухопутные войска (СВ);
- Luft-Kosmos Streitkräfte (Luft- und Weltraumkräfte) – ru. Воздушно-космические силы (ВКС) und
- Seekriegsflotte / Seestreitkräfte (Marine) – ru. Военно-морские силы (ВМС) / Военно-морской флот (ВМФ);

sowie den selbstständigen (strategischen) Truppengattungen (ru. Рода войск)
- Luftlandetruppen – ru. Воздушно-десантные войска (ВДВ) und
- Strategische Raketentruppen – ru. Ракетные войска стратегического назначения (РВСН).[5]

Die Streitkräfte Russlands verfügen über weitere Spezialtruppen, die nicht zum Bestand der Teilstreitkräfte und selbstständigen Truppengattungen gehören. Dazu zählen:
- die Eisenbahntruppen (ru. железнодорожные войска), die Rohrleitungsbautruppen (ru. трубопроводные войска), die Straßenbautruppen (ru. дорожные войска),
- die Truppen für Informationsoperationen (ru. войска информационных операций),
- der Medizinische Dienst (ru. медицинская служба),
- die Materiell-technische Sicherstellung der Streitkräfte der RF (ru. Материально-техническое обеспечение Вооружённых сил, МТО);
- der Militärtopographische Dienst (ru. топографическая служба),
- die Truppenteile spezieller Bestimmung (ru. части специального назначения).[159]

Bis zum Jahr 2015 bestand der Großteil der Armee aus Wehrpflichtigen. Seitdem werden diese durch Berufssoldaten ergänzt.

### Kampferfahrungen des Führungsbestandes
Am Beginn des Ausbildungsjahres 2019/2020 schätzte Verteidigungsminister Sergei Schoigu ein, dass das militärische Bildungssystem das erforderliche Ausbildungsvolumen erreicht hat und in der Lage ist, den Bedarf der Armee an qualifizierten militärischen Kadern zu decken. Die personelle Auffüllung bei Offizieren sei auf 95 Prozent angehoben worden und das Durchschnittsalter liege bei 35 Jahren. (Stand Dezember 2019)

### Landstreitkräfte Russlands

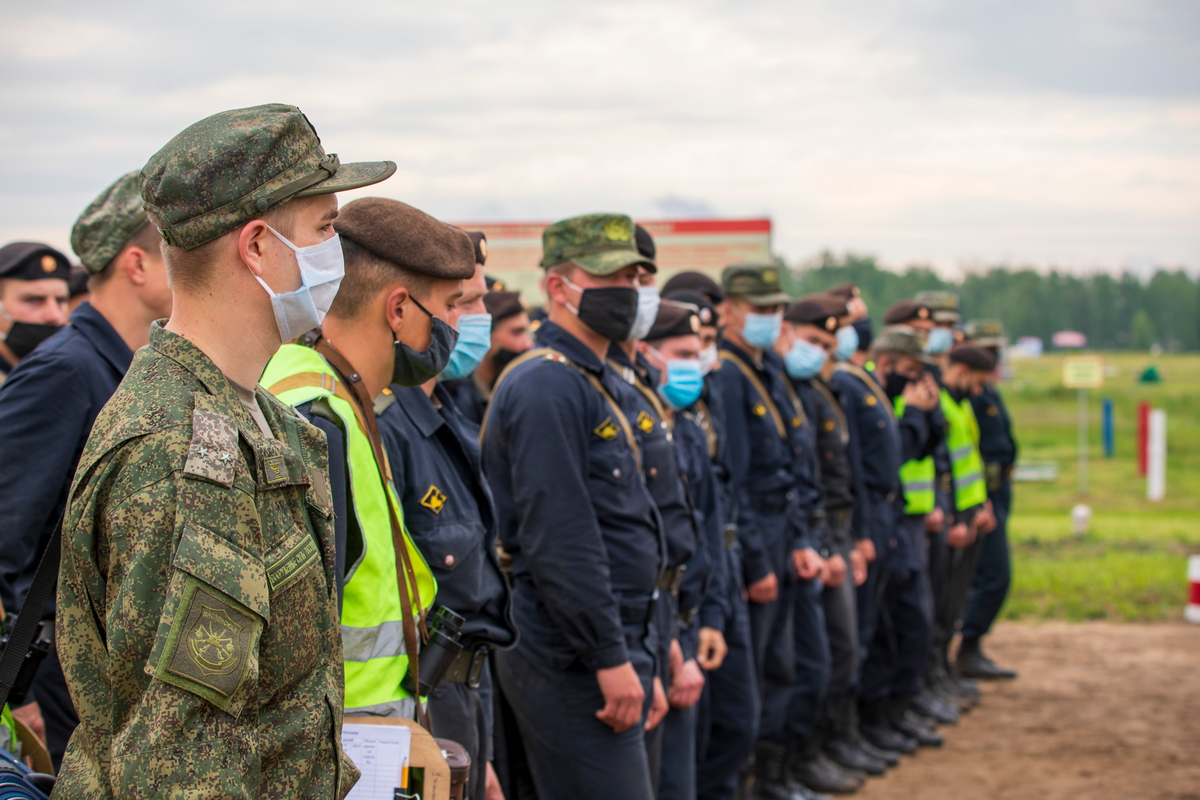
237. Panzerregiment der 3. motorisierte Gewehrabteilung der 20. Gardearmee auf dem Pogonovo-Trainingsgelände in der Oblast Woronesch inmitten der COVID-19-Coronavirus-Pandemie.

Die Landstreitkräfte (ru. Сухопутные войска) sind die zahlenmäßig stärkste Teilstreitkraft und für Handlungen zu Lande / am Boden / auf dem Festland / auf kontinentalen Kriegsschauplätzen bestimmt.
Oberbefehlshaber der Landstreitkräfte ist seit Mai 2014 Oleg Saljukow (ru. Салюков Олег Леонидович, Главнокомандующий Сухопутными войсками, генерал армии), seit 2019 Armeegeneral.
Die Landstreitkräfte Russlands haben folgende Waffengattungen im Bestand (Stand August 2019):
- Motorisierte Schützentruppen (ru. Мотострелковые войска, МСВ);
- Panzertruppen (ru. Танковые войска, ТВ);
- Raketentruppen und Artillerie (ru. Ракетные войска и артиллерия, РВиА);
- Truppenluftabwehr (ru. Войска противовоздушной обороны Сухопутных войск, ПВО СВ);

Zu den Spezialtruppen in den Landstreitkräften (ru. Специальные войска СВ) zählen:
- Truppenaufklärung (ru. Разведывательные соединения и воинские части),
- Pioniertruppen (ru. инженерные войска),
- Truppen der (ABC-) KCB-Abwehr (ru. Войска радиационной, химической и биологической защиты, войска РХБ защиты),
- (Fernmelde-) Nachrichtentruppen (ru. войска связи),
- Truppen des (Eloka) Funkelektronischen Kampfes (ru. войска РЭБ)[162],
- Truppen des Kommandantendienstes (ru. Коммандантские войска).

### Luft-Kosmos-Streitkräfte Russlands
Die Luft-Kosmos-Streitkräfte (ru. Воздушно-космические силы) sind für Handlungen in der Luft / im Luftraum / im Kosmos (Weltraum) / auf kontinentalen und ozeanischen (See-) Kriegsschauplätzen bestimmt.
Sie wurden im Jahr 2015 als Teilstreitkraft in Russland aus der Zusammenführung der folgenden Kräftegattungen (ru. Рода сил) neu strukturiert (Stand August 2019):
. Luftstreitkräfte (ru. Военно-воздушные силы);
. Truppen der Luftverteidigung und Raketenabwehr (ru. Войска противовоздушной и противоракетной обороны);
. Kosmos-Truppen (ru. Космические войска).

#### Luftstreitkräfte Russlands

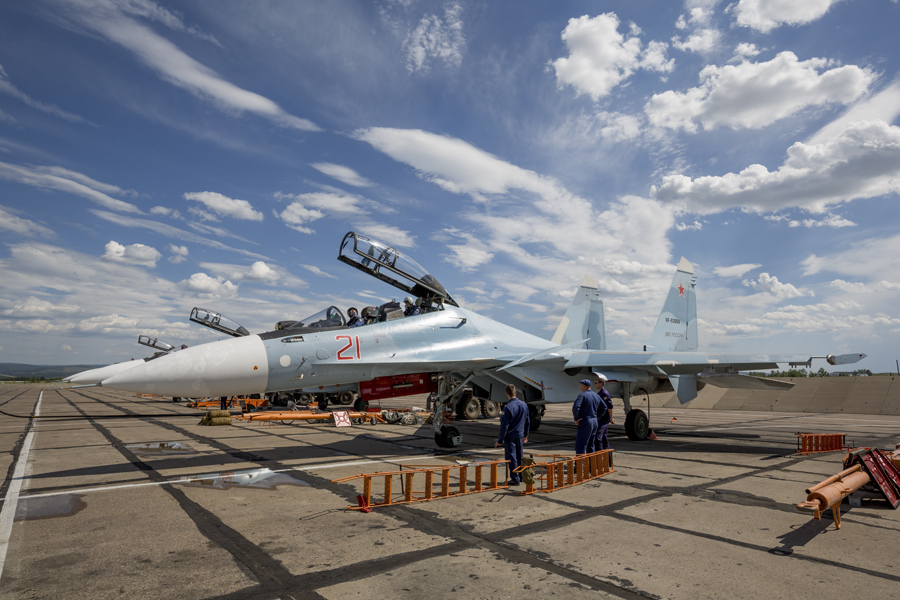
Suchoi Su-30 SM des 120. separaten Mischluftregiments auf dem Militärflugplatz Domna.

Die Luftstreitkräfte Russlands haben folgende Fliegergattungen (ru. род авиации) im Bestand (Stand August 2019):
- Fernfliegerkräfte (ru. дальней авиации);
- Frontfliegerkräfte (ru. фронтовой авиации);
- Transportfliegerkräfte (ru. военно-транспортной авиации).

Außerdem gehören zum Bestand:
- Spezialfliegerkräfte (ru. 8-я авиационная дивизия особого назначения)
- Fliegerausbildungszentren (ru. Авиационные центры) und Offiziershochschulen (ru. Высшие военно-учебные заведения).

Die Luftstreitkräfte der Russischen Föderation gingen 1991 aus den Luftstreitkräften der Sowjetunion (UdSSR) hervor. Die zuvor als unabhängige Teilstreitkraft neben Landstreitkräften, Seekriegsflotte, Luftstreitkräften und Strategischen Raketentruppen bestehenden Truppen der Luftverteidigung das Landes (Woiska PWO/Protiwowosduschnoj oborony strany), in deren Kampfbestand sich die Masse der Abfangjäger und bodengestützten Flugabwehrsysteme befand, wurden im Jahr 1998 in die Luftstreitkräfte eingegliedert.
Im Jahr 2003 wurden die zuvor den Landstreitkräften zugeordneten Armeefliegerkräfte (Heeresflieger) dem Kommando der Luftstreitkräfte unterstellt. Nicht zu den Luftstreitkräften gehören die Marinefliegereinheiten (Awiazija Wojenno Morskowo Flota, AWMF), die sich unter dem Kommando der Marine Russlands befinden.
(Aktualität ungeprüft)
- Kommando Fernfliegerkräfte (Командование дальней авиации, КДА) (Moskau). Das Kommando umfasst schwere Bomberkräfte und Luftbetankungsflugzeuge; Luftwaffenarmee mit zwei Luftstützpunkten (divisionsäquivalent) und vorgeschobenen Luftstützpunkten.
  - 6950. Luftstützpunkt (6950-я Авиабаза) (Engels, Gebiet Saratow),
  - 6952. Luftstützpunkt (6952-я Авиабаза) (Militärflugplatz Ukrainka, Gebiet Amur).
- Kommando Militärtransportluftfahrt (Командование военно-транспортной авиации, КВТА) (Moskau). Das Kommando umfasst schwere Lufttransportkräfte und Luftraumüberwachungsflugzeuge;
- Luftwaffenarmee mit einer Lufttransportdivision und einem Luftraumüberwachungsregiment.
  - 12. Lufttransportdivision (12-я ВТАД) (Twer),
  - 144. Luftraumüberwachungsregiment (144-й ап ДРЛО) (Iwanowo).

#### Kosmos-Truppen Russlands
Die Kosmos-Truppen Russlands (Weltraumtruppen) haben folgenden Bestand (Stand August 2019):
- 15. Armee der Luft-Kosmos-Streitkräfte, besonderer Bestimmung (ru. 15-я армия Воздушно-космических сил – особого назначения) mit
  - Hauptzentrum für Erprobung im Kosmos (ru. Главный испытательный космический центр им. Г.С. Титова),
  - Hauptzentrum zur Frühwarnung vor Raketenüberfall (ru. Главный центр предупреждения о ракетном нападении),
  - Hauptzentrum zur Lageaufklärung im Kosmos / Weltraum (ru. Главный центр разведки космической обстановки).
- 1. Staatliches Erprobungskosmodrom des Verteidigungsministeriums „Plessezk“ (ru. 1-й Государственный испытательный космодром Министерства обороны Российской Федерации (Космодром «Плесецк»)).
- Kosmos-Militärakademie „A. F. Moshajskij“ (ru. Военно-космическая академия им. А.Ф. Можайского).

Aktualität der folgenden Angaben ungeprüft.
Die Weltraumtruppen Russlands (Kosmitscheskije woiska Rossii) bestehen aus Einheiten, Truppenteilen und Verbänden, die für die strategische Raketenabwehr, die Ausführung von Nuklearschlägen, die Aufklärung eines potentiellen Gegners und die Informationsversorgung anderer TSK und Bedarfsträger zuständig sind.
Neben Russland sind Einrichtungen der russischen Weltraumtruppen auch in Aserbaidschan, Kasachstan, Tadschikistan und Belarus stationiert. Sie können auch die Raketenstartplätze bei Baikonur, Plessezk und Wostotschny nutzen.
Das Arsenal der Weltraum-Streitkräfte stellt dabei hauptsächlich die Satellitenflotte Russlands dar. Diese besteht aus mindestens 95 Satelliten; nach Quellenangaben sollte Ende 2007 eine Anzahl von 102 Satelliten erreicht werden, von denen die meisten als Spionagesatelliten militärischer Natur sind. Ursprünglich war dieser Sektor ein Teil der Luftverteidigungskräfte (PWO). Erst 1992 wurde daraus ein eigenständiger Zweig und 1997 wurden sie den Strategischen Raketentruppen unterstellt. Die eigentliche Geburtsstunde als selbstständiger Teil der russischen Streitkräfte war der 1. Juni 2001.
Am 4. Oktober wird in Russland jährlich der Tag der Weltraumtruppen begangen.

#### Truppen der Luftverteidigung und Raketenabwehr Russlands
Die Truppen der Luftverteidigung und Raketenabwehr Russlands haben folgenden Bestand (Stand August 2019):
- 1. Armee der Luftverteidigung und Raketenabwehr (LV–RA) – besonderer Bestimmung (ru. 1-я армия ПВО-ПРО – особого назначения) mit
- 4. und 5. Luftverteidigungsdivision (ru. 4-я, 5-я дивизия противовоздушной обороны);
- 9. Division der Raketenabwehr (ru. 9-я дивизия противоракетной обороны);
- Militärakademie der Luft-Kosmos-Verteidigung „G. K. Shukow“ in Twer (ru. Военная академия воздушно-космической обороны им. Маршала Советского Союза Г.К.Жукова г. Тверь);
- Offiziershochschule der Luftverteidigung der 1. Armee LV–RA in Jaroslawl (ru. Ярославское высшее военное училище противовоздушной обороны1-я армия ПВО-ПРО (особого назначения)).

(Aktualität ungeprüft)
Angaben zur 1. Armee LV-RA: mit der Aufgabe, die Hauptstadt Moskau vor massiven ballistischen Angriffen zu schützen.
- 1. Armee der Luftverteidigung und Raketenabwehr (LV–RA) (1-я армия ПВО и ПРО) (Moskau) mit
  - 4. Luftverteidigungsdivision (4-я Д ПВО) (Petrowskoje, Gebiet Moskau),
  - 5. Luftverteidigungsdivision(5-я Д ПВО) (Dolgoprudny, Gebiet Moskau),
  - 9. Raketenabwehrdivision (9-я Д ПРО) (Sofrino, Gebiet Moskau).

### Seekriegsflotte Russlands

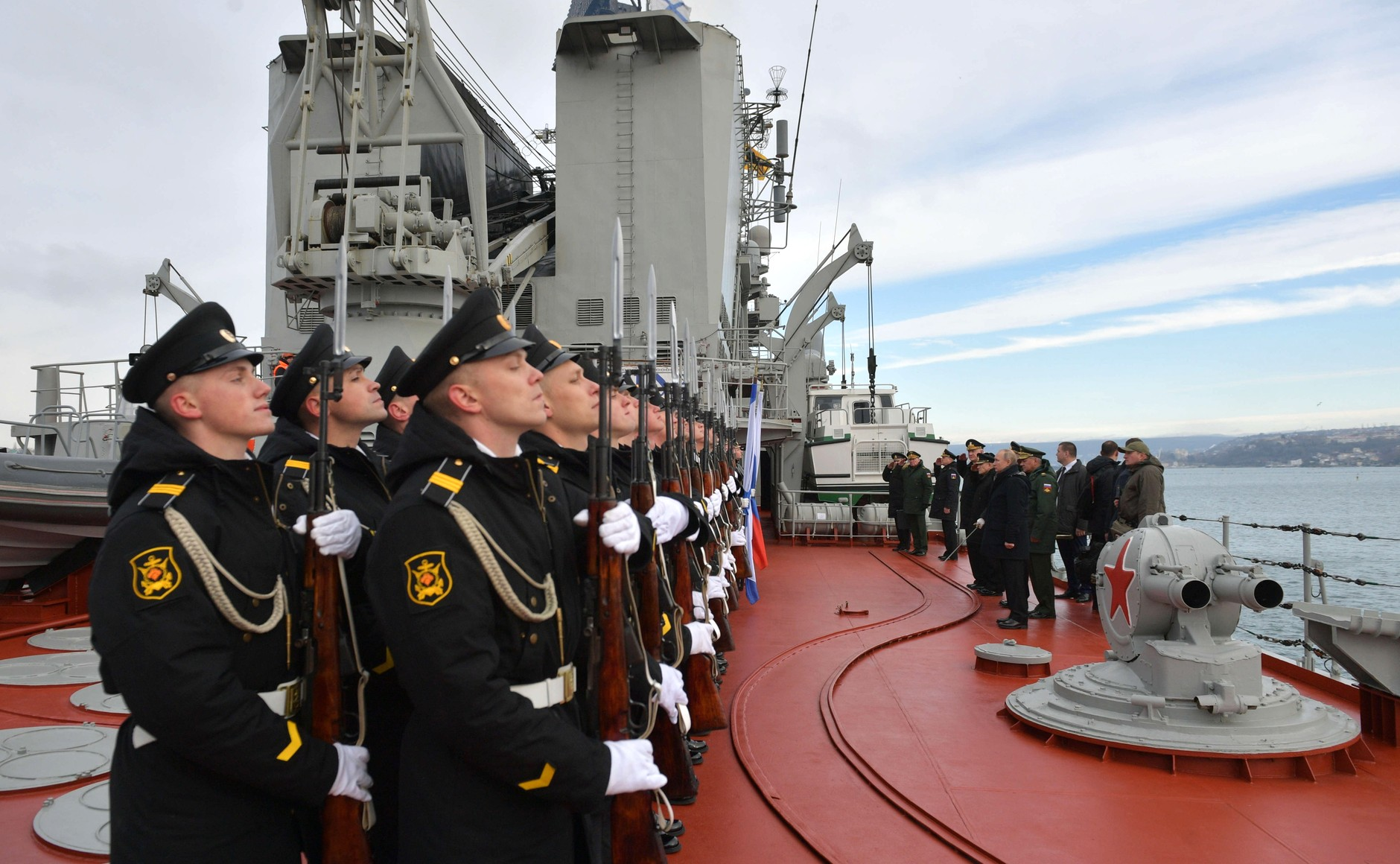
Gemeinsame Übungen der Nord- und Schwarzmeerflotte

Das Oberkommando der Seekriegsflotte Russlands (russ. Главное командование Военно-Морского Флота) führt folgende (Waffen-, Kräfte-)Gattungen (Stand Juni 2020):
- Küstentruppen (ru. Береговые войска) mit den zwei Waffengattungen
  - Küsten-Raketentruppen-Artillerie (russ. береговые ракетно-артиллерийские войска),
  - Marineinfanterie (russ. морская пехота).
- Überwasserkräfte (russ. Надводные силы),
- Unterwasserkräfte (russ. Подводные силы),
- Seefliegerkräfte (russ. Морская авиация),
- (Operativ-strategische) Vereinigung der Flotte (ru. Объединение флота)[167] in der Zusammensetzung:
  - Nordflotte Russlands (russ. Северный флот), zugleich Vereintes[168] Strategisches Kommando Nordflotte (russ. Объединённое стратегическое командование);[169]
  - Ostseeflotte – Baltische Flotte Russlands (russ. Балтийский флот),
  - Schwarzmeerflotte Russlands (russ. Черноморский флот),
  - Pazifikflotte Russlands (russ. Тихоокеанский флот),
  - Kaspische Flottille Russlands (ru. Каспийская флотилия).

Die internationale Bezeichnung für ein Schiff der russischen Marine ist „RFS“-„Russian Federation Ship“ (Schiff der Russischen Föderation).

### Selbstständige (strategische) Truppengattungen

#### Strategische Raketentruppen Russlands
Der Kommandeur der Strategische Raketentruppen Russlands im Hauptrechenzentrum des Generalstabs ist Sergei Wiktorowitsch Karakajew.

#### Luftlandetruppen Russlands

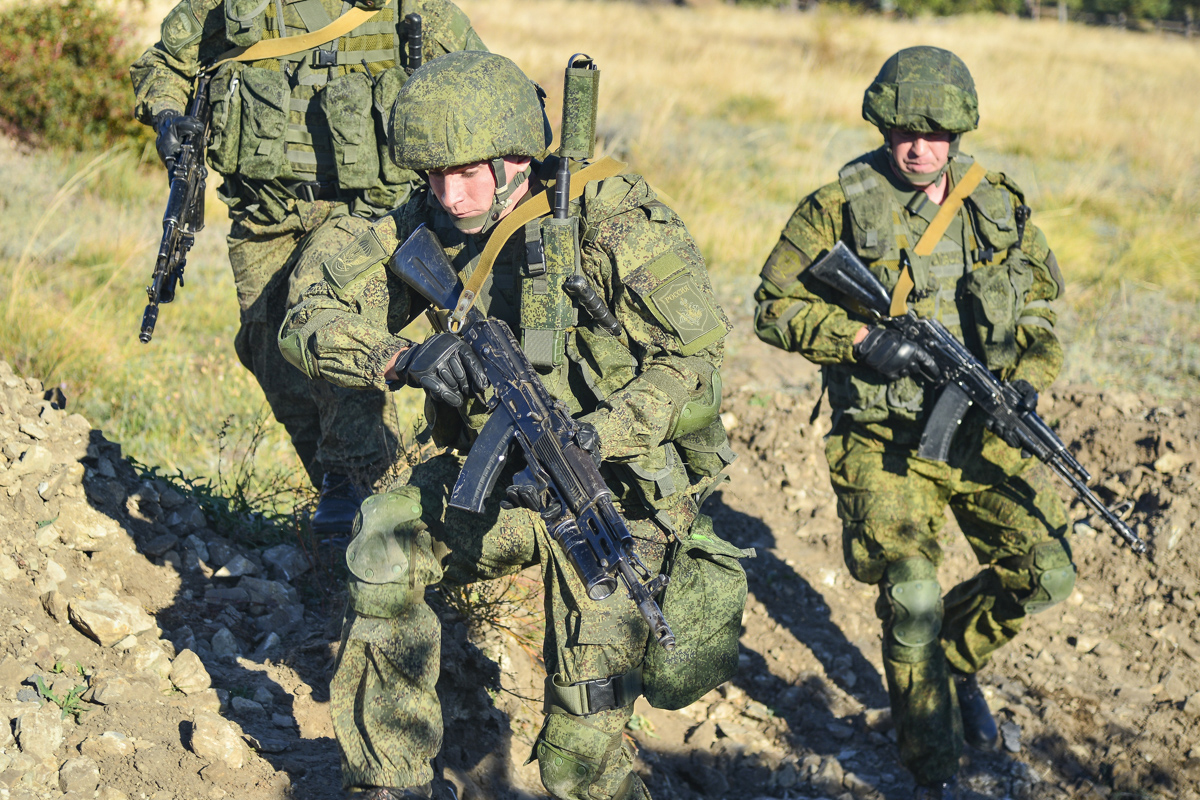
Inspektion der 56. selbstständigen Luftsturmbrigade der Luftlandetruppen Russlands.

Die Luftlandetruppen Russlands haben folgende Waffengattungen im Bestand (Stand August 2019):
- Luftlande- und Luftsturm-Divisionen (ru. Воздушно-десантные и десантно-штурмовые дивизии):
  - 7. Rotbanner-, Suworow-, Kutusow-Orden II.-tragende Garde-Luftsturm-Division – Gebirgskampf (ru. 7-я гвардейская десантно-штурмовая (горная) Краснознаменная орденов Суворова и Кутузова 2-й степени дивизия) – Stab in Noworossijsk;
  - 76. Tschernigower Rotbanner-Orden-tragende Garde-Luftsturm-Division (ru. 76-я гвардейская десантно-штурмовая Черниговская Краснознамённая дивизия) – Stab in Pskow;
  - 98. Swirer Rotbanner-, Kutusow-Orden-II.-tragende Luftlandedivision (ru. 98-я гвардейская воздушно-десантная Свирская Краснознамённая ордена Кутузова 2-й степени дивизия) – Stab in Iwanowo;
  - 106. Tulaer Rotbanner-Orden-tragende Garde-Luftlande-Division (ru. 106-я гвардейская воздушно-десантная Тульская Краснознамённая ордена Кутузова дивизия) – Stab in Tula.
- Luftsturmbrigaden (ru. Десантно-штурмовые бригады):
  - 11. selbstständige Garde-Luftsturm-Brigade (ru. 11-я отдельная гвардейская десантно-штурмовая бригада) – Stab in Ulan-Ude;
  - 31. selbstständige Kutusow-Orden-II.-tragende Garde-Luftsturm Brigade (ru. 31-я отдельная гвардейская десантно-штурмовая Ордена Кутузова 2-й степени бригада) – Stab in Uljanowsk;
  - 56. selbstständige Garde-Luftsturm-Brigade (ru. 56-я отдельная гвардейская десантно-штурмовая ордена Отечественной войны бригада) – Stab in Kamyschin;
  - 83. selbstständige Garde-Luftsturm-Brigade (ru. 83-я отдельная гвардейская десантно-штурмовая бригада) – Stab in Ussurijsk.
- Truppenteil spezieller Bestimmung (ru. Воинская часть специального назначения):
  - 45. selbstständige Kutusow-, Alexander-Newski-Orden-tragende Garde-Speznas-Brigade (ru. 45-я отдельная гвардейская орденов Кутузова и Александра Невского бригада специального назначения) – Stab in Kubinka, Moskau.
- Ausbildungseinrichtungen (ru. Образовательные учреждения):
  - Rjasaner Offizierschule für Kommandeure der Luftlandetruppen / Militärinstitut „Armeegeneral W. F. Margelow“ (ru. Рязанское высшее воздушно-десантное командное училище /военный институт имени генерала армии В.Ф. Маргелова);
  - Omsker Militärkadetten-Korps (ru. Омский кадетский военный корпус);
  - Uljanowsker Suworow-Garde-Militärschule (ru. Ульяновское гвардейское суворовское военное училище);
  - Tulaer Suworow-Militärschule (ru. Тульское суворовское военное училище);
  - 242. Schulzentrum zur Ausbildung Junger Spezialisten (ru. 242-й учебный центр (подготовки младших специалистов Воздушно-десантных войск)) – in Omsk.
- Sicherstellungstruppenteile (ru. Воинские части обеспечения):
  - 38. Garde-Brigade der Luftlandetruppen-Führung (ru. 38-я гвардейская бригада управления Воздушно-десантных войск);
  - 150. selbstständiges Instandsetzungsbataillon der Luftlandetruppen (ru. 150-й отдельный ремонтно-восстановительный батальон Воздушно-десантных войск).

Aktualität der Angaben ungeprüft:

## Territoriale Organisation der Streitkräfte Russlands

### Entstehungsgeschichte der territorialen Streitkräfteorganisation

Territoriale Streitkräfteorganisation: Teilstreitkräfte aufgeteilt, geführt durch 4 Militärbezirke sowie 1 Vereintes Strategisches Kommando.

Die vier Militärbezirke sind im Jahr 2010 im Laufe der Militärreform (Erlass vom 21. Oktober 2010) neu entstanden. Zunächst wurden sie als vier Vereinte Strategische Kommandos formiert:
- Vereintes Strategisches Kommando West, mit Stab in Moskau;
- Vereintes Strategisches Kommando Süd, mit Stab in Rostow am Don;
- Vereintes Strategisches Kommando Mitte, mit Stab in Jekaterinburg;
- Vereintes Strategisches Kommando Ost, mit Stab in Chabarowsk.

Später wurden sie der Tradition folgend in Militärbezirk (ru. военный округ) umbenannt (Stand August 2019):
- Westlicher Militärbezirk, mit Stab in Sankt Petersburg;

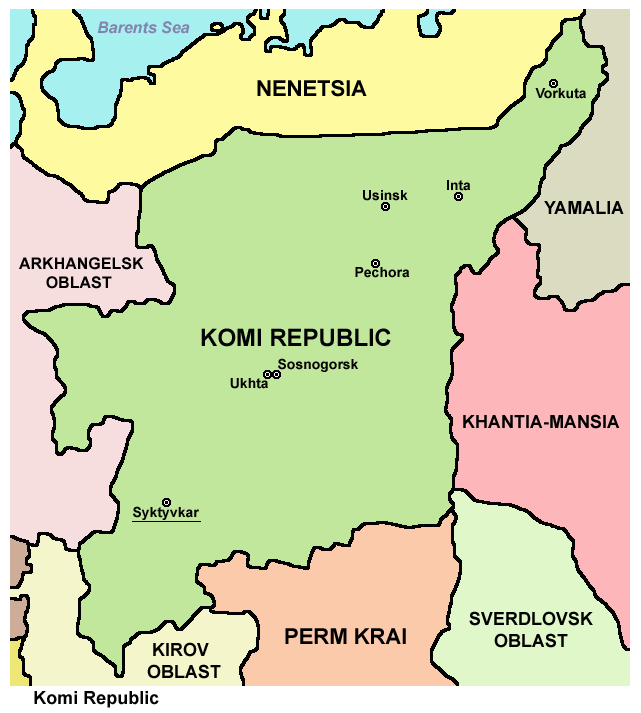
Gebiet Archangelsk, Republik Komi, Autonomer Bezirk der Nenzen.

- Südlicher Militärbezirk, mit Stab in Rostow am Don;
- Zentraler Militärbezirk, mit Stab in Jekaterinburg;
- Östlicher Militärbezirk, mit Stab in Chabarowsk.

Ab 1. Dezember 2014 wurde ein weiteres Kommando gebildet, das 2020 bezeichnet wird als:
- Vereintes strategisches Kommando „Nordflotte“ (ru. Объединённое стратегическое командование Северный флот) – Stab in Seweromorsk, Gebiet Murmansk.

Dessen Verantwortungszone erstreckt sich entlang der nördlichen Grenzregionen Russlands und schließt ein: die Gebiete Murmansk und Archangelsk, die Republik Komi und den Autonomen Bezirk der Nenzen. Damit ist faktisch ein fünfter Militärbezirk entstanden, der territorial den Polarkreis mit den dort aufgestellten militärischen Formationen der Land-, Luft- und Seestreitkräfte Russlands umfasst. Die Nordflotte bildet die Basis dieses strategischen Kommandos.

### Bestand der territorialen Streitkräfteorganisation
Territorial sind die Streitkräfteformationen Russlands in vier Militärbezirken (ru. военные округа) und einem Vereinten Strategischen Kommando (ru. Объединённое стратегическое командование) gruppiert. (Stand August 2019)

#### Westlicher Militärbezirk
Hauptartikel: Westlicher Militärbezirk
Zum Bestand im Westlichen Militärbezirk zählen (ru. Западный военный округ) – Stab in Sankt Petersburg:
- Landstreitkräfte
  - 1. Rotbanner-Orden-tragende Garde-Panzerarmee (ru. 1-я гвардейская танковая Краснознамённая армия) – Stab in Odinzowo, Gebiet Moskau;
  - 6. Rotbanner-Orden-tragende Allgemeine Armee verbundenen Waffen (ru. 6-я общевойсковая Краснознамённая армия) – Stab in Sankt Petersburg;
  - 20. Rotbanner-Orden-tragende Allgemeine Garde-Armee (ru. 20-я гвардейская общевойсковая Краснознамённая армия) – Stab in Woronesh; Gebiet Woronesh.
- Luftstreitkräfte
  - 6. Leningrader Rotbanner-Orden-tragende Armee der Luftstreitkräfte/Luftverteidigung LSK/LV (ru. 6-я Ленинградская Краснознамённая армия ВВС и ПВО) – Stab in Woronesh, Gebiet Woronesch.
- Marine
  - Zweifach-Rotbanner-Orden-tragende Ostseeflotte / Baltische Flotte (ru. Дважды Краснознамённый Балтиийский флот) – Stab in Kaliningrad, Gebiet Kaliningrad.

#### Südlicher Militärbezirk
Zum Bestand des Südlichen Militärbezirks zählen (ru. Южный военный округ) – Stab in Rostow am Don, Gebiet Rostow:
- Landstreitkräfte
  - 8. Lenin-Orden-tragende Allgemeine Garde-Armee (ru. 8-я гвардейская общевойсковая ордена Ленина армия) – Stab in Nowotscherkassk, Gebiet Rostow;
  - 49. Allgemeine Armee (ru. 49-я общевойсковая армия) – Stab in Stawropol, Kreis Stawropol;
  - 58. Allgemeine Armee (ru. 58-я общевойсковая армия) – Stab in Wladikawkas, Republik Nord-Ossetien – Alanien.
- Luftstreitkräfte
  - 4. Rotbanner-Orden-tragende Armee der Luftstreitkräfte/Luftverteidigung LSK/LV (ru. 4-я Краснознамённая армия ВВС и ПВО) – Stab in Rostow am Don, Gebiet Rostow.
- Marine
  - Rotbanner-Orden-tragende Schwarzmeerflotte (ru. Краснознамённый Черноморский флот) – Stab in Sewastopol, Föderale Stadt Sewastopol;
  - Rotbanner-Orden-tragende Kaspische Flottille (ru. Краснознамённая Каспийская флотилия) – Stab in Astrachan, Gebiet Astrachan.

#### Zentraler Militärbezirk
Zum Bestand des Zentralen Militärbezirks zählen (ru. Центральный военный округ) – Stab in Jekaterinburg, Gebiet Swerdlowsk:
- Landstreitkräfte:
  - 2. Rotbanner-Orden-tragende Allgemeine Armee (ru. 2-я гвардейская общевойсковая Краснознамённая армия) – Stab in Samara, Gebiet Samara;
  - 41. Rotbanner-Orden-tragende Allgemeine Armee (ru. 41-я общевойсковая Краснознамённая армия) – Stab in Nowosibirsk, Gebiet Nowosibirsk.
- Luftstreitkräfte
  - 14. Rotbanner-Orden-tragende Armee der Luftstreitkräfte/Luftverteidigung LSK/LV (14-я Краснознамённая армия ВВС и ПВО) – Stab in Jekaterinburg, Gebiet Swerdlowsk.

#### Östlicher Militärbezirk
Hauptartikel: Östlicher Militärbezirk
Zum Bestand des Östlichen Militärbezirks zählen (ru. Восточный военный округ) – Stab in Chabarowsk, Kreis Chabarowsk:
- Landstreitkräfte
  - 5. Rotbanner-Orden-tragende Allgemeine Armee (ru. 5-я общевойсковая Краснознамённая армия) – Stab in Ussurijsk, Gebiet Ussurijsk;
  - 29. Rotbanner-Orden-tragende Allgemeine Armee (ru. 29-я общевойсковая армия) – Stab in Tschita, Gebiet Tschita;
  - 35. Rotbanner-Orden-tragende Allgemeine Armee (35-я общевойсковая Краснознамённая армия) – Stab in Belogorsk, Gebiet Amur;
  - 36. Allgemeine Armee (ru. 36-я общевойсковая армия) – Stab in Ulan-Ude, Republik Burjatien;
  - 68. Armeekorps (ru. 68-й армейский корпус) – Stab in Jushno-Sachalinsk, Gebiet Sachalin.
- Luftstreitkräfte
  - 11. Rotbanner-Orden-tragende Armee der Luftstreitkräfte/Luftverteidigung LSK/LV (ru. 11-я Краснознамённая армия ВВС и ПВО) – Stab in Chabarowsk, Kreis Chabarowsk.
- Marine
  - Pazifische Flotte (ru. Тихоокеанский флот) – Stab in Wladiwostok, Primorskij Kraj.

#### Nördlicher Militärbezirk
Hauptartikel: Nördlicher Militärbezirk
Zum Nördlichen Militärbezirk (ru. Северный военный округ) – Stab in Seweromorsk, Gebiet Murmansk, gehören (Stand Juni 2020):
- Landstreitkräfte
  - 61. selbstständige Marineinfanterie-Brigade (ru. 61 отдельная бригада морской пехоты);
  - 200. selbstständige Mot.-Schützen-Brigade (ru. 200 отдельная мотострелковая бригада);
  - 80. selbstständige arktische Mot.-Schützen-Brigade (ru. 80 отдельная мотострелковая бригада [арктическая]);
- Luftstreitkräfte
  - 45. Rotbanner-Orden-tragende Armee der Luftstreitkräfte/Luftverteidigung LSK/LV (ru. 45-я Армия ВВС и ПВО) – Stab in Chabarowsk, Chabarowskij Krai.
- Marine
  - Rotbanner-Orden-tragende Kola-Flottille verschiedenartiger Kräfte, (ru. Краснознамённая Кольская флотилия разнородных сил – КолФлРС);
  - Rotbanner-Orden-tragende Flottenbasis Weißes Meer (ru. Краснознамённая Беломорская военно-морская база – БелВМБ) дислоцированная в городе – Stab in Sewerodwinsk (ru. Северодвинске), Gebiet Archangelsk.[169]

### Militäranlagen im Ausland
Aktualität des Abschnitts ungeprüft.
Sowjetische Marinebasen gab es in Ägypten (Port Said, 1967–1972; Alexandria; Marsa Matruh), der DDR (Rostock), Polen (Swinemünde), Finnland (Porkkala, 1944–1956), Kuba (Cienfuegos), Somalia (Berbera, 1964–1978), Jemen (al-Hudaida) und Eritrea (Norka, eine der Inseln im Dahlak-Archipel, 1977–1991).
Wichtigste Stützpunkte für die Anwesenheit der sowjetischen Seekriegsflotte im Indischen Ozean und im Persischen Golf waren Cam Ranh (Vietnam, Provinz Khánh Hòa, mit der Provinzhauptstadt Nha Trang; 1979–2002) am Südchinesischen Meer sowie Tartus und Latakia im Mittelmeer. Als letzte Marinebasis war Cam Ranh 2002 aufgegeben worden, so dass nur noch die russische Marinebasis Tartus im „entfernten Ausland“ verblieben ist.
Die Sowjetunion hatte von 1956 (oder 1958?) eine Marinebasis für ihre U-Boote in Vlora (Albanien, die heutige albanische Marinebasis Pashaliman in der Bucht von Vlora). Nach dem Bruch mit Moskau wurde die Basis 1961 von den Albanern geschlossen. Damals war diese Basis der einzige sowjetische Militärstützpunkt im Mittelmeerraum.
Eine Besonderheit stellt Kirgisistan dar. Es erlaubte als einziges Land sowohl den USA als auch Russland das Betreiben von Militäreinrichtungen auf seinem Gebiet. In der Nähe der Hauptstadt Bischkek befand sich bis 2014 sowohl eine große US- als auch eine große russische Einrichtung, wobei Russland bei Kirgisien wiederholt Druck machte, die Amerikaner weg zu weisen.
Es befinden sich schätzungsweise 25 russische Militärstützpunkte in neun ehemaligen Sowjetrepubliken. Dabei geht es um das Aufrechterhalten des Einflusses in Zentralasien in Konkurrenz zu China und die Einflussnahme auf die südliche Region, insbesondere den Kaukasus. Die wichtigsten Stützpunkte im Ausland sind:
| Land                                                    | Militärbasis                                                        | Truppenstärke, Einheit |
| ------------------------------------------------------- | ------------------------------------------------------------------- | --- |
| Abchasien (Georgien)                                    | Gali und Gudauta                                                    | Militärbasen, stationiert sind 1300 Soldaten der Grenztruppen Russlands |
| Armenien                                                | Jerewan                                                             | 426. Luftwaffengruppe |
| Armenien                                                | Gjumri                                                              | 127. motorisierten Schützendivision; am Standort Jerewan sind rund 3200 Soldaten in Armenien stationiert, siehe auch: Gruppe der russischen Streitkräfte in Transkaukasien |
| Kasachstan                                              | Sary-Schagan                                                        | Raketenstartplatz und Übungsgelände |
| Kasachstan                                              | Baikonur                                                            | Weltraumbahnhof |
| Kirgisistan                                             | Kant                                                                | Militärflugplatz (Militäreinheit 20022) mit schnell luftverlegbaren Einheiten, der zu 14. Luftarmee gehört                                                                 |
| Kirgisistan                                             | Karakol (Stadtteil Pristan-Prschewalsk)                             | 954. Erprobungsbasis der Anti-U-Boot-Waffen der russischen Seekriegsflotte (Militäreinheit 87366)                                                                          |
| Kirgisistan                                             | nördlich des Dorfes Oirondu des Bezirks Panfilow des Gebiets Tschüi | 338. Kommunikationszentrum der russischen Seekriegsflotte (Militäreinheit 45682), der Längstwellensender „Prometheus“ für Kommunikation mit getauchten U-Booten            |
| Kirgisistan                                             | Mailuusuu                                                           | 17. radioseismisches Labor des Verteidigungsministeriums, zur Überwachung der Kernwaffentests                                                                              |
| Transnistrien (Moldawien)                               | Tiraspol                                                            | Operationsgruppe der russischen Streitkräfte, ehemals 5. motorisierte Gardeschützenbrigade. Insgesamt rund 1500 Soldaten zum Schutz eines Munitionsdepots                  |
| Südossetien (Georgien)                                  | Dschawa und Tschinwali                                              | Militärbasen, stationiert sind 1200 Soldaten der Grenztruppen |
| Syrien                                                  | Tartus                                                              | Logistikeinrichtung der Marine mit 150 Soldaten |
| Syrien                                                  | Latakia                                                             | Militärbasis |
| Tadschikistan                                           | Okno                                                                | Satellitenkontrollzentrum |
| Tadschikistan                                           | Duschanbe, Kulob und Qurghonteppa                                   | 201. motorisierte Schützendivision und 670. Luftwaffengruppe auf der Luftwaffenbasis Ayni. Insgesamt rund 5000 Soldaten.                                                   |
| Ukraine, durch Russland völkerrechtswidrig annektiert 1 | Sewastopol                                                          | Basis der Schwarzmeerflotte mit rund 13.000 Soldaten |
| Belarus                                                 | Baranawitschy                                                       | Einrichtungen der Weltraumtruppen und der 37. Strategischen Luftarmee mit 800 Soldaten                                                                                     |
| Belarus                                                 | Wilejka                                                             | Längstwellensender Wilejka |

## Personelle Organisation der Streitkräfte Russlands

### Rekrutierung und Ausbildung

#### Wehrpflicht

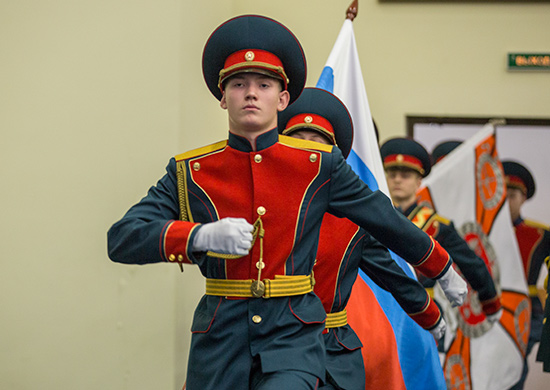
Kadetten der Kadettenanstalt des Präsidenten in Tjumen.

Minderjährige bei einer promilitärischen Flaggenparade im März 2012

Schülergruppe in militärischer Formation in Irkutsk am 23. März 2012

In Russland gilt gesetzlich eine allgemeine Wehrpflicht. Die Dienstdauer beträgt gegenwärtig 12 Monate, abzuleisten von wehrfähigen Männern zwischen 18 und 27 Jahren. Mit Gesetz vom 11. Februar 1993 war die aus der Sowjetzeit übernommene Dienstzeit von 24 Monaten auf 18 Monate reduziert worden, in der Marine betrug sie jedoch weiterhin 24 Monate. Am 9. Mai 1996 wurde die Dienstzeit für Wehrpflichtige in allen Truppenteilen wieder auf 24 Monate erhöht. Für Wehrpflichtige mit Hochschulbildung betrug sie 12 Monate. 2007 war sie generell von 24 auf 18, 2008 dann auf 12 Monate verkürzt worden. Heute besteht noch knapp die Hälfte des Personalbestands der Streitkräfte aus Wehrpflichtigen. 2023 wurde das Wehrpflichtalter per Gesetz von der Duma auf 30 Jahre erhöht, um den Bedarf an Soldaten im Krieg gegen die Ukraine zu decken.
Früher wurden wehrpflichtige Soldaten (fast ausschließlich Heeresangehörige) auch in internen Kriegseinsätzen verwendet. So starben Tausende von meist schlecht ausgebildeten und ineffektiv eingesetzten russischen Wehrpflichtigen in den beiden Tschetschenienkriegen. Wohl auch aufgrund von Protesten aus der Bevölkerung – so auch das mittlerweile (Stand Januar 2017) als „ausländischer Agent“ eingestufte Soldatenmütter-Komitee – schickt die russische Armeeführung heute in Kriegs- und Krisengebiete wie den Kaukasus nur noch Berufs- und Zeitsoldaten.
Wegen oft unerträglicher Dienstbedingungen für Rekruten steht die Wehrpflicht aber nach wie vor in der Kritik. Schätzungen gehen dahin, dass rund ein Drittel der Angehörigen eines Rekrutenjahrgangs den Wehrdienst ableisten muss. Soweit möglich, sucht der Bürger die Einberufung zu umgehen, auch durch Korruption. Wehrpflichtigen aus ärmeren Familien bietet sich diese Möglichkeit weniger, zudem ermöglicht die erfüllte Wehrpflicht das Verbleiben in der Armee als Vertragssoldat und damit den Besuch weiterführender Schulen mit verminderten Anforderungen. Das arme Dagestan stellte darum zum Beispiel trotz Beschränkung unverhältnismäßig viel mehr Wehrpflichtige als andere Regionen. Nur schon der Lohn eines Vertragssoldaten konnte 2022 leicht das Sechsfache des Durchschnittslohns in Dagestan betragen. Auch beim russischen Überfall auf die Ukraine 2022 waren Wehrpflichtige beteiligt, teilweise wurde diesen von ihren Vorgesetzten nicht mitgeteilt, dass sie in den Krieg geschickt würden, sondern nur auf Manöver.
Die nachstehende Tabelle zeigt die gerundete Anzahl der aufgrund der Wehrpflicht einberufenen Rekruten in den jeweiligen Einberufungsjahrgängen:
| Jahr | Frühjahr | Herbst  | Gesamtzahl |
| ---- | -------- | ------- | ---------- |
| 2003 | 175.050  | 175.806 | 350.856    |
| 2004 | 166.050  | 176.393 | 342.443    |
| 2005 | 157.700  | 140.900 | 298.600    |
| 2006 | 124.550  | 123.310 | 247.860    |
| 2007 | 133.500  | 132.500 | 266.000    |
| 2008 | 133.200  | 219.000 | 352.200    |
| 2009 | 305.560  | 271.020 | 576.580    |
| 2010 | 270.600  | 278.821 | 549.421    |
| 2011 | 218.720  | 135.850 | 354.570    |
| 2012 | 155.570  | 140.140 | 295.710    |
| 2013 | 153.200  | 150.030 | 303.230    |
| 2014 | 154.000  | 154.100 | 308.100    |
| 2015 | 150.000  | 147.100 | 297.100    |
| 2016 | 153.000  | 152.000 | 305.000    |
| 2017 | 102.000  | 134.000 | 236.000    |
| 2018 | 128.000  | 132.500 | 260.500    |
| 2019 | 135.000  | 132.000 | 267.000    |
| 2020 | 135.000  | 128.000 | 263.000    |
| 2021 | 134.650  | 127.500 | 262.150    |
| 2022 | 134.500  |         |            |

#### Militärisches Bildungssystem
Das russische militärische Bildungssystem umfasst:
- die Schulen für „Praporschtschiks“ im aktiven Militärdienst;
- die Offiziersschulen der „Spezialität“ für die Karriereoffiziere der taktischen Ebene (Zugführer/Kompaniechef und gleichwertige Dienstposten) im aktiven Militärdienst;
- die militärischen Ausbildungszentren der zivilen Hochschulen für die Reserveoffiziere der taktischen Ebene (Zugführer/Kompaniechef und gleichwertige Dienstposten) unter den Studenten an zivilen Hochschulen;
- die militärischen Akademien der „Magistratur“ für die Karriereoffiziere der operativ-taktischen Ebene (Bataillonskommandeur/Regimentskommandeur/Brigadekommandeur und gleichwertige Dienstposten) im aktiven Militärdienst, Absolventen der Offiziersschulen und der militärischen Ausbildungszentren an zivilen Hochschulen;
- die Militärakademie des Generalstabes der Streitkräfte der Russischen Föderation für die Karriereoffiziere der strategischen Ebene (Generale und Admirale) im aktiven Militärdienst, Absolventen der militärischen Akademien;
- die Akademien der „Adjunktur“ für das wissenschaftliche und pädagogische Fachpersonal für die Bedürfnisse der Streitkräfte Russlands, die Offiziersschulen und militärische Ausbildungszentren der zivilen Hochschulen absolviert haben.

Manche russische Militärhochschulen und Akademien bieten gleichzeitig mehrere dieser Bildungsprogramme („Praporschtschiks“, „Spezialität“, „Magistratur“, „Adjunktur“) an.

#### Kadettenanstalten Russlands

Russische Ehrengarde am Grabmal des unbekannten Soldaten

Die Tradition militärischer Jugendlehranstalten reicht bis zur Zeit von Zar Peter I. zurück. In der Sowjetzeit teilweise aufgelöst, wurde nach dem Zerfall der Sowjetunion die historische Tradition der Kadettenanstalten und militärischer Gymnasien wiederbelebt.
Sie sind die allgemeinen aber auf militärische Fächer ausgerichteten Schulen, deren Schüler am Ende das normale Abitur machen. Die Ausbildung wird nicht als Militärdienst oder professionelle Militärausbildung gewertet, und die Schulabgänger erhalten keinen Militärdienstgrad. Es gibt halb selbstständige Anstalten wie die Suworow- und Nachimow-Militärschulen; daneben gibt es aber auch solche Anstalten, die von der Präsidialverwaltung, dem Verteidigungsministerium, dem Innenministerium oder dem FSB geführt werden.
Zu Beginn der 2020er Jahre sind in Russland die traditionellen Suworow-Militärschulen (ru. Суворовские военные училища) wieder aufgelebt. Diese 11 militärischen Lehranstalten sind in folgenden Städten zu finden:
- Jekaterinburg (ru. Екатеринбургское суворовское военное училище),
- Sankt Petersburg (ru. Санкт-Петербургское суворовское военное училище),
- Moskau als Musikschule (ru. Московское военно-музыкальное училище имени генерал-лейтенанта В.М.Халилова)
- Kasan (ru. Казанское суворовское военное училище),
- Moskau (ru. Московское суворовское военное училище),
- Twer (ru. Тверское суворовское военное училище),
- Uljanowsk (ru. Ульяновское гвардейское суворовское военное училище),
- Ussurijsk (ru. Уссурийское суворовское военное училище),
- Wladikawkas, Nord-Kaukasus (ru. Северо-Кавказское суворовское военное училище),
- Perm (ru. Пермское суворовское военное училище),
- Tula (ru. Тульское суворовское военное училище).

Die maritime Variante für mittlere Schulbildung bietet die Nachimow-Militärschule in Sewastopol (russisch besetzte Ukraine) (ru. Нахимовское военно-морское училище) mit ihren Filialen an folgenden Orten:
- Wladiwostok (ru. Филиал Нахимовского военно-морского училища (Владивостокское президентские кадетское училище)),
- Sewastopol (ru. Филиал Нахимовского военно-морского училища (Севастопольское президентские кадетское училище)),
- Murmansk (ru. Филиал Нахимовского военно-морского училище).

Außerdem sind Kadettenschulen der Präsidialverwaltung (ru. Президентские кадетские училища) eingerichtet worden. Diese Bildungseinrichtungen befinden sich in folgenden 7 Städten:
- Orenburg (ru. Oренбургское президентское кадетское училище),
- Stawropol (ru. Ставропольское президентское кадетское училище),
- Krasnodar (ru. Краснодарское президентское кадетское училище),
- Tjumen (ru. Tюменское президентское кадетское училище),
- Kysyl, Hauptstadt der Republik Tywa (ru. Кызылское президентское кадетское училище),
- Petrosawodsk (ru. Петрозаводское президентское кадетское училище),
- Kemerowo (ru. Кемеровское президентское кадетское училище).

Nach einer mehrjährigen Ausbildung gibt es für die Absolventen die Möglichkeit, ohne Eintrittsexamen in die höheren militärischen Lehranstalten einzutreten. Sie besitzen auch die Qualifikation, mit Eintrittsexamen in beliebige Hochschulen nichtmilitärischer Richtung aufgenommen zu werden. Es gibt auch die Tradition, eine bedeutende Quote an Kindern aus schwierigen Lebensverhältnissen, wie Kinder schwerbehinderter Eltern oder aus Waisenhäusern, aufzunehmen.

### Reformen bei Truppenstärke und Budget

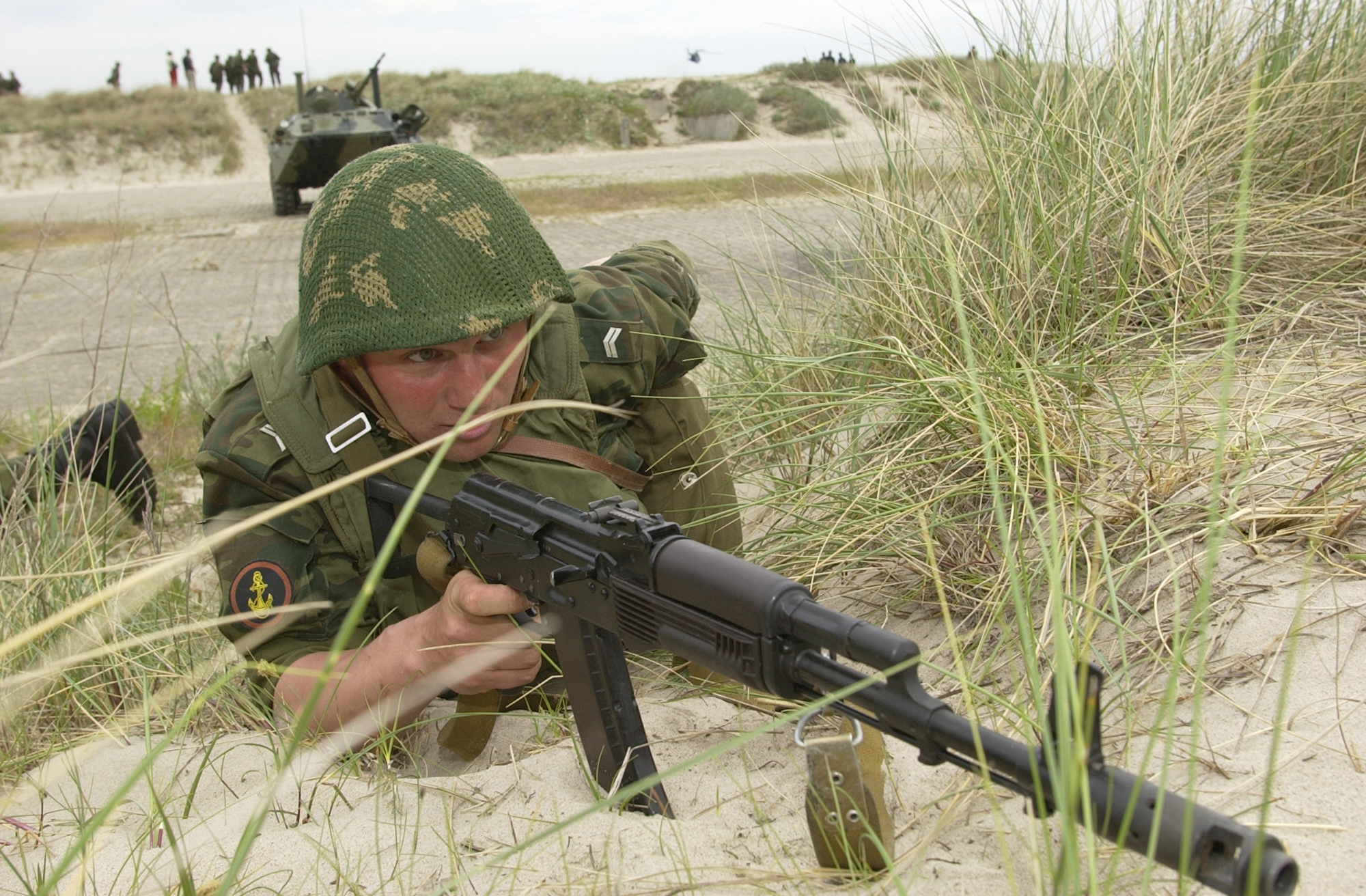
Ein russischer Marineinfanteriesoldat während eines Manövers in Polen im Juni 2003

Nach Ende des Kalten Krieges hatten viele Staaten die Notwendigkeit, ihr Militär zu reformieren. Durch den Zusammenbruch des Warschauer Paktes und der Sowjetunion, hatte sich die internationale Sicherheitsagenda erheblich gewandelt. Gleichzeitig gab es erhebliche Neuerungen im technologischen Bereich, welche die Kriegsführung veränderten. Ein weiterer Anstoß für die Reformierung des Militärs in Russland boten die dramatischen gesellschaftlichen Änderungen, die sich Anfang der 1990er-Jahre in Russland vollzogen.
1995 wurde unter Jelzin eine Militärreform beschlossen, die in ihrem Kern den Übergang von der Wehrpflichtarmee mit über einer Million Soldaten zu einer Berufsarmee vorsah. In der Realität wurden aber die Verwirklichung dieser Kernaufgaben der Militärreform immer wieder aufgeschoben und bereits umgesetzte Reformschritte wieder aufgehoben. So legte Präsident Jelzin im Mai 1996 in einem Erlass fest, dass bis 2000 eine Berufsarmee zu schaffen sei. Bereits 1998 wurde dieser Termin auf 2005 verschoben.
Ende 2001 verkündete Präsident Putin als neuen Termin das Jahr 2010. Auch die Zielzahlen zur Reduzierung der Personalstärke unterlagen permanenten Veränderungen. Nach ursprünglichen Plänen sollte die Sollstärke der russischen Streitkräfte, einschließlich der Zivilangestellten bis 2005 um 600.000 Stellen auf 835.000 Mann reduziert werden. Im Juni 2002 verschob der Sicherheitsrat der Russischen Föderation den Zeitpunkt der Reduzierung auf 2010 und erhöhte die Zielgröße auf eine Sollstärke von 850.000 bis eine Million Mann.
Die terminlichen und zahlenmäßigen Änderungen sind neben einer Reformunwilligkeit von Teilen der Armeeführung auch den gesellschaftlichen Belastungen geschuldet, die mit einer groß angelegten Reduzierung der Streitkräfte zusammen mit der Schaffung einer Berufsarmee entstanden wären.

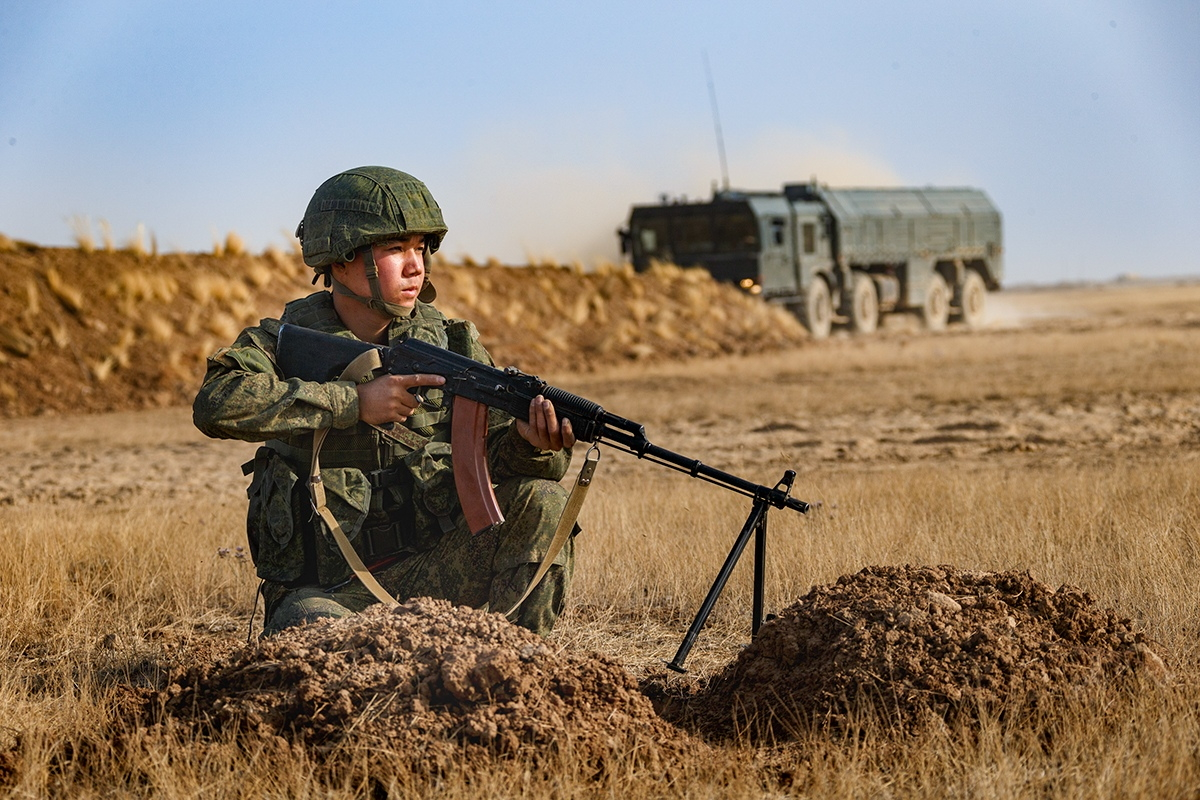
Russischer Soldat mit einem RPK-74

Die bereits in den 1990er-Jahren unternommenen Strukturreformversuche hatten bis Mitte der 2000er-Jahre zu keinen substantiellen Veränderungen geführt, womit die grundlegende Erneuerung des gesamten russischen Militärwesens – von den Streitkräften und ihren Ausrüstungen bis zu den Führungsstrukturen – eine ungelöste Aufgabe geblieben war.Dies zeigte sich insbesondere bei dem tragischen Unglück der Kursk. Die Umstände und Ursachen des Unglücks sorgten in der Regierung für ein Umdenken in der Form, dass die Probleme der Armee nicht durch Erhöhung des Verteidigungsbudgets zu lösen waren. Zudem führten der Umgang und die Informationspolitik der Armeebehörden mit der Katastrophe des gesunkenen U-Bootes K-141 Kursk zu Kritik aus der russischen Bevölkerung. Am Ende der ersten Amtszeit Putins waren die Fortschritte daher eher gering. Die Situation der Streitkräfte hatte sich weiter verschlechtert und die Sicherheitsproblematik blieb ungelöst.
Mit der Berufung von Anatoli Serdjukow zum Verteidigungsminister 2007 setzte eine Reform der russischen Streitkräfte ein. Die Anzahl der Soldaten wurde von 1,2 Millionen auf eine Million reduziert, das Offizierskorps zu 50 % ausgedünnt, während das Unteroffizierskorps durch eine bessere Ausbildung gestärkt wurde. Wichtigstes Ergebnis war aber die Einrichtung kleinerer schneller Eingreiftruppen zwischen 3000 und 5000 Mann.

#### Entwicklung der Truppenstärke
Die numerische Größe und die Budgetzuteilungen sanken Anfang der 1990er-Jahre deutlich. Von 2,8 Millionen zur Zeit der Gründung der russischen Streitkräfte im Juni 1992 sank die Truppenstärke auf unter 2 Millionen bis 1994.
Zum 1. Januar 2005 betrug die Stärke der Streitkräfte rund 1.207.000 Mann, nebst 876.000 Zivilangestellten. Für 2006 wird die Stärke mit 1.037.000 Mann angegeben. (2006)
| Jahr         | 1992 | 1993 | 1994 | 1995 | 1996 | 1997 | 1998 | 2000 | 2008 |
| ------------ | ---- | ---- | ---- | ---- | ---- | ---- | ---- | ---- | ---- |
| in Millionen | 2,72 | 2,03 | 1,71 | 1,52 | 1,27 | 1,24 | 1,16 | 1,00 | 1,13 |

Daher wurde 2008 eine umfassende Militärreform begonnen, die zur Reduzierung der Armee auf eine Million Soldaten führen soll. Weiterhin ist eine Reduzierung der Anzahl der Generäle (2008: 1100) geplant. Statt der Regimenter und Divisionen sollen eine Brigadenstruktur eingeführt und mobile Truppenteile mit ständiger Gefechtsbereitschaft aufgestellt werden. Der Dienstgrad des Praporschtschiks (de: Fähnrich) ist in der Reform nicht mehr vorgesehen. Die Planvorstellungen sind allerdings keine Neukonzeptionen, sondern lehnen sich stark an die Reformpläne unter Jelzin an.
Truppenstärke und Führungsstruktur 2008
| Truppenstärke                                                                   | 1.130.000 |
| ------------------------------------------------------------------------------- | --------- |
| Offiziere                                                                       | 355.000   |
| Generäle                                                                        | 1.107     |
| Oberste                                                                         | 25.665    |
| Majore                                                                          | 99.550    |
| Hauptleute                                                                      | 90.000    |
| Leutnante                                                                       | 50.000    |
| Fähnriche                                                                       | 140.000   |
| Offiziere in Führungsorganen des Verteidigungsministeriums und des Generalstabs | 27.873    |
| Unteroffiziere                                                                  | unbekannt |

#### Truppenstärke im Krieg gegen die Ukraine
Zu Beginn des Ukraine-Krieges verfügten Russlands Streitkräfte über 850.000 Soldaten und 250.000 Reservisten. In den Krieg gezogen ist Russland mit 160.000 bis 180.000 Mann. Der ukrainische Auslandsnachrichtendienst SSRU schätzte, dass auf Seiten Russlands von 2022 bis Ende 2024 etwa 140.000 bis 180.000 Häftlinge zum Kriegseinsatz in der Ukraine rekrutiert wurden.
Die beträchtlichen Verluste – die BBC konnte über 50.000 Gefallene namentlich identifizieren, westliche Geheimdienste schätzen die Verluste (Gefallene, Verwundete, Gefangene) auf etwa eine halbe Million Mann, womit sie die Zahl der ursprünglichen Invasionsarmee weit überträfen – stellen die Streitkräfte vor die dringende Notwendigkeit neues Personal zu rekrutieren. Ende 2022 zog der Kreml in einem politisch unpopulären Schritt per Teilmobilisierung 300.000 Männer ein, diese wurden bis heute überwiegend nicht entlassen. Um politischen Unmut zu vermeiden, setzt die Staatsführung inzwischen auf Freiwillige, die entweder innerhalb der regulären Streitkräfte oder in Freiwilligenformationen wie Militärfirmen dienen. Auf Wehrpflichtige, wie auch auf Ausländer wird Druck aufgebaut sich zu verpflichten, geplant waren für das Jahr 2024 745.000 sogenannte Kontraktniki (also Zeitsoldaten mit Vertrag). Faktisch werden auch diese Zeitsoldaten bei Vertragsablauf nicht mehr entlassen. Für 2026 wird eine Truppenstärke von 1,5 Millionen Soldaten angestrebt. Während die Professionalisierung durch Vertragssoldaten ein Ziel der Reformen ab 2008 gewesen ist, kommt es im Krieg gegen die Ukraine der Regierung nun primär auf die Masse neuer Soldaten an.

#### Budgetentwicklung
Ein großes Problem der russischen Streitkräfte war die chronische Finanzknappheit aufgrund der anhaltenden Wirtschaftsschwäche. Der prozentuale Anteil der Verteidigungsausgaben am Bruttosozialprodukt sank von 10 % zur Zeit der letzten Jahre der Sowjetunion auf rund 5 % in den ersten Jahren des neuen russischen Staates. Nach dem Regierungsantritt von Präsident Putin begann dieser damit, das Budget wieder zu erhöhen und beendete so die Kürzungspolitik seines Vorgängers Boris Jelzin. Die Budgetsituation für die Armee war bei der Amtsübernahme Präsident Putins katastrophal. Die Verteidigungsausgaben waren von 142 Milliarden US-Dollar auf 4 Milliarden US-Dollar zurückgegangen – ein Rückgang um 98 %. Die nun folgenden Budgeterhöhungen waren nicht hoch genug, um die Krise der Armee zu mindern. Trotz der Budgetzuwächse ging Putin nicht auf die Forderungen der Armeegeneräle nach noch höheren Budgets ein. Diese bezogen sich auf einen 1998 von Jelzin erlassenen Präsidentenerlass, der eine Budgetzuteilung für die Streitkräfte von 3,5 % am BSP vorsah.
| Jahr            | 1999 | 2000 | 2001 | 2002 | 2003 | 2004 | 2005 | 2006 |
| --------------- | ---- | ---- | ---- | ---- | ---- | ---- | ---- | ---- |
| Prozent vom BSP | 2,34 | 2,63 | 2,66 | 2,60 | 2,65 | 2,69 | 2,8  | 2,74 |

Das Militärbudget vervierfachte sich von 2000 bis etwa 2006; Beobachter äußerten die Vermutung, dass die tatsächlichen Militärausgaben weit höher als offiziell angegeben waren. Während dieser Zeit stieg der Ölpreis stark an und Russland hatte durch Öl- und Gasexporte weit höhere Deviseneinnahmen als in den 1990er Jahren.
Die Regierung Russlands hat die Militärausgaben im Jahr 2011 mit etwa 72 Milliarden US-Dollar beziffert. In der Liste der höchsten Rüstungsetats belegte Russland damit Platz drei. Im Jahr 2016 wurden Budgetkürzungen für alle Staatsbereiche angekündigt; Das Militär sollte im Budget 2017–2019 eine Billion Rubel weniger erhalten als zuvor geplant.
Seit dem Jahr 2012 stiegen die Verteidigungsausgaben erheblich an und erreichten im Jahr 2015 mit knapp 5 Prozent des Bruttoinlandsprodukts einen Höchststand. Danach gingen sie auf 4 Prozent im Jahr 2015 und 3,9 Prozent im Jahr 2019 zurück.
Beim Vergleich der Budgets von Armeen ist zu beachten, dass sich auch die Kosten im jeweiligen Land wesentlich unterscheiden können. So ist die Höhe in US-Dollar allein nicht aussagekräftig, sondern muss eingeordnet werden in die Kaufkraft des jeweiligen Landes. Im Jahr 2019 betrug die angepasste – also mit anderen Armeen vergleichbare – Budgetgröße etwa 207 Mrd. US-Dollar.
Im Jahr 2018 gab Russland 61,4 Mrd. Dollar für sein Militär aus. Es lag damit im internationalen Vergleich hinter den Vereinigten Staaten mit 649 Mrd. Dollar, der Volksrepublik China mit 250 Mrd. Dollar, Saudi-Arabien mit 67,6 Mrd. Dollar, Indien mit 66,5 Mrd. Dollar und Frankreich mit 63,8 Mrd. Dollar auf Platz 6, gefolgt vom Vereinigten Königreich und Deutschland. Die schon ab 2000 massiv gestiegenen Rüstungsausgaben Russlands hatten sich von 2004 bis 2014 verdoppelt und orientierten sich am Ziel eines Fünftels der gesamten Staatsausgaben ab 2014.

#### Drastische Ausgabensteigerung ab 2021
Von 2021 bis 2022 stiegen die Ausgaben dann sprunghaft von 65,9 Mrd. auf 86,4 Mrd. US-Dollar. 2022 rückte es damit hinter den USA und China auf den Platz des Landes mit den dritthöchsten Militärausgaben vor. Russland gab 2022 4 % seines BIP für das Militär aus. Die Aufwendungen im Gefolge des Krieges in der Ukraine steigen weiterhin, auf bisher mindestens 5 % des BIP, wobei die tatsächlichen Ausgaben auch höher sein können als offiziell angegeben. Gegenüber 2021 als Vergleichsjahr stieg der Verteidigungshaushalt bis 2023 um 40 %; im Vergleich zum Haushalt von 2022, als 24 % aller staatlichen Ausgaben auf Militär und Sicherheitsdienste entfielen, steigt ihr Anteil auf 33 % der Staatsausgaben. Für 2024 plant die russische Führung 6 % des BIP für militärische Zwecke auszugeben. 2024 beträgt der Verteidigungsetat 108 Mrd. Euro.

### Sozialstruktur
Ärmere und sozial Schwächere sind in der Armee überproportional vertreten. In besonders armen Regionen gelten die russischen Streitkräfte als einzige Möglichkeit für junge Männer, der Armut zu entkommen und jemals eine Familie versorgen zu können. Unter den Mannschaften sind ethnische Minderheiten stark vertreten. Das Offizierskorps und vor allem die Generalität bestehen jedoch überwiegend aus ethnischen Russen. Innerhalb des Militärs spielen ethnische und religiöse Unterschiede eine große und steigende Rolle. So sind immerhin 15 % der Soldaten insgesamt Moslems (deren Anteil an der Bevölkerung stark zunimmt), dies findet aber in höheren Positionen keinen Niederschlag, dort beträgt der Anteil ethnischer Russen (und Ukrainer) 90 %. Ethnisch russische Einheiten werden gegenüber solchen aus Minderheiten materiell bevorzugt, es findet innerhalb des Militärs eine starke Betonung des orthodoxen Bekenntnisses und seiner Verbindung mit der russischen Nation statt. Dabei ist absehbar, dass angesichts der höheren Geburtenrate bei Moslems in Russland in einigen Jahren die Mehrheit der Wehrpflichtigen islamischer Herkunft sein wird. Um den durch den Krieg in der Ukraine gestiegenen Bedarf an Soldaten zu decken wird versucht, Ausländer für den Dienst in den Streitkräften anzuwerben. Ihre Einbürgerung (mitsamt Familienangehörigen) nach Vertragserfüllung wurde stark erleichtert, größte Gruppe unter den für Russland kämpfenden Ausländern sind vermutlich Angehörige zentralasiatischer Staaten, die als Arbeitsmigranten ins Land kamen und auf die Druck ausgeübt wird, sich zum Militärdienst zu melden.

### Innere Verfassung
Laut der russischen Militärstaatsanwaltschaft wurden im Jahre 2005 insgesamt 139.000 Straftaten innerhalb der Armee registriert. Darunter wurden 6000 Soldaten wegen Misshandlung durch Kameraden verletzt, 2600 Soldaten wurden für derartige Straftaten verurteilt. Im Jahr 2006 wurden 6700 Rekruten von Vorgesetzten misshandelt, 33 starben an den Folgen der Misshandlungen. Der Generalstaatsanwalt Juri Tschaika teilte mit, von den insgesamt 766 durch Unfälle und Verbrechen in der russischen Armee Gestorbenen seien einige auch bei privaten Arbeiten für ihre Vorgesetzten gestorben.
Die Zahl der Suizide in der Armee erhöhte sich von 224 Soldaten im Jahr 2007 auf 231 Suizide von Militärangehörigen im Jahr 2008. Im Jahr 2011 wurden 119 Suizide registriert. Als einer der Gründe für die hohe Zahl an Suiziden galt die brutale Drangsalierung von Rekruten durch Dienstältere. Diese systematische Drangsalierung wird auch Dedowschtschina (übersetzt Herrschaft der Großväter) genannt. Ältere Jahrgänge haben uneingeschränkt Macht über die nachrückenden Rekruten. Zum Beispiel konfiszieren Ältere, häufig auch Offiziere, privaten Besitz von Jüngeren. Weitere Ausprägungen sind Vermietungen zu Arbeitseinsätzen an Unternehmen und der Zwang zur Ausübung erniedrigender Tätigkeiten. Eine offizielle Instanz, an die sich die Gepeinigten wenden könnten, gibt es (Stand 2005) in der russischen Armee nicht. Einschlägige Verletzungen der Bürger- und Menschenrechte waren und sind innerhalb der russischen Streitkräfte immer noch ein bisweilen aufsehenerregendes Thema.
Ferner gab es in den 1990er-Jahren immer wieder Probleme bei den Zahlungen des ohnehin geringen Soldes. Mehr als 100.000 Offiziere und Unteroffiziere hatten keine Wohnung. Diese Umstände führten dazu, dass 70 % der Armeeangehörigen damals unzufrieden mit ihren Lebensumständen waren.
Im Januar 2015 unterschrieb Präsident Putin ein Dekret, das es Ausländern zwischen 18 und 30 Jahren erlaubt, eine fünfjährige Dienstzeit bei den russischen Streitkräften abzuleisten.

## Bewaffnung und Ausrüstung der Streitkräfte
Durch die Umbruchphase in den 1990er-Jahren verbunden mit einem dramatischen Einbruch der Wirtschaft und der Staatseinnahmen, erhielt die Armee kaum neue Ausrüstung. Daher befinden sich viele der Geräte, Schiffe, U-Boote, Flug- und Fahrzeuge in einem schlechten Zustand. Im Jahr 2000 waren über ein Drittel der wichtigsten Waffensysteme und der militärischen Ausrüstung, bei Kampfflugzeugen und Panzern weniger als die Hälfte und bei Hubschraubern sogar etwa 80 Prozent nicht einsatzfähig. Vor der Invasion in die Ukraine verfügte Russland über mehr als 20.000 Kampfpanzer. Von dieser großen Anzahl an Panzern befand sich aber nur ein Teil, nämlich etwas mehr als 6.000 Panzer im aktiven Dienst, während der Rest in Depots lagerte. Der T-90 ist der derzeit modernste im Dienst befindliche russische Kampfpanzer. Russland besaß 2009 circa 241 T-90 und rund ein Dutzend T-90A-Panzer. Letzterer wird für die russische Armee in geringen Stückzahlen produziert.

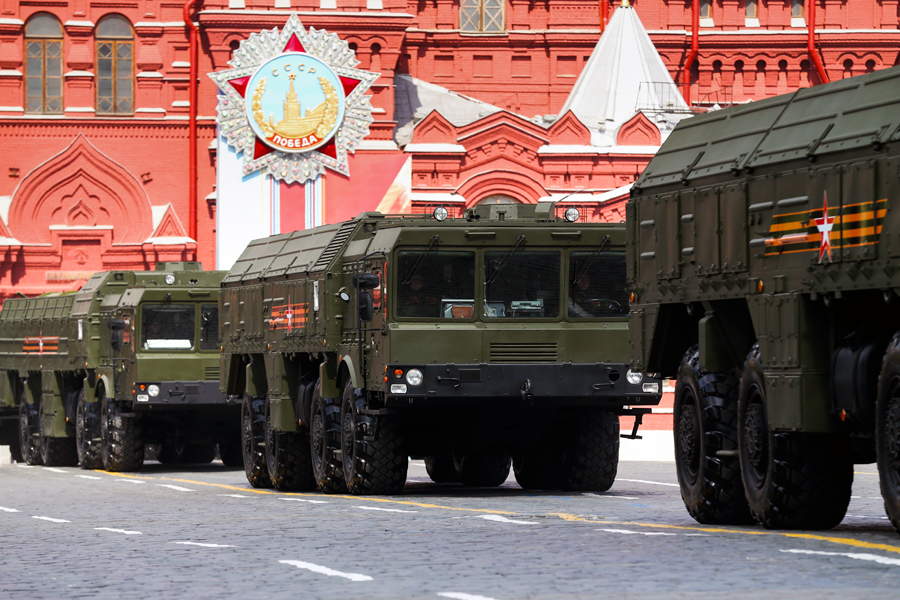
Iskander Startfahrzeuge auf dem Roten Platz, 2016

Auch die Luftwaffe wird mit modernisierten Abfangjägern MiG-31BM, Su-27SM, neuen Jagdbombern Su-34 und modernisierten Erdkampfflugzeugen Su-25SM ausgerüstet. Die Zuführung an neuem Fluggerät kann allerdings nicht Schritt halten mit dem altersbedingten Ausscheiden von Fluggeräten, so dass die Gesamtzahl an Fluggeräten durch Außerdienststellung und Abstürze weiter abnimmt. So seien etwa ein Drittel der ungefähr 200 Maschinen starken MiG-29-Flotte im Jahr 2009 nicht mehr flug- und einsatzfähig. Erhebliche Beträge werden in die Modernisierung der Atomwaffen investiert. So sollen neue Raketen-Schachtstartanlagen und mobile Raketenkomplexe Topol-M in Dienst gestellt werden. 2008 erhielten die russischen Streitkräfte 17 Interkontinentalraketen, 4 Iskander-Systeme, 52 T-90-Panzer, 210 Transportpanzer, 41 BMP-3-Schützenpanzer, 34 Raketen für die S-400-Luftverteidigungssysteme und 4500 Fahrzeuge.
Die Entwicklung und Beschaffung von Waffensystemen und Ausrüstung ist bis heute nach dem aus der Sowjetunion übernommenen Prinzip der staatlichen Rüstungsprogramme (SRP) und staatlichen Rüstungsbeschaffungsprogramme organisiert. Bei den SRP handelt es sich um jeweils zehnjährige Pläne, die nach fünf Jahren überprüft und angepasst werden. Sie regeln Forschung und Entwicklung neuer Systeme, die Modernisierung vorhandenen Materials, den Einstieg in die Serienproduktion sowie die jährliche Zuführung sämtlicher Ausrüstung an die Streitkräfte. Die staatlichen Rüstungsbeschaffungsprogramme sollen diese Zuweisung mit einem jährlichen Zeithorizont umsetzen und weisen Finanzmittel sowohl für die Beschaffung als auch für die Forschung und Entwicklung zu.
Aufgrund der schnellen wirtschaftlichen Erholung nach der Weltfinanzkrise standen für das Ende 2010 verabschiedete SRP 2020 erhebliche Finanzmittel zur Verfügung. Im Fokus standen dabei insbesondere die Entwicklung von Hubschraubern, Raketen und Marschflugkörpern sowie von Luftabwehrsystemen. Andere Rüstungsprojekte, vor allem Überwasserschiffe und Transportflugzeuge, wurden deutlich geringer budgetiert und kamen entsprechend langsam voran. Der geplante Modernisierungsgrad dürfte insgesamt nicht erreicht worden sein, da viele Entwicklungen von der ersten auf die zweite Hälfte des Planungszeitraums und einige ganz auf den des folgenden SRP verschoben wurden.
2010 verfügten die Streitkräfte nur über zehn Prozent moderne Waffen. Bis 2020 sollten 70 Prozent des Bestands ausgewechselt werden, dafür waren 720 Milliarden US-Dollar vorgesehen. Ein Drittel des Budgets floss an die Nuklearstreitkräfte. Von 2018 bis 2028 sollten weitere 270 Milliarden Euro investiert werden, um den technischen Rückstand gegenüber China und der NATO zu verringern. Laut einer Studie der Carnegie-Stiftung sei es ein Ziel für 2027, zwei große Kriege gleichzeitig führen zu können. 2018 standen Russland laut einer Analyse der Rand Corporation 757 Kampfpanzer, 1.276 Schützenpanzer und 1.251 Kampfflugzeuge zur Verfügung.
Das Militär besaß 2018 etwa 16.000 gepanzerte Kampffahrzeuge, über 1.300 Flugzeuge, fast 1.000 Helikopter und 50 U-Boote. Tatsächlich einsatzbereit seien jedoch nur 2.840 Panzer und 4.684 Haubitzen gewesen.
Mit Stand 2. Januar 2024 hat Russland in der Ukraine laut Oryx 13.728 gepanzerte Fahrzeuge verloren, davon 2.607 Panzer. Bei den Flugzeugen lagen die Verluste zu diesem Zeitpunkt bei 539. Gustav Gressel, Russland und Militärexperte bei der Internationalen Denkfabrik European Council on Foreign Relations denkt:„Man kann damit rechnen, dass für die Russen das Material in etwa zwei Jahren zum Problem werden wird. […] Russland verliert weit mehr Gerät, als es nachproduzieren kann, und die Lagerbestände erschöpfen sich.“
Untersuchungen an im Ukraine-Krieg 2022 erbeuteten russischen Waffen zeigten eine starke Abhängigkeit von westlicher Technik. So bestand der Bordcomputer des von Russland eingesetzten „Khioi-Marschflugkörpers“ aus 35 Mikrochips, die in den USA produziert wurden. Im mobilen Funk-Störsystem „Borisoglebsk-2“ fanden Experten britische Hochfrequenz-Transistoren. Und als das technische Herzstück der modernsten Aufklärungsdrohne „Typ Orlan-10“ stellte sich ein Wärmebild-Sensor des französischen Herstellers LYNRED heraus.
Im November 2024 gab der deutsche Bundesverteidigungsminister Boris Pistorius bekannt, dass nach seinen Informationen das auf Kriegswirtschaft umgestellte Russland in drei Monaten so viele Waffen und Munition produziere wie alle Mitgliedstaaten der Europäischen Union zusammengenommen in einem Jahr.

### Individuelle Ausrüstung der Infanteristen

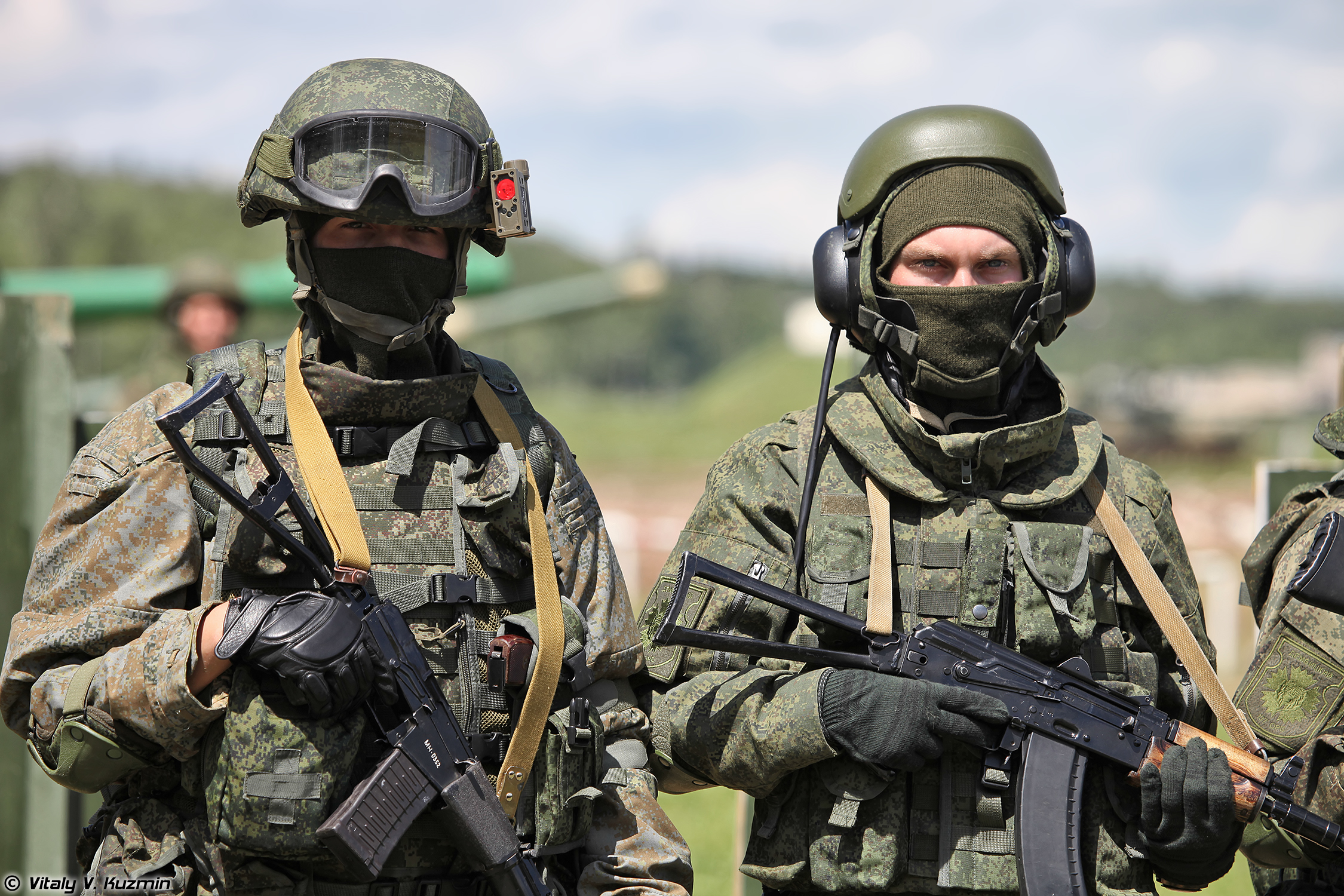
Russische Soldaten mit Ausrüstung

Die Standardausrüstung eines russischen motorisierten Schützen trägt die Bezeichnung „Barmiza“; sie besteht aus der beschusshemmenden Weste 6B12 „Sabralo“, die einen direkten Treffer aus einer AK-74 ab einer Entfernung von mehr als zehn Metern abfangen soll, dem Helm 6B6 „Borit-M“, einem Wasseraufbereitungsfilter und Vorrichtungen zur individuellen Feldbeobachtung, sowie Kommunikations- und lebenserhaltende Einrichtungen.
Das Standardsturmgewehr aller Infanterieverbände ist das AK-12. Als Waffe wird neben der AK-74 auch der Nachfolger AN-94 geführt oder auch die AK-74u, die als leichte Sturmwaffe gedacht ist. Als Nachfolgermodell wird jedoch bereits das verbesserte System Ratnik eingeführt. Es bietet dem Soldaten mehr Schutz und verfügt über moderne Kommunikationsgeräte sowie eine Anbindung an das Navigationssystem GLONASS.

### Gepanzerte Fahrzeuge

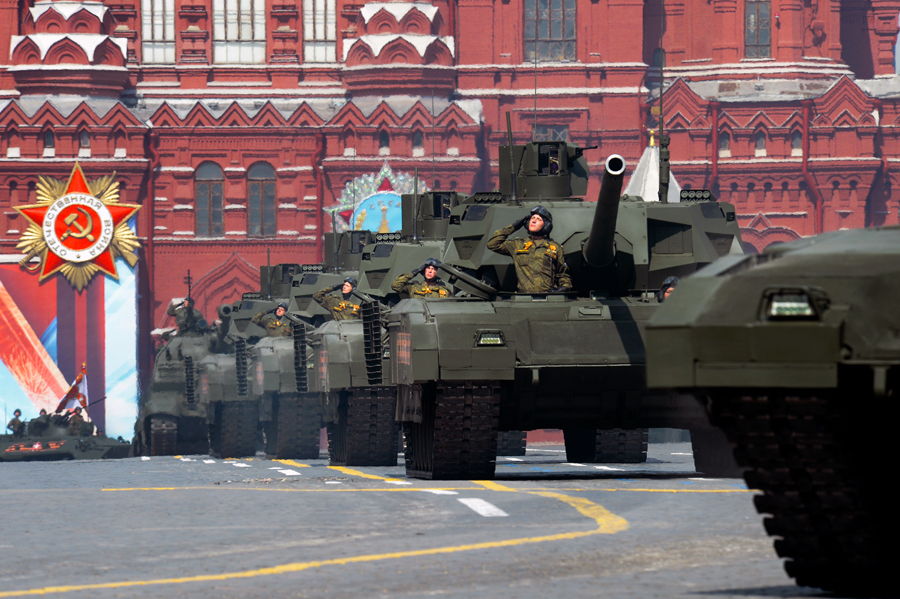
T-14-Kampfpanzer auf dem Roten Platz, 2016

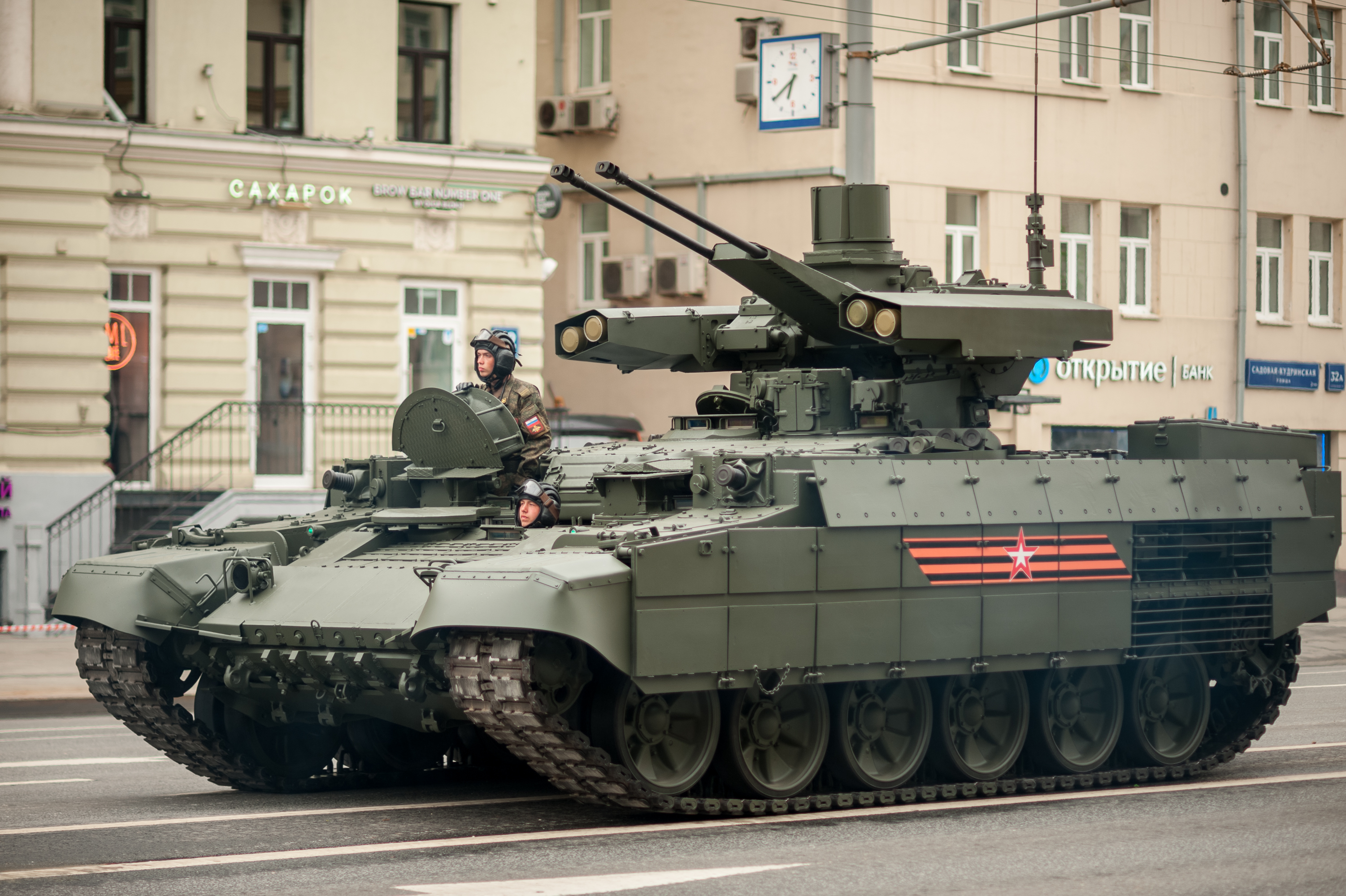
BMPT-Terminator-2-Unterstützungspanzer, 2018

Seit dem Zerfall der Sowjetunion und etwa bis zum Zweiten Tschetschenienkrieg bestand ein Drittel der russischen Panzertruppen aus veralteten T-55 und T-62, die nach und nach ausgemustert wurden. Der Zulauf des T-80UM, die Modernisierung älterer T-80U und die Indienststellung des T-90 sind angelaufen und werden je nach Finanzlage beschleunigt. So befinden sich mittlerweile etwa 334 T-90A im Dienst. Wurden 2007 31 T-90 in den aktiven Dienst gestellt, erhöhte sich die Zahl auf 62 T-90 im Jahr 2008. Dazu kommt noch etwa dieselbe Anzahl auf das Niveau des T-90 aufgerüsteter T-72. Jedoch stellt auch der T-90 nur eine Zwischenlösung dar, die Produktion wurde bereits wieder gestoppt. Der zukünftige Hauptkampfpanzer der russischen Streitkräfte wird der T-14, eine Version der Plattform Armata sein.
Die gesamte Armata-Familie liegt in ihrer Entwicklung und Produktion weit hinter den ursprünglichen Plänen zurück. Die Beschaffung, für die ursprünglich bis 2020 rund 2.300 Stück vorgesehen war, ist nun insgesamt auf den Beschaffungszeitraum bis 2027 verschoben. Trotz aller Modernisierungsbemühungen dürfte der T-72 weiterhin der zahlenmäßig wichtigste Hauptkampfpanzer der russischen Streitkräfte sein. Ähnlich verhält es sich mit der 2015 öffentlich vorgestellten Panzerhaubitze 2S35 Koalizija-SW. Bis zum Jahr 2021 wurde noch keines der Geschütze in den aktiven Dienst aufgenommen. Ersatzweise wurden erneute Modernisierungsprogramme für die Geschütze 2S19, 2S3 und 2S4 aufgelegt. Erfolgreicher verlief hingegen die Einführung des Kurzstreckenraketen- und Marschflugkörpersystems Iskander. Bis Ende 2019 ersetzte es die SS-21 Scarab vollständig. Bei den Mehrfachraketenwerfern ersetzt derzeit das System 9A53 Tornado die verschiedenen noch im Arsenal befindlichen Vorgänger.

### Luftfahrzeuge

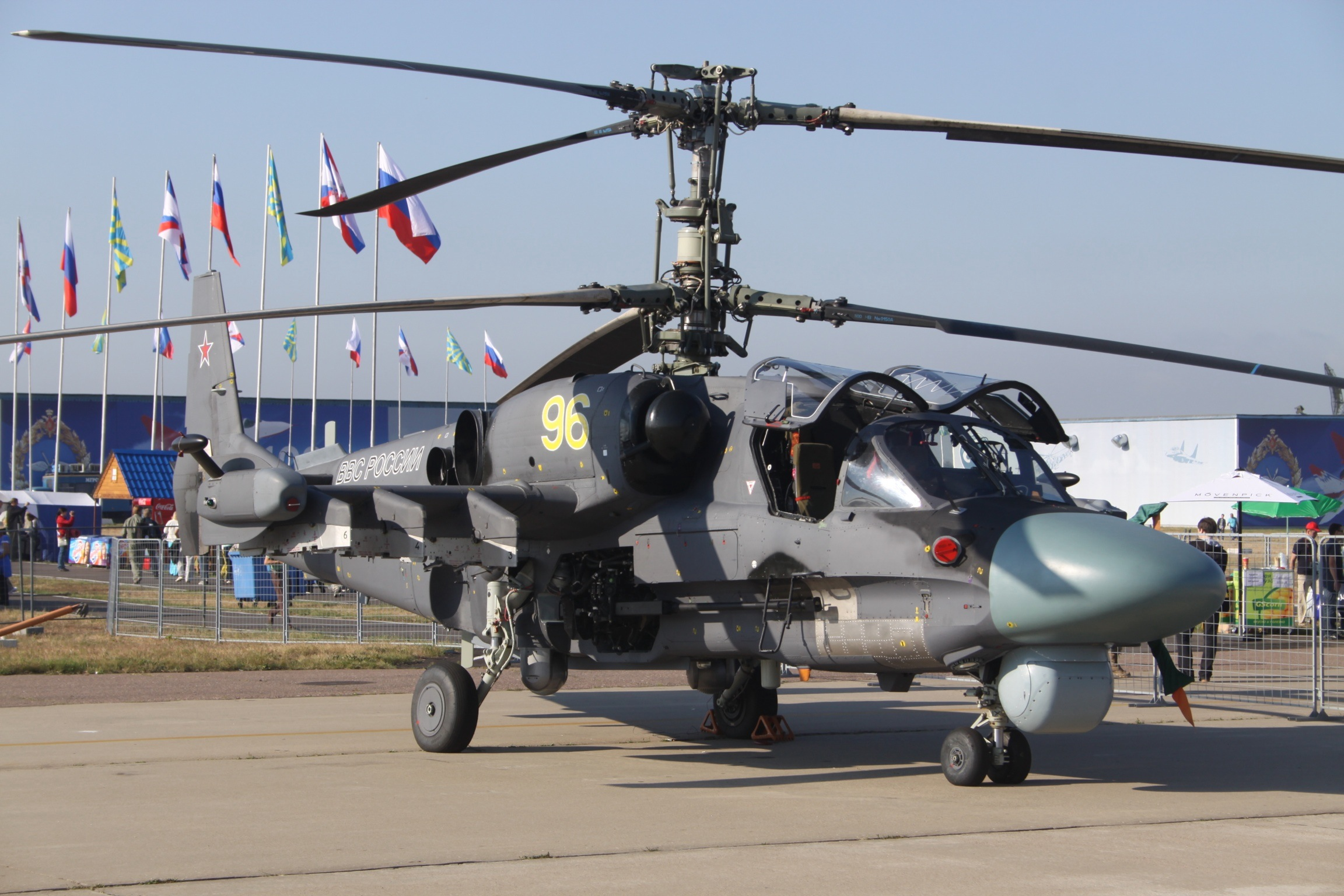
Kamow Ka-52

In den Jahren des Verfalls bis etwa 2002 war die Luftwaffe der Zweig der Streitkräfte, der am stärksten gelitten hat. Die meisten Projekte wurden eingestellt, die Piloten und die Flugzeuge blieben am Boden, da kein Kraftstoff für Flugübungen vorhanden war.
Mittlerweile sieht die Lage anders aus, wobei die aktuelle Strategie weniger auf das Herstellen eines Flugzeuges der Fünften Generation (Suchoi Su-57) zielt als auf das Maximieren von Fähigkeiten der Flugzeuge aus der Vierten Generation. So werden viele Flugzeuge entsprechend nachgerüstet und verbessert. Die Entwicklung eines Flugzeuges der Fünften Generation ist jedoch ebenfalls in Arbeit. Der erste Prototyp ist 2010 geflogen, und wie die Gegenstücke der Fünften Generation besitzt dieser Stealth-Eigenschaften. Daneben wird die Entwicklung einer modernen Hubschrauberflotte vorangetrieben. Eine Serienproduktion ist derzeit nicht absehbar. Daher werden wohl noch bis 2040 Su-35S und Su-30SM die wichtigsten russischen Jagdflugzeuge bleiben. Im Gang ist derweil die Ersetzung der Su-24 durch die Su-34 in der Rolle des Jagdbombers, des Aufklärers und für Elektronische Gegenmaßnahmen. Bei der Luftabwehr befindet sich das moderne System S-500 in der Einführung. Antisatellitenwaffen sind in der fortgeschrittenen Erprobung.
Die immer noch brauchbaren, aber in die Jahre kommenden Mil Mi-24 sollen durch Mil Mi-35M, Mi-28N und Kamow Ka-52 ersetzt oder ergänzt werden. So sollen bis zum Jahre 2015 300 Mi-28 in Dienst gestellt werden (50 bis 2010). Dabei wird der Mi-28N vermutlich die Rolle des Hauptkampfhubschraubers übernehmen und der Ka-52 den Sondereinheiten vorbehalten sein.
Als neuer strategischer, kernwaffenfähiger Bomber ist die Tu160M vorgesehen. Eine Einführung in relevanter Stückzahl wird aber erst ab Mitte der 2020er-Jahre erwartet.

### Schiffe

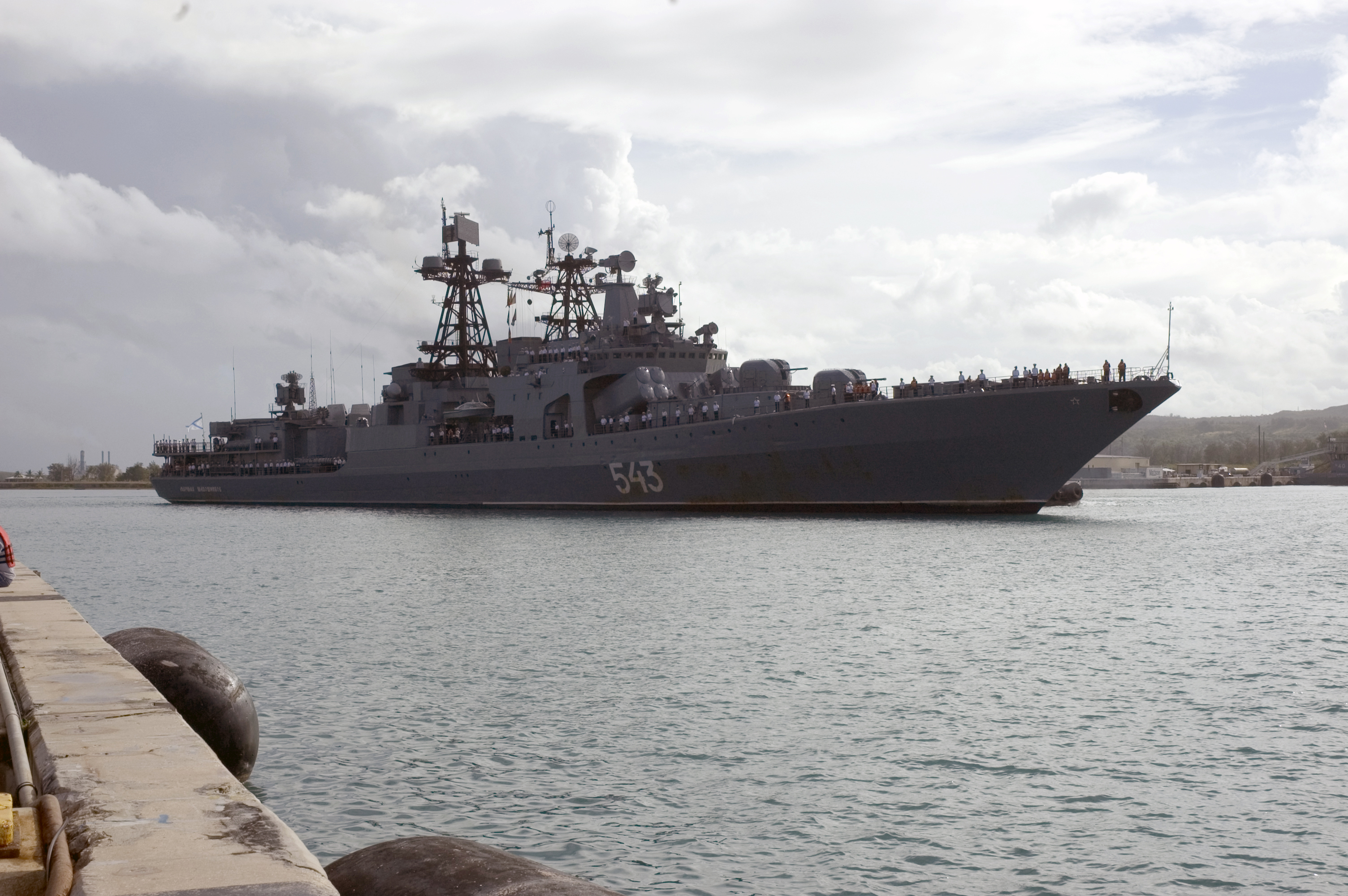
Russland verfügte 2007 über elf Zerstörer der Udaloy-Klasse

Nach den Wirren und der katastrophalen Lage der 1990er-Jahre befindet sich die Flotte in einer großangelegten Modernisierungsphase. Dabei sollten bis zum Jahr 2015 etwa 45 % der Ausrüstung ersetzt werden. 25 % der den Streitkräften zur Verfügung gestellten Summe sollen explizit in die Modernisierung der Flotte fließen.
Schon die Sowjetische Marine maß Flugzeugträgern vergleichsweise geringe Bedeutung bei. Das kann hauptsächlich daran liegen, dass in der großen maritimen Aufrüstungsphase der 1960er- und 1970er-Jahre die sowjetische Führung zu der Meinung gelangt war, die Flugzeugträger seien am Preis-Leistungs-Verhältnis gemessen zu verwundbar, als dass sich eine Aufholjagd auf die in diesem Bereich weitaus erfahreneren USA lohnen würde. Deswegen besitzt Russland nur noch einen von lediglich zwei Flugzeugträgern der Roten Flotte – die Admiral Kusnezow. Die meisten anderen flugzeug- bzw. hubschraubertragenden Schiffe wurden entweder verkauft oder verschrottet. Neuanschaffungen sind erst nach 2015 geplant. Dagegen befindet sich eine größere Zahl strategischer und konventioneller U-Boote im Bau bzw. ist bereits im Einsatz (Stand: Januar 2017). Außerdem durchlaufen viele Schiffe größere Modernisierungsmaßnahmen.

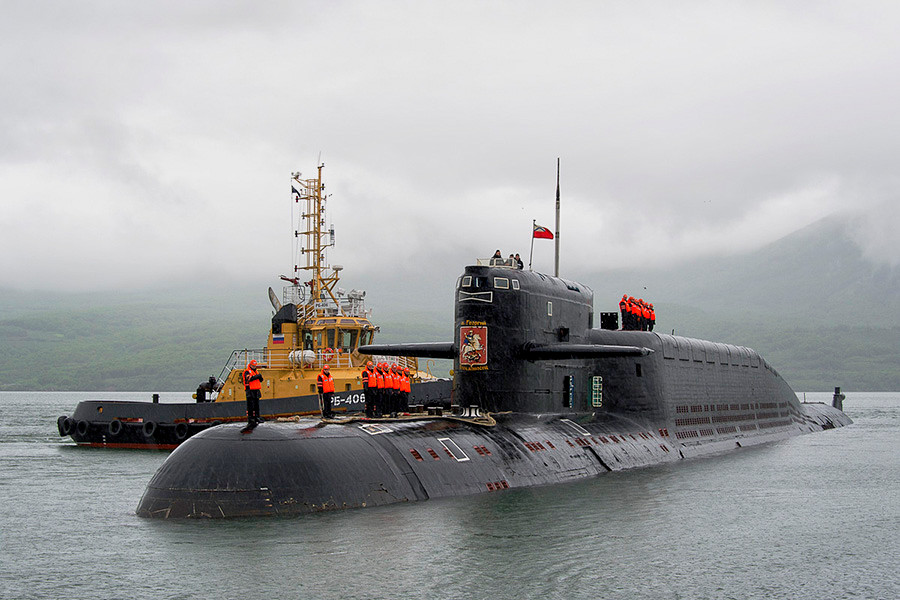
Das Atom U-Boot K-433

Ein großer Teil der Bauprogramme für Über- und Unterwassereinheiten hängt ihren Zeitplänen erheblich nach. So wurden seit 2018 lediglich zwei größere Überwassereinheiten, zwei Fregatten der Admiral-Gorschkow-Klasse, in Dienst gestellt. Diese sind deutlich kleiner als die wenigen noch im Dienst befindlichen Kreuzer und Zerstörer der sowjetischen Zeit. Das wichtigste Ausstattungsprogramm der zurückliegenden Jahre betraf die Ausrüstung von Über- und Unterwassereinheiten mit zum Teil kernwaffenfähigen Marschflugkörpern vom Typ Kalibr, was diese Plattformen mit weitreichenden Wirkmöglichkeiten gegen Landziele ausstattete. Als Nachfolger war 2021 offenbar das in der Erprobung befindliche System SS-N-33 Zirkon vorgesehen.
Insgesamt konzentriert sich die aktuelle Modernisierung auf die U-Boot-Flotte. So befinden sich Stand 2021 fünf mit Interkontinentalraketen bewaffnete Boote der Borei-Klasse im Dienst. Bis Mitte der 2030er-Jahre soll diese Klasse alle älteren SSBN ersetzen.
Zwar sieht die russische Marinedoktrin eine hochseefähige Flotte vor, die vorhandene und in Zuführung befindliche Ausrüstung lässt eine entsprechende Handlungsfähigkeit jedoch allenfalls bei den U-Booten zu. Überwassereinheiten können lediglich küstennah in größerem Umfang eingesetzt werden.
Zu Beginn des russischen Überfalls 2022 auf die Ukraine hatte Russlands Schwarzmeerflotte 13 Landungsboote zu einem Angriff auf Odessa vorbereitet. Sie kamen jedoch, aus Angst versenkt zu werden, nicht zum Einsatz, da die Ukrainer die Küstengewässer und die Strände vermint hatten. Am 13. April 2022 gelang es der ukrainischen Marine mit Hilfe zweier selbstgebauter R-360-Neptun-Schiffsabwehrraketen den 135 km von der Küste entfernten Raketenkreuzer Moskwa, das Flaggschiff der russischen Schwarzmeerflotte, zu versenken. Am 17. Juni 2022 versenkte die Ukraine mit zwei Harpoon-Antischiffsraketen aus US-Produktion das russische Versorgungsschiff Wassili Bech. Seitdem trauten sich die Russen laut Dmytro Pletentschuk, dem Sprecher der ukrainischen Marine, mit ihren Schiffen nicht näher als 100 Seemeilen an die Küste vor Odessa heran. Am 4. November 2023 zerstörte die Ukraine die neue russische Raketenkorvette Askold in einer Werft und am 26. Dezember 2023 das russische Landungsschiff Nowotscherkask im Hafen Feodossija. Einer ukrainischen „Brigade für den Einsatz von Unterwasserdrohnen“ gelingt es inzwischen, mit Hilfe der Unterwasserdrohne Maritschka selbst in 1000 km Entfernung manövrierende russische Schiffe zu treffen. Deshalb wurden viele Schiffe der russischen Schwarzmeerflotte von Sewastopol in den weiter entfernten Hafen Noworossijsk verlegt, darunter die Fregatten Admiral Makarov und Admiral Essen. Nach Einschätzung des militärischen Beraters Christian Freuding von Bundesverteidigungsminister Boris Pistorius ist die russische Schwarzmeerflotte damit de facto aus dem westlichen Schwarzen Meer verdrängt. Diese Entwicklungen ermöglichten der Ukraine, ihre Getreideexporte mit Frachtern über das Schwarze Meer, auch ohne die im Juli 2023 versagte Zustimmung Putins, wieder aufzunehmen.

### Raketen
Mit Stand 2021 sind vermutlich noch wenige Interkontinentalraketen der Typen SS-18 und SS-19 gefechtsbereit. Ein Großteil wurde durch RS-12M2 Topol-M ersetzt. Zudem befinden sich RS-24 (SS-27 Mod. 2 Sickle-B) im Zulauf und teilweise bereits im aktiven Bestand der Truppe. Eine sehr begrenzte Zahl von RS-28 Sarmat dürfte einsatzfähig und als Träger der Hyperschallwaffe Awangard vorgesehen sein. Eine Einsatzfähigkeit des in der Entwicklung befindlichen Marschflugkörpers Burewestnik ist noch nicht abzusehen.
Insgesamt hat Russland nach ukrainischen Angaben seit Kriegsbeginn mehr als 3800 Raketen und Marschflugkörper eingesetzt, bei einer jährlichen Produktionskapazität von bisher 200 bis 300 Stück.

### Waffenlieferungen aus dem Ausland 2022
Die USA hatten China davor gewarnt, Russland Waffen zu liefern. Der Iran sorgte dafür, dass via die von ihm beeinflussten al-Haschd asch-Schaʿbī Waffen aus dem Irak nach Russland gebracht werden konnten, dies nebst eigenen Lieferungen von Bavar-373 und S-300.
Laut N-tv und dem österreichischen Militäroffizier Markus Reisner erhielten die russischen Streitkräfte im Jahr 2024 in zwei Lieferungen jeweils drei Millionen Artilleriegranaten aus Nordkorea.

## Internationale Kooperation
Die russischen Streitkräfte arbeiten mit dem Militär verschiedener weiterer Staaten zusammen. Besonders eng ist die Zusammenarbeit mit Belarus. Politisch wird diese Kooperation insbesondere bilateral sowie beschränkt über die Gemeinschaft Unabhängiger Staaten und das Militärbündnis Organisation des Vertrags über kollektive Sicherheit getragen. 1998 vereinbarten beide Staaten, im Fall eines Angriffs auf ihr Gebiet eine gemeinsame Armee aufzustellen, die die gesamten belarussischen und einen Teil der russischen Streitkräfte umfassen soll. Als Folge eines Vereinigungsvertrags von 1999 wurden die militärischen Komponenten in großem Umfang umgesetzt, während der ebenfalls beabsichtigte wirtschaftliche Zusammenschluss bislang ausblieb. 2001 wurde eine gemeinsame Militärdoktrin formuliert. Im Februar 2022 erfolgte eine Erneuerung, in der beide Staaten die NATO als größte Sicherheitsherausforderung benennen. Die Doktrin sieht vor allem einen einheitlichen rechtlichen Rahmen für die Streitkräfte beider Staaten vor und eine Angleichung von Ausbildung und militärischer Führung. Wiederholt finden gemeinsame Manöver unter dem Titel Union Shield statt. Seit 2016 gelten die Luftabwehrsysteme beider Staaten als vollständig integriert. An gemeinsamen Einrichtungen existieren eine Radarstation in Hanzawitschy und das 43. Kommunikationszentrum der russischen Marine nahe Wilejka, die vor allem der Führung der russischen Atom-U-Boote dient. Belarus und Russland sind die wichtigsten Teilnehmer der groß angelegten Sapad-Militärmanöver.
In der ersten Jahreshälfte 2021 wurde das gemeinsame Ausbildungs- und Gefechtszentrum für Luftverteidigung und Luftwaffe in Hrodna eingerichtet. Im September nahmen beide Staaten Luftpatrouillen über Belarus auf, an der sich auch atomwaffenfähige strategische Bomber nahe der polnischen Grenze beteiligen. Im Februar 2022 strich Belarus die Neutralität und den Verzicht auf Atomwaffen aus seiner Verfassung.
Den russischen Überfall auf die Ukraine 2022 unterstützt Belarus auf mehreren Wegen. So diente ein gemeinsames Militärmanöver zur Verschleierung des Aufbaus der Invasionsarmee. Die russische Luftwaffe nutzt die belarussischen Flugplätze Baranawitschy und Lida und bodengebundene Raketen werden von belarussischem Territorium aus gestartet. Darüber hinaus können russische Truppen auf Logistik und Sanitätsdienst der belarussischen Armee zurückgreifen.
Am 25. März 2023 kündigte Präsident Wladimir Putin die Stationierung taktischer Atomwaffen in Belarus an. Er erklärte, daran sei „nichts Ungewöhnliches“, die Vereinigten Staaten stationierten seit langer Zeit taktische Atomwaffen auf dem Gebiet ihrer Verbündeten. Putin hatte die Vereinigten Staaten immer wieder aufgefordert, Atomwaffen aus Deutschland abzuziehen, weil Russland sich dadurch in seiner Sicherheit bedroht sehe.